# 니키타 흐루쇼프
니키타 세르게예비치 흐루쇼프(러시아어: Ники́та Серге́евич Хрущёв, 러시아어 발음: [nʲɪˈkʲitə sʲɪˈrgʲejɪvʲɪtʲɕ xruˈʃɕof] ( 듣기), 문화어: 니끼따 쎄르게예비치 흐루쑈브, 1894년 4월 15일~1971년 9월 11일)는 소련의 군인, 정치인이다. 1953년 소련의 지도자였던 이오시프 스탈린이 사망하자 소련 공산당 제1서기로 등극했고, 1956년부터 1964년까지 소련의 여러 요직(要職)을 거쳤다. 국가원수 재임 초기에는 스탈린 격하 운동을 명령하고, 소련 우주 프로그램을 추진해 소련의 첨단 과학을 육성하는 일련의 성과를 거두었다. 자신의 정책이 성공했다고 판단한 후르쇼프는 자신감을 얻었고, 경제 성장을 촉진하면서도 시민 자유를 보장하기 위해 여러가지 개혁을 야심차게 추진했으나 그가 시행한 정책은 시민들에게도 관료들에게도 인기가 없었으며, 결과적으로 대부분 실패하였다. 특히 그의 전문성 결여와 독선적인 행보는 소련 공산당의 민주집중제와 집단지도체제 원칙을 크게 훼손하며 기존 당직자들에게도 불만을 일으켰고, 결국 1964년 모든 권력에서 쫒겨나며 강제로 은퇴하게 되었다.
니키타 흐루쇼프는 1894년, 러시아 제국 쿠르스크현에 위치한 칼리놉카에서 태어났다. 젊었을 때 그는 금속 가공 노동자로 일했으며, 러시아 내전 동안에는 정치지도원으로 일하면서 정치계에 발을 들여놓았다. 이후 라자리 카가노비치의 후원 아래 소련 내에서 지위가 높아지기 시작했으며, 그 동안 흐루쇼프는 이오시프 스탈린의 대숙청을 지지하면서 수천 명의 체포를 도왔다. 이에 1938년 스탈린은 흐루쇼프가 우크라이나 소비에트 사회주의 공화국을 통치하도록 하였고, 흐루쇼프는 우크라이나에서 숙청을 계속했다. 러시아에서 '대조국전쟁'으로 불리는 독일-소련 전쟁에서 다시 정치지도원으로 일하며 스탈린과 장군들 간의 소통을 담당했다. 전쟁 중 스탈린그라드에서 방어에 참여했으며, 이는 그가 평생 가장 자랑스럽게 여기던 일이었다. 전쟁이 끝나자, 그는 스탈린의 측근으로 모스크바에 가기 전 우크라이나에 돌아왔다.
1953년 3월 5일, 스탈린의 죽음은 권력 투쟁을 촉발하였고, 이 투쟁에서 흐루쇼프는 서기장의 자리를 차지하며 최종적으로 승리했다. 1956년 2월 25일, 흐루쇼프는 제20회 소련 공산당 회의에서 스탈린의 대숙청을 규탄하고 이전보다 소련에서 덜 억압적인 사회를 만든다는 《비밀 연설》을 하였다. 그러나 일반 시민을 위한 그의 국내 정책은 특히 농업에서 크게 실패했다. 또한 흐루쇼프는 국방을 미사일에 의존하여 재래식 무기들의 대규모 삭감을 실행하였으나, 쿠바 미사일 위기 등 흐루쇼프의 집권기에 냉전은 절정에 달했다.
집권 초기인 1950년대 흐루쇼프는 수에즈 및 시리아 위기, 1960년 U-2기 사건 등의 성공적인 대처와 1957년 스푸트니크 1호 발사 성공으로 많은 사람들로부터 열렬히 지지받았다. 그러나 1960년대 초반에 정책의 결함과 쿠바 미사일 위기의 대처로 그의 인기는 줄어들었다. 때문에 흐루쇼프의 반대파들은 대담해졌고 결국 힘을 키운 반대파들은 1964년 10월 흐루쇼프를 축출했다. 하지만 이전의 소련 권력 투쟁과 달리 흐루쇼프는 모스크바에 아파트와 다차를 연금으로 받아 안정적으로 생활했으며, 그의 긴 회고록은 서방으로 밀반출되어 1970년 일부 출판되었다. 1971년, 흐루쇼프는 심장 마비로 사망하였다.

## 어린 시절

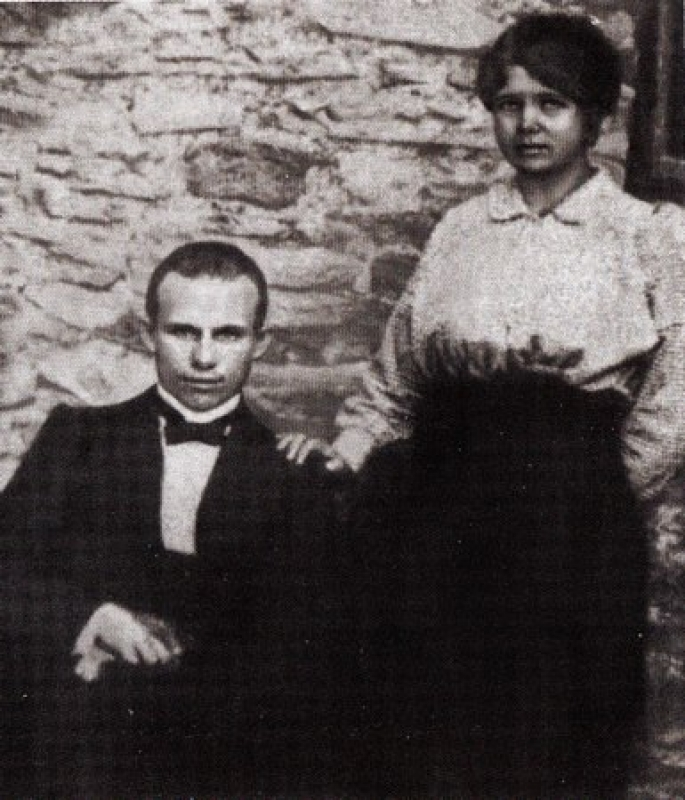
1916년의 흐루쇼프의 첫 부인 예프로시냐와 흐루쇼프.

흐루쇼프는 1894년 4월 15일, 러시아 제국 쿠르스크주 칼리놉카에서 아버지 세르게이 니카노로비치 흐루쇼프와 어머니 악시니아 이바노브나 흐루쇼바 사이에서 태어났다. 어머니는 러시아의 가난한 농부였으며, 흐루쇼프가 태어난 지 2년 뒤에 딸을 낳았다. 아버지는 우크라이나 SSR 돈바스에서 철도공, 광부와 벽돌 공장에서 일했으며, 여러 직업으로 일했다. 그의 아버지가 돈바스에 일한 이유는 당시 임금이 쿠르스크보다 돈바스에서 훨씬 높았기 때문이었고, 이후 칼리놉카의 가족들을 떠나 돈바스에서 일한 후 돈이 충분해지자 돌아왔다.
칼리놉카는 농민 마을이었고, 흐루쇼프를 교육했던 리디야 솁첸코(러시아어: Лидия Шевченко)는 칼리놉카만큼 가난한 마을을 본 적이 없다고 말했다. 흐루쇼프는 어린 시절부터 목동으로 일하며 총 4년 동안 교육을 받았는데, 일부는 마을 학교에서, 일부는 칼리놉카의 공립 초등학교에서 셰브첸코의 아래서 배웠다. 흐루쇼프의 회고록에서 그는 셰브첸코가 교회에 가지 않아 마을 사람들과 갈등을 겪은 자유 사상가였으며, 제국 당국에 의해 금지된 책을 흐루쇼프에게 주기도 했다고 썼다. 그녀는 흐루쇼프가 더 많은 교육을 받길 원했지만, 흐루쇼프의 부모님은 가정의 형편상 이를 허락하지 않았다.

1908년 그의 아버지 세르게이 흐루쇼프는 보다 나은 직업을 갖기 위해 돈바스 유좁카(현재의 우크라이나 도네츠크)로 갔고, 그해 말에 흐루쇼프와 그의 어머니와 동생이 따라 유좁카로 이사했다. 유좁카는 1924년에 스탈리노로, 1961년 도네츠크로 최종 변경되었으며, 유좁카는 러시아 제국 중 가장 산업화된 돈바스 지역의 심장부에 위치해 있었다. 흐루쇼프의 부모님은 흐루쇼프를 금속공 장인에게 견습생으로 맡겼고, 견습 과정을 마친 십대 흐루쇼프는 금속 공장에 고용되었다. 흐루쇼프는 레나 대학살의 피해자들의 가족들을 위해 돈을 모으고 있을 때 직업을 잃었고, 결국 그의 아버지는 그가 루첸코보에 위치한 광산에서 지하 장비를 수리하는 일에 고용되도록 도왔다. 이후 프라우다 신문의 복제본을 배포하기도 하였으며, 더 높은 급여를 받기 위해 미국으로 이민가려는 계획을 고려했으나, 실제로 이민을 가지는 않았다. 나중에 그는 그의 일을 다음과 같이 회상했다.
| “ | 나는 걷는 법을 배우자마자 일을 시작했다. 15살이 되기 전까지는 소몰이를 했고, 그 때 나는 외국인들이 러시아어로 '작은 암소'로 부르던 것들을 몰았다. 나는 자본가 등의 사람들을 위해서도 소몰이를 했고, 15살 전까지 이전까지 소몰이만 했다. 이후 독일 공장에서, 프랑스인 소유의 광산에서, 벨기에인 소유의 화학 공장에서 일했다. 지금 나는 위대한 소비에트의 총리이다. 그럼에도 나는 모든 직업이 존중받을 가치가 있기 때문에 나는 나의 과거를 부끄럽게 여기지 않는다. 그렇게 일하는 것은 더러워질 수 없고, 오직 양심만이 더러워질 것이다. | ” |
|   | — 할리우드에서의 흐루쇼프의 연설, 빅토르 수호드레프(Victor M. Sukhodrev)의 번역 |   |

1914년 제1차 세계대전이 발발했을 때, 흐루쇼프는 숙련된 금속 노동자였기 때문에 징병에서 제외되었고, 당시 그는 10개의 광산에서 수리를 제공하는 작업장에 고용되어 일하고 있었다. 더 높은 급여, 더 나은 작업 조건, 전쟁 종식을 위한 여러 번의 파업에도 참여했으며, 1914년 루첸코보 광산의 운영자의 딸인 예프로시냐 피사레바(Yefrosinia Pisareva)와 결혼했다. 1915년에는 딸인 율리아를, 1917년에는 아들인 레오니드를 얻었다.
1917년, 니콜라이 2세의 퇴위 이후, 페트로그라드의 새로운 러시아 임시 정부는 우크라이나에 거의 영향력을 행사하지 못했다. 흐루쇼프는 루첸코보에서 노동자 평의회(소비에트) 의원으로 선출되었고, 5월에는 의장이 되었다. 흐루쇼프는 볼셰비키와 러시아 백군 간의 러시아 내전이 본격적으로 시작되던 1918년까지 볼셰비키에 합류하지 않았고, 그의 생애를 집필한 작가인 윌리엄 타웁먼은 그 이유를 흐루쇼프 자신이 정치 권력을 추구하는 볼셰비키와 달리 경제적 진보를 우선시하는 멘셰비키와 더 가깝다고 생각했기 때문이라고 분석했다. 자신의 회고록에서 흐루쇼프는 여러 집단이 많았기 때문에 기다렸다고 밝혔고, 섣불리 결정한 뒤 바로잡는 것이 어려울 것이라고 생각하였다고 덧붙였다.
1918년 3월, 볼셰비키 정부가 동맹국과 별도의 평화 조약을 체결하였고, 독일군은 우크라이나 독립 전쟁을 저지하며 돈바스를 점령하였다. 결국 흐루쇼프와 가족은 칼리놉카로 돌아갔고, 1918년 말과 1919년 초에 흐루쇼프는 붉은 군대의 정치지도원을 맡게 되었다. 정치지도원은 볼셰비키가 노동자의 의존도를 낮추고 신병의 의존도를 높이기 위해 도입되었으며, 신병에게 볼셰비즘을 교육하는 것과 군대의 사기를 올리고 전투를 준비하는 것을 맡았다. 건축소대의 정치위원(commissar)으로 시작한 흐루쇼프는 이후 건축대대의 정치위원이 되어 두 달 동안 전선에 파견되었다. 젊었던 흐루쇼프는 많은 비판을 받았고, 흐루쇼프가 훗날 한 전쟁 이야기의 대부분은 전투가 아닌 문화적 어색함이었다. 1921년, 내전이 끝나고 흐루쇼프의 부대는 해산되었고, 흐루쇼프는 돈바스의 노동 여단의 정치위원으로 임명되어 열약한 환경 속에서 생활했다.
전쟁은 광범위환 황폐화와 대기근을 일으켰고, 흐루쇼프가 군대에 있는 동안 그의 아내인 예프로시냐는 칼리놉카에서 발진티푸스로 사망했다. 흐루쇼프는 장례식을 위해 돌아왔고, 볼셰비키 원칙에 따라 관이 지역 교회에 들어가는 것을 거부했다. 흐루쇼프는 교회의 입구 대신 아내의 관을 들어 교회의 울타리를 넘어 묘지로 들어가 칼리놉카 사람들에게 큰 충격을 주었다.

## 당에서

### 돈바스에서

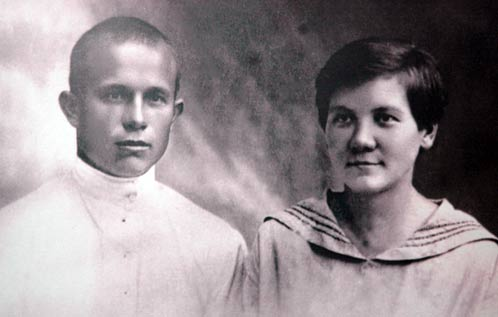
1924년, 공식적으로 결혼하지는 않았던 흐루쇼프의 두 번째 부인인 우크라이나 태생의 니나 페트로브나 흐루쇼바와 흐루쇼프의 모습.

친구의 도움으로 흐루쇼프는 1921년 이전에 일했던 루첸코보의 광산에서 부국장 직위를 얻었다. 당시 돈바스에는 볼셰비키가 거의 없었고, 블라디미르 레닌의 신경제정책이 진행되고 있어 분열되고 있었다. 레닌의 신경제정책은 소규모의 사기업을 인정했고, 이 시기는 볼셰비키의 이념적 후퇴기로 여겨진다. 회사에서 흐루쇼프의 책임은 정치적인 일에 있었지만, 흐루쇼프는 전쟁의 혼란 끝에 광산의 완전한 생산을 재개하는 것에도 관여했다. 그는 기계들의 재가동을 도왔고,(주요 부품들과 설계도는 소련 이전 광산 소유주들에 의해 제거되어 있었다.) 광산 내부를 확인하기 위해 전에 입었던 광산 복장을 입었다.
흐루쇼프는 루첸코보 광산에서 큰 성공을 거두었고, 1922년 중반에 파스투호프 광산의 이사직을 제안받았다. 그러나, 그는 유좁카에 새로 설립된 국립 기술 대학교(테흐니쿰)에 배정되기를 원했으며, 당시 그의 상사들도 그를 보내주기 꺼려했다. 결국 그는 광산 이사직 자리의 제안을 거부했다. 흐루쇼프는 정규 교육을 4년밖에 받지 않았기 때문에 학교 입학 조건인 고등학생 수준으로 올리기 위해 훈련 프로그램(랍파크)에 지원했다. 프로그램에 참여하는 동안에도 흐루쇼프는 루첸코보 광산에서 일을 계속했지만, 프로그램에서 흐루쇼프를 가르치던 한 교사는 그를 가난했던 학생으로 묘사했다. 흐루쇼프는 소련 공산당에서 더욱 성공적이었다. 1922년 8월 훈련 프로그램에 지원한 직후 그는 유좁카 당서기로 임명되어 당위원회 위원이 되었고, 당의 민주주의 문제를 놓고 이오시프 스탈린의 지지자들에 대항하여 레프 트로츠키의 지지자들과 잠시 합류하였다. 이러한 당의 활동으로 인해 그는 학업을 위한 시간이 거의 없었고, 나중에 그는 프로그램을 마쳤다고 밝혔지만 그것이 사실인지 여부는 불분명하다.
윌리엄 타웁먼은 흐루쇼프의 학업은 우크라이나 농민의 딸이자 교육을 받은 니나 페트로브나 흐루쇼바의 도움을 받았는데, 니나 흐루쇼바는 자신이 기억하기에 처음에 가족은 가난했다고 말했다. 니나 흐루쇼바와 흐루쇼프는 1965년까지 혼인신고를 하지 않았지만, 흐루쇼프의 남은 생애 동안 남편과 아내로 살았다. 1929년에는 딸 라다를, 1935년에는 아들 세르게이를, 1937년에는 딸 엘레나를 얻어 세 자녀를 두었다.
1925년 중반, 흐루쇼프는 유좁카 근처의 페트로보-마린스키(러시아어: Петров-Мариинский)의 당 서기로 임명되었다. 페트로보-마린스크의 면적은 약 1,000km2였으며, 흐루쇼프는 작은 문제에도 관심을 갖고 담당 지역을 끊임없이 돌아다녔다. 1925년 말, 흐루쇼프는 모스크바에서 열린 소련 공산당 제14차 대회에 무투표 당선인으로 선출되었다.

### 카가노비치의 도움

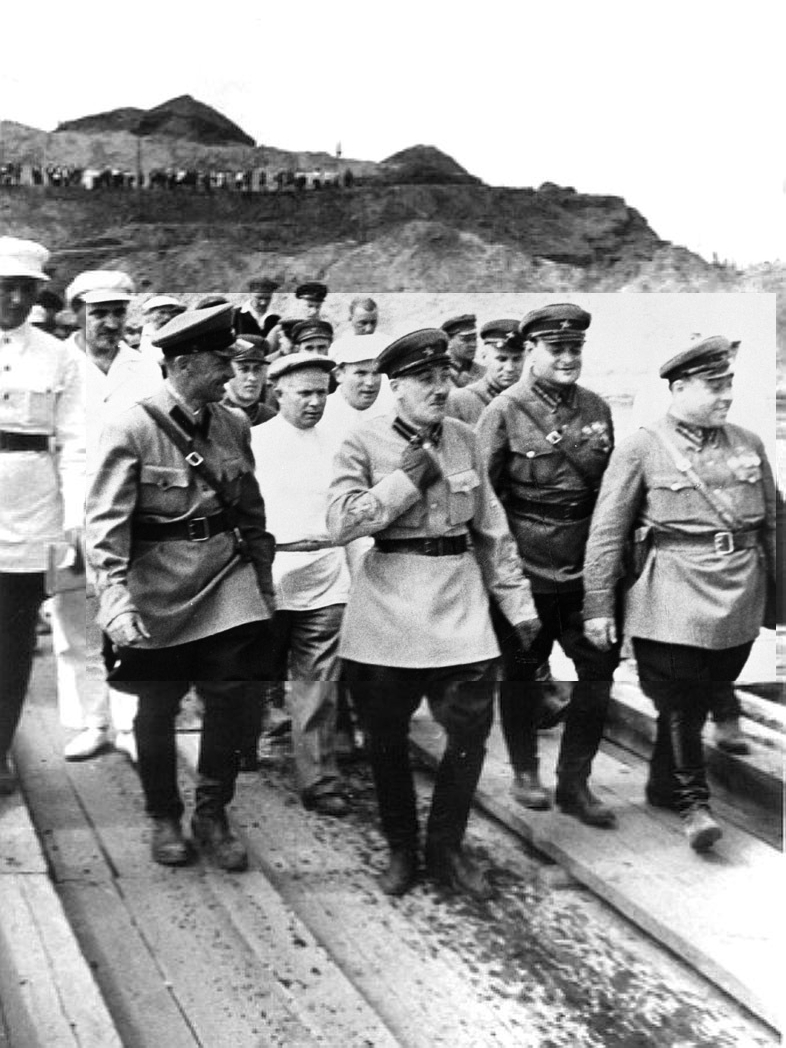
내무인민위원회 지도자 겐리흐 야고다(가운데)가 모스크바-볼가강 운하 건설을 점검하고 있다. 흐루쇼프는 야고다의 뒤에서 걸어가고 있다.

흐루쇼프는 1917년에 이미 라자리 카가노비치를 만났다. 1925년에 카가노비치가 우크라이나의 당수가 되자, 흐루쇼프는 그의 후원 아래 빠르게 승진했다. 카가노비치는 1926년 말, 이미 스탈린의 당의 2인자로 인정받았다. 이후 9개월 뒤에 그의 상관이었던 콘스탄틴 모이세옌코(러시아어: Константин Моисеенко)는 축출되었는데, 이를 타웁먼은 흐루쇼프의 선동 때문이라고 말했다. 카가노비치는 흐루쇼프를 당시 우크라이나의 수도였던 하르키우에서 우크라이나 중앙위원회 조직부의 책임자로 임명했다. 또한 흐루쇼프는 1928년 키예프(현 키이우)로 가서 지역의 당 2인자인 조직부의 책임자를 맡게 되었다.
1929년, 흐루쇼프는 스탈린의 측근으로 모스크바 크렘린에 있던 카가노비치를 따라 모스크바로 향했고, 모스크바에서 스탈린 산업 전문학교에 등록하여 다시 교육을 받기 위해 노력했다. 흐루쇼프는 모스크바에서 학업을 끝내지 못했지만, 당에서 그의 전성기를 맞았다. 전문학교의 당 조직이 지역 회의에서 다수의 우파를 선출했을 때, 그 조직은 프라우다의 공격을 받았다. 뒤이은 권력 투쟁에서 흐루쇼프는 승리하여 전문학교의 당 총무가 되었고, 우익 대표자들의 철수를 주선하고 후에 숙청했다. 이후 전문학교가 위치한 바우만 지역의 당 서기가 되었고, 모스크바에서 크고 중요한 크라스노프레스넨스키 지역의 당 서기가 되었다. 1932년에 흐루쇼프는 카가노비치에 이은 2인자가 되었고, 1934년에는 모스크바 시위원회 제1서기와 소련 공산당 중앙위원회의 위원이 되었다. 흐루쇼프는 그의 급속한 성장을 스탈린의 아내이자 전문학교의 학생이었던 나데즈다 알릴루예바와 친분을 맺었기 때문이라고 꼽았고, 회고록에서 알릴루예바가 스탈린에게 자신에 대해 좋게 말했다고 밝혔다. 그러나, 그의 생애를 집필한 윌리엄 톰슨(영어: William Tompson)은 흐루쇼프가 스탈린에게 후원을 받기에는 너무 낮은 직위에 있었고, 만약 후원이 이루어졌다고 해도 카가노비치가 주선했을 것이라며 가능성을 경시했다.
흐루쇼프는 모스크바 시위원회 제1서기로서 비용이 많이 드는 모스크바 지하철 건설을 총괄했고, 카가노비치가 감독하는 일을 맡았다. 이미 1934년 11월 7일로 예정된 지하철 개장일에 직면하여 흐루쇼프는 상당한 위험을 감수하고 건설현장에서 많은 시간을 보냈다. 불가피한 사고가 발생했을 때, 희생된 사람들은 대의를 위한 영웅적인 희생이라고 묘사되었다. 막상 지하철은 1935년 5월 1일에야 개통했지만, 흐루쇼프는 건설에 기여한 공로로 레닌 훈장을 받았다. 1935년 말에 흐루쇼프는 인구 1,100만 명을 담당하는 모스크바 주위원회 제1서기로 선출되었다.

### 대숙청

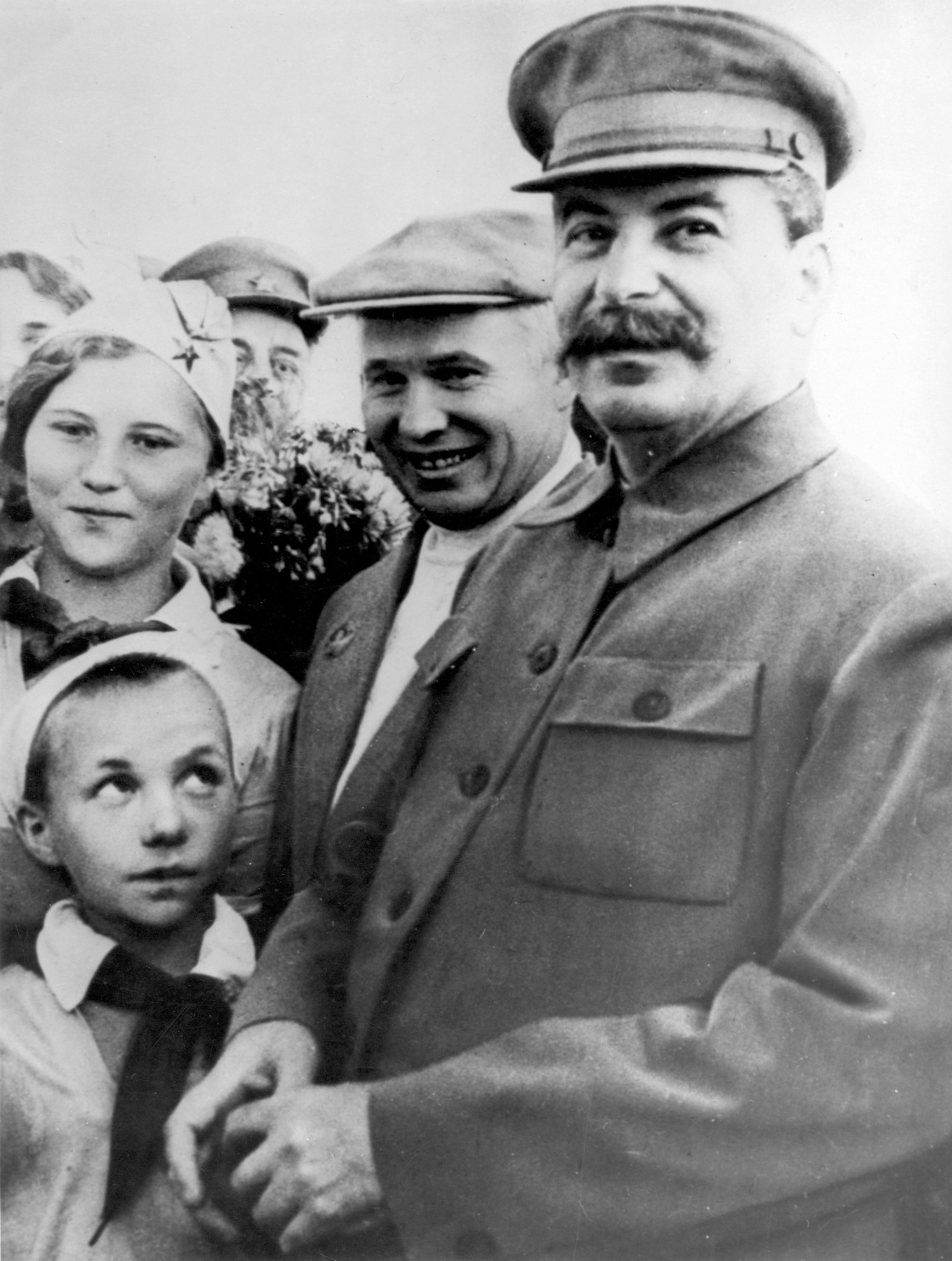
1930년대 이오시프 스탈린(오른쪽 끝)과 흐루쇼프(오른쪽에서 두 번째)가 같이 찍은 사진.

스탈린의 사무실 기록에서는 1932년 초에 흐루쇼프가 스탈린의 회의에 참여한 것을 밝히고 있고, 이후 두 사람은 점점 좋은 관계를 이루었다. 흐루쇼프는 독재자 스탈린을 존경했고, 그와의 사적인 만남과 그의 다차에 초대받는 것을 소중히 여겼으며, 스탈린은 그를 따르는 젊은 부하에게 애정을 느꼈다. 1934년부터 스탈린은 대숙청이라는 정치적 탄압을 시작했고, 그 기간 동안 많은 사람들이 처형되거나 굴라크로 넘겨졌다. 대숙청의 중심은 1936년 쇼 재판인 모스크바 재판이었는데, 재판이 진행되는 동안 흐루쇼프는 열렬한 지지를 표명했다.
| “ | 우리나라의 성공과 위대한 스탈린께서 이끄는 우리 당의 승리를 기뻐하는 모든 사람들은 트로츠키-지노비예프의 파시스트에게 딱 한 단어만 사용할 수 있다. 그 단어는 '실행'이다. | ” |

흐루쇼프는 모스크바 주에서 많은 친구들과 동료들의 숙청을 도왔다. 모스크바 시와 각 지방의 38명의 고위 관료 38명 중 35명이 사망했으며, 생존자 3명은 다른 지역으로 이송되었다. 모스크바 시 외곽의 각 지역의 당 서기 146명 중 10명만이 숙청에서 살아남았고, 흐루쇼프는 회고록에서 그와 함께 일하던 거의 모든 사람들이 체포되거나 처형당했다고 언급하기도 했다. 당은 흐루쇼프가 이러한 체포를 승인하도록 요구하였고, 그는 그의 친구들과 동료들을 구하기 위한 일을 거의, 또는 전혀 하지 않았다.
당 지도자들은 '적들'이라는 몫을 부여받아 체포할 수 있게 되었다. 1937년 6월, 중앙위원회 정치국은 흐루쇼프에게 모스크바 지역에서 35,000명의 적을 정했고, 그 중 5,000명은 처형될 예정이었다. 흐루쇼프는 모스크바에 살고 있는 2,000명의 부유한 농민, 즉 쿨라크들 중 일부를 추가로 숙청해 줄 것을 요청했다. 흐루쇼프는 정치국의 명령을 받은 지 2주 만에 41,305명이 체포되었다고 스탈린에게 보고했으며, 흐루쇼프는 그 중 8,500명은 사형에 처해질 만했다고 밝혔다.

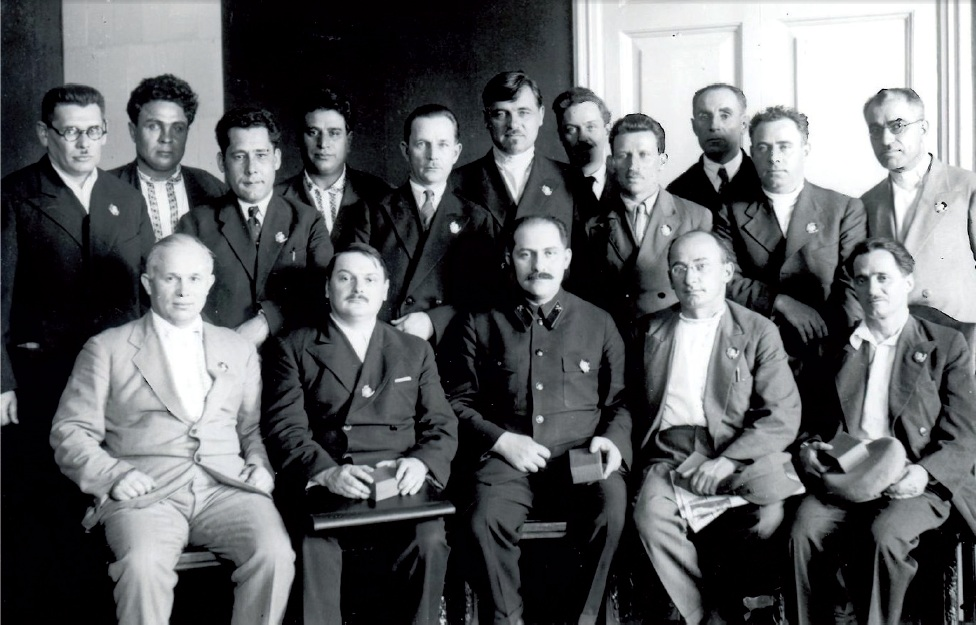
앞줄에는 니키타 흐루쇼프(모스크바), 안드레이 즈다노프(레닌그라드), 라자리 카가노비치(우크라이나), 라브렌티 베리야(조지아), 네스토르 라코바(압하지야)가 앉아 있다. (뒷줄에는 미르 자파르 바기로프(Mir Jafar Baghirov) 등이 서 있다.)

흐루쇼프는 자신이 숙청에서 제외될 이유가 없다고 생각했고, 1937년, 자신이 1932년에 트로츠키와 합류했던 것을 카가노비치에게 고백했다. 이 때 흐루쇼프는 카가노비치가 핼쑥해졌던(제자의 죄가 스승의 지위에 영향을 미칠 수 있기 때문에) 자신에게 스탈린에게 그 말을 말하라고 조언했고, 스탈린은 흐루쇼프의 고백을 태연하게 받아들인 후, 사실을 알리지 말라고 조언했다. 이후 모스크바 당 회의에서 그 일을 밝힐 것을 제안했고, 흐루쇼프는 회의에서 사실을 밝혔으며, 그 자리에서 그가 있던 직위에 재선되었다. 흐루쇼프는 회고록에서 자신이 체포된 동료에게 비난을 받았다고 밝혔다. 스탈린은 흐루쇼프에게 개인적인 비난 사실을 알리고 그의 반응을 확인했는데, 흐루쇼프는 회고록에서 자신이 스탈린에게 의심되는 반응을 보였으면 인민의 적으로 분류되었을 것이라고 추측했다. 그럼에도 흐루쇼프는 1938년 1월 14일 중앙위원회 정치국의 후보가 되었고, 1939년 3월 정회원이 되었다.
1937년 말, 스탈린은 흐루쇼프를 우크라이나 공산당의 서기장으로 임명했고, 흐루쇼프는 1938년 1월 모스크바를 떠나 다시 우크라이나의 수도인 키예프로 향했다. 당시 우크라이나는 흐루쇼프가 존경했던 여러 스탈리노의 교수들을 포함하여 대숙청이 일어나고 있던 현장이었다. 대숙청에는 고위 관료들도 예외가 되지 않았고, 우크라이나 중앙위원회에서는 정족수를 소집하지 못할 정도로 황폐해져 있었으며, 흐루쇼프가 도착했을 때 숙청의 속도는 더욱 빨라졌다. 우크라이나 공산당의 조직국과 사무국의 구성원은 1명을 제외하고 모두 체포되어 거의 모든 정부 관리와 붉은 군대 지휘관이 교체되었다. 흐로쇼프가 도착한 후 처음 몇달 동안 거의 모든 사람들이 사형을 선고받았다.
흐루쇼프의 생애를 집필한 윌리엄 타웁먼은 흐루쇼프가 키예프에 있는 동안 다시 비난을 받았기 때문에, 숙청의 일부가 사실이 아니며 무고한 사람들이 고통을 겪고 있음을 알고 있었을 것이 틀림없다고 주장했다. 1939년 흐루쇼프는 우크라이나 공산당 제14차 당 대회에서 "동지들이여, 우리는 인민의 적을 모두 폭로하고 가차 없이 파괴해야 합니다. 그러나, 우리는 정직한 볼셰비키 한 사람이라도 해를 입도록 내버려 두어서는 안 됩니다. 우리는 거짓을 비난하는 자들과 맞서 투쟁해야 합니다."라고 말했다.

## 제2차 세계대전

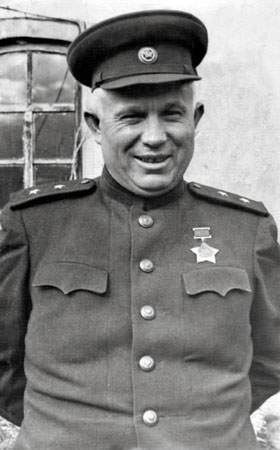
소련이 전쟁에 참전한 직후 붉은 군복을 입고 있는 니키타 흐루쇼프의 모습.

### 폴란드 영토 점령
1939년 9월 17일, 독일-소련 불가침 조약에 따라 소련군이 폴란드 동부를 침공했을 때, 흐루쇼프는 스탈린의 지시에 따라 소련군과 동행하면서 항복한 폴란드군에게 간단한 인터뷰를 끝낸 뒤 안전하게 집으로 보내줄 것을 약속했다. 폴란드군이 항복한 뒤 소련군이 점령한 지역 중 현재의 서우크라이나에서는 많은 우크라이나인들이 살고 있었고, 많은 주민들이 침공을 환영했으나, 이후 독립할 수 있기를 바랐다. 이 때 흐루쇼프의 역할은 침공한 지역과 소련과의 합병을 위해 투표하도록 하는 것이었고, 투표 선전과 속임수, 노골적인 사기 행위를 통해 점령 지역에 새로 형성된 의회는 만장일치로 소련과의 합병을 청원했다. 새로운 의회의 선택은 소련 최고 소비에트에게 받아들여졌고, 현재의 서우크라이나는 비로소 1939년 11월 1일에 우크라이나 소비에트 사회주의 공화국에 합병되어 일부가 되었다. 흐루쇼프는 서우크라이나에서 폴란드인들을 내쫓아 우크라이나인들의 땅을 '통일'시켜준 점과 폴란드 지주들을 '청소'해준 점에 대해 우크라이나인들이 소련에 감사하기를 바랐으나, 서우크라이나에 동우크라이나 주민들을 배치하고 몰수된 토지들을 농민이 아닌 집단 농장(콜호스)에게 넘기는 등의 소련의 정책은 곧 서우크라이나인들을 소외시켜 흐루쇼프의 합병을 위한 노력에 피해를 입혔다.

### 독일과의 전쟁
1941년 6월, 독일이 소련을 침공했을 때, 흐루쇼프는 여전히 키예프(현 키이우)에서 우크라이나 SSR의 서기장을 맡고 있었다. 스탈린은 그를 정치지도원으로 임명했고, 흐루쇼프는 여러 전투에서 군 지휘관과 모스크바의 정치인들 사이에서 소식을 전했다. 스탈린은 흐루쇼프를 이용해 지휘관들을 염격히 통제했고, 지휘관들은 흐루쇼프를 통해 스탈린에게 영향이 미칠 수 있도록 노력했다.

독일군이 진격하자 흐루쇼프는 군대와 협력하여 키예프를 방어하며 지켰다. 어떤 상황에서도 도시를 포기하면 안 된다는 스탈린의 명령 때문에 소련군은 곧 독일군에게 포위당했다. 결국 독일 정부는 65만 5,000여명을 포로로 잡았다고 발표했으나, 소련 정부는 67만 7,085명 중 150,541명이 포위망을 탈출했다고 밝혔다. 현 시점에서 흐루쇼프가 전투에 관여한 것에 대해서는 의견이 분분하다. 게오르기 주코프는 1957년 흐루쇼프가 그를 해고하고 모욕한 지 몇 년 후, 흐루쇼프는 스탈린에게 키예프에서 군대를 철수시키지 말라고 설득했다고 말했으며, 흐루쇼프는 회고록에서 세묜 티모셴코와 함께 소련군을 재배치하자고 제안했다고 밝혔다. 흐루쇼프의 어린 시절을 집필했던 작가 마크 프랭클랜드(Mark Frankland)는 흐루쇼프의 지도자에 대한 믿음이 소련군의 패배로 인해 크게 흔들렸다고 주장했다. 흐루쇼프는 회고록에서 다음과 같이 말했다.
| “ | 하지만 키예프에서의 적 돌파는 적군이 우리를 포위하고 37군의 궤멸로 이어졌다. 나중에는 5군도 궤멸했고... 이 모든 것이 무의미한 일이었고, 군사적인 관점에서 보면 무지와 무능, 문맹의 과시였다.... 한 발짝도 물러서지 않은 부대가 있다. 우리는 이 부대를 철수시키지 않았기 때문에 구할 수 없었고, 그 결과 단순히 우리는 그들을 잃었다.... 우리는 이런 일이 일어나지 않도록 할 수 있었다. | ” |

1942년 흐루쇼프는 남서쪽 전선에 있었고, 세묜 티모셴코와 함께 하르코프(현 하르키우)에서의 대규모 반격을 계획하고 있었다. 스탈린은 계획의 일부만을 승인했지만, 64만 명의 소련군들은 계획에 참여하도록 되어 있었다. 그러나, 독일군은 소련군이 하르키우를 공격할 가능성이 있다고 판단하여 함정을 설치했다. 1942년 5월 12일 소련군이 하르코프를 공격하였으며, 처음에는 성공한 것처럼 보였지만 5일 만에 독일군이 소련군의 측면을 깊이 진입하여 소련군은 포위될 위기에 처했다. 그러나 스탈린은 계획을 중지하기를 거부했고, 소련군은 곧 독일군에게 포위당했다. 소련은 포로로 잡힌 20만 명을 포함해 26만 7천 명의 병사를 잃었으며, 스탈린은 티모셴코를 강등시키고 흐루쇼프를 모스크바로 불렀다. 스탈린이 흐루쇼프를 체포하고 처형할 것을 고려하는 동안, 스탈린은 흐루쇼프를 스탈린그라드로 보내 흐루쇼프가 전선에 복귀하도록 허용했다.

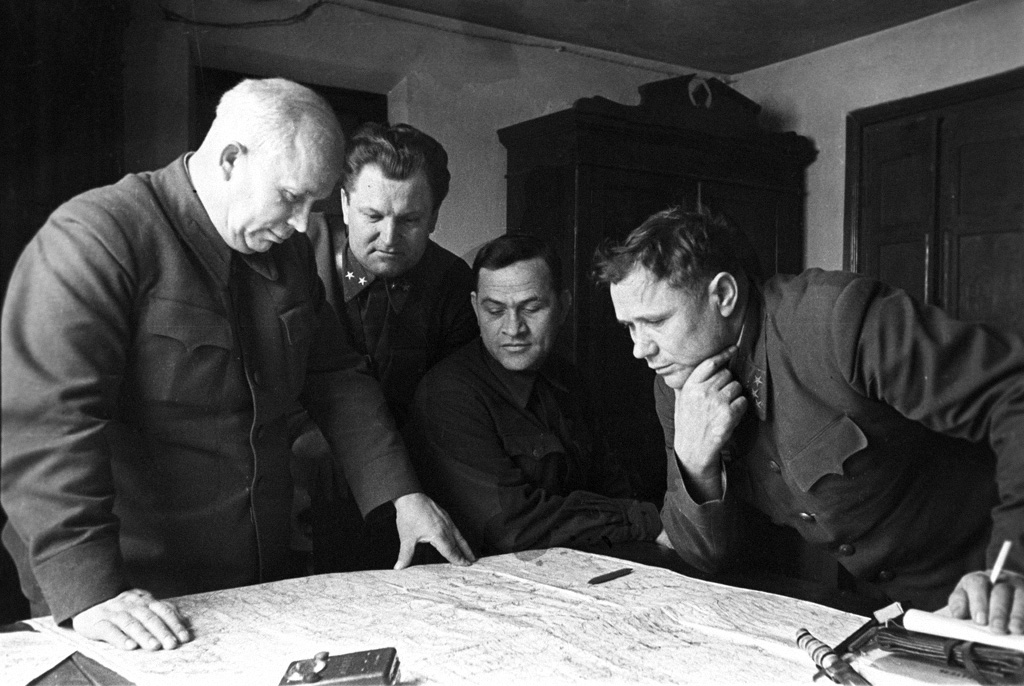
스탈린그라드 전선에서의 흐루쇼프(가장 왼쪽).

흐루쇼프는 스탈린그라드 전투가 시작된 직후인 1942년 8월에 스탈린그라드 전선에 도착했다. 스탈린그라드 방어에서 그의 역할은 중요하지 않았으며, 더불어 도시 방어를 지휘환 바실리 추이코프는 흐루쇼프가 총리일 때 출판된 회고록에서 흐루쇼프에 대해 아주 간략하게 언급만 하였다. 그럼에도 흐루쇼프는 죽을 때까지 스탈린그라드에서의 자신의 역할에 자부심을 가지고 있었다. 그는 전투 중 종종 모스크바의 스탈린과 만났지만, 전투 기간 중 대부분을 스탈린그라드에 머물렀고, 적어도 한 번은 죽임을 당할 뻔했다. 흐루쇼프는 반격을 제안했으나, 이미 극비리에 게오르기 주코프와 다른 장군들은 소련 진영에서 벗어나 독일군을 포위하고 파괴할 계획인 '천왕성 작전'이 계획되고 있음을 알게 되었다. '천왕성 작전'이 실행되기 전에 흐루쇼프는 군대의 준비 상태와 사기를 확인하고 나치 포로들을 심문하는 것과 선전 목적으로 일부를 모집하는 데에 많은 시간을 보냈다.
스탈린그라드 전투 직후 흐루쇼프는 전투기 조종사인 그의 아들 레오니드 흐루쇼프가 1943년 3월 11일 작전 중 격추되어 사망한 것으로 알려져 개인적인 비극을 겪었으나, 레오니드의 사망 상황은 그의 동료 중 누구도 그의 비행기와 시체를 발견하지 못했다고 진술하여 현재 불분명하고 논쟁의 여지가 남아 있다. 대부분의 의견에 따르면 레오니드가 격추 사고에서 살아남아 독일군과 협력하였고, 소련에 포로로 잡혔을 때 흐루쇼프가 그의 목숨을 구걸했지만 스탈린을 그를 총살시키라고 명령했다고 본다. 이 총살은 흐루쇼프가 후에 《비밀 연설》에서 스탈린을 비난하는 이유를 설명하는 데에 사용되었다. 레오니드에 관한 소련의 문서에는 이 기록을 뒷받침하는 증거는 없지만 일부 역사가들은 레오니드의 문서가 전쟁 후에 위조되었다고 주장했고, 레오니드의 동료들은 그의 비행기가 격추되는 것을 목격했지만 보고하지 않았다고 밝혔다. 흐루쇼프의 생애를 집필한 윌리엄 타웁먼은 이러한 누락이 정치국 구성원의 아들의 죽음에 공모자로 여겨질 가능성을 피하기 위하여 그랬을 것이라고 추측했다. 1943년 중반, 레오니드의 아내 리우바 흐루쇼프가 간첩 혐의로 체포되어 노동 수용소에서 5년을 선고받았고, 그녀의 아들 톨야는 고아원에 보내졌으며, 그녀의 딸 율리아는 흐루쇼프의 아내가 키우게 되었다.
'천왕성 작전'이 독일군을 퇴각시키게 한 후, 흐루쇼프는 다른 전선에서 복무했다. 그는 1943년 7월 쿠르스크 전투에서 참여하였고, 소련군은 이 전투에서 이전 소련 영토에 대한 독일군의 공세를 되돌렸다. 흐루쇼프는 독일인들이 비밀리에 준비하고 있던 소련에 대한 재반격을 인지하고 있던 친위대의 탈영병을 심문하기도 하였으며, 1943년 11월 소련군이 키예프를 점령할 때 동행했고, 소련군이 독일군을 몰아내면서 폐허가 된 도시에 진입했다. 소련군이 더 큰 성공을 거두면서 독일군을 더욱 서쪽으로 몰아가자 흐루쇼프는 우크라이나 재건 작업에 더욱 관여하게 되었다. 그는 이전의 직위에 더하여 우크라이나 사회주의 공화국의 총리로 임명되었는데, 이것은 한 사람이 당과 민간에서 지도자를 했던 드문 사례 중 하나였다.
윌리엄 톰슨은 흐루쇼프가 군사평의회의 일원으로 활동한 적이 가장 많아 그의 전쟁 기록을 평가하는 것이 어렵고, 군 장군들의 명령에 그의 결정이 어느 정도의 영향을 미쳤는지에 대해 문서화되어 있지 않아 그에 대해 아는 것은 불가능하다고 여겼다. 그러나 톰슨은 브레즈네프의 집권 시기에 출판된 군사 회고록에서 흐루쇼프에 대한 언급들이 '인쇄물에서 어떤 맥락에서든 흐루쇼프를 언급하는 것이 거의 불가능'했던 상황에서 호의적인 사실을 지적했고, 이러한 호의적인 언급들이 군 장군들이 흐루쇼프를 높게 평가했음을 시사할 수 있다고 주장하기도 했다.

## 권력 획득

### 다시 우크라이나에서

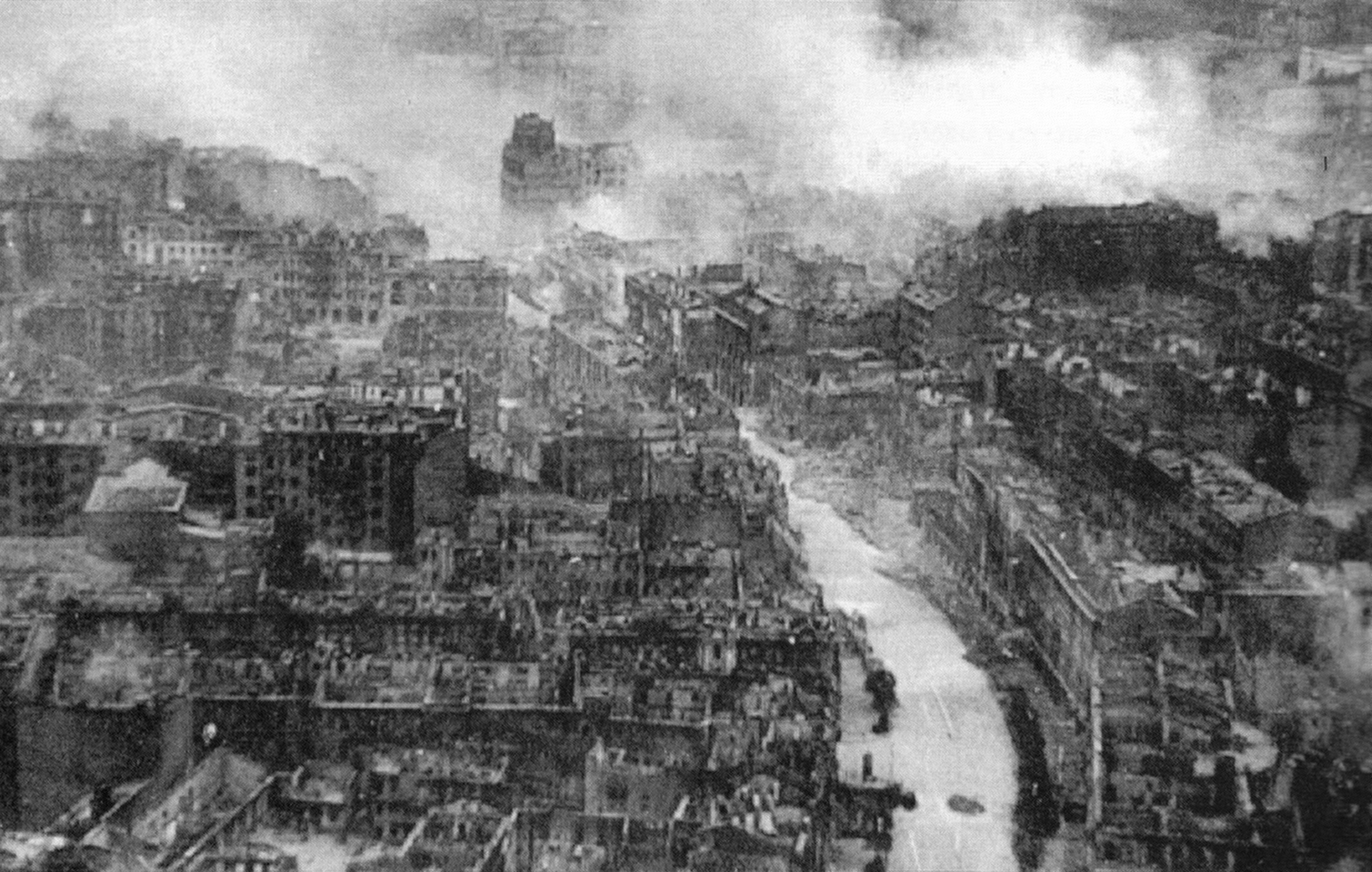
제2차 세계대전으로 인해 황폐해진 우크라이나의 수도 키예프(현 키이우)의 모습.

제2차 세계대전 동안 거의 모든 우크라이나 영토가 독일군에 점령당했었고, 1943년에야 흐루쇼프는 우크라이나로 돌아와 우크라이나가 황폐해졌다는 것을 알게 되었다. 우크라이나의 거의 모든 산업은 파괴되었고, 농업 생산량은 심각한 부족에 직면했다. 수백만 명의 우크라이나인들이 노동자나 전쟁 포로로 끌려갔음에도 불구하고, 남은 사람들은 위한 집은 충분하지 않았다. 제2차 세계대전 동안 우크라이나인 6명 중 1명은 죽었다.
흐루쇼프는 1930년대의 숙청이 다시 일어나지 않길 바라면서 우크라이나 재건을 위해 노력했지만, 정부는 소련의 체제를 강하게 하기 위해 이전에 중단된 작업이 완료되길 원했다. 이후 우크라이나가 군사적으로 회복되어 징병제가 실시되어 19세에서 50세 사이의 75만 명의 남자들이 최소한의 군사 훈련을 받고 붉은 군대에 보내졌으며, 그 외의 우크라이나인들은 독립된 우크라이나를 건국하기 위해 당파적인 세력들에 합류했다. 흐루쇼프는 우크라이나의 여러 지역을 이동하며 부족한 노동력에 보다 많은 노력을 촉구했다. 그는 그의 고향이었던 칼리놉카를 잠시 동안 방문했는데, 그 때 붉은 군대에 입대했던 사람들 중 3분의 1만이 돌아와 굶주리고 있는 것을 확인했고, 흐루쇼프는 그의 고향을 돕기 위해 할 수 있는 모든 것을 했다. 이러한 흐루쇼프의 노력에도 불구하고 1945년 우크라이나 공업은 전쟁 전의 4분의 1에 불과했고, 농업 수확량은 1944년 소련군이 우크라이나 모든 지역을 탈환할 때보다 줄어들었다.
농업 생산량을 늘리기 위한 노력 중 하나로서 콜호스는 자신의 역할을 다하지 않는 주민들을 추방할 수 있는 권한을 부여받았다. 콜호스의 지도자들은 이러한 권한을 사적인 적들과, 환자들, 그리고 노인들을 다루는 데에 사용했고, 거의 12,000명의 사람들이 소련 동부로 추방당했다. 흐루쇼프는 이 정책이 매우 효과적일 것이라고 생각하고 스탈린에게 다른 곳에서도 이 정책을 실시할 것을 제안했으며, 서우크라이나에서 집단화를 강요하는 일을 했다. 흐루쇼프는 1947년까지 목표를 달성하기를 희망했지만, 자원 부족과 반대파의 무력 저항으로 인해 과정이 느려졌다. 1944년과 1946년 사이에 소련 경찰과 군대가 110,825명의 반대파를 사살하고 25만 명을 생포함에 따라 우크라이나 반역군(UPA)은 점차 힘을 잃어갔다. 약 60만 명의 서우크라이나 주민들이 1944년에서 1952년 사이에 체포되었으며, 3분의 1이 처형되고 나머지는 투옥되거나 동쪽으로 추방되었다.
1944년과 1945년의 전쟁 기간 동안은 수확 상황이 좋지 않았고, 더불어 1946년에는 극심한 가뭄이 우크라이나와 서부 러시아를 강타했다. 그럼에도 불구하고 집단농장과 국영농장은 수확량의 52%를 소련 정부에게 넘겨야 했는데, 이는 소련 정부가 동유럽의 공산주의 동맹국들에게 곡물을 공급하기 위해 가능한 많은 곡물을 모으려고 했기 때문이다. 흐루쇼프는 할당량을 높게 설정하여 스탈린이 우크라이나에서 비현실적으로 많은 양의 수확량을 기대하게 만들었다. 농장에서 식량은 배급되었지만 소련 전역의 비농업 노동자들은 식량을 배급받지 못했으며, 피할 수 없는 기아는 소련 외부에는 거의 알려지지 않았다. 1946년 말, 흐루쇼프가 절망적인 상황을 깨닫고 스탈린에게 지원을 거듭 호소했고, 스탈린에게 보낸 편지가 효과가 없자 흐루쇼프는 직접 모스크바로 가서 그의 의견을 밝혔다. 결국 스탈린은 우크라이나에 제한적인 식량 지원과 무료 수프 급식소를 설치하기 위한 자금을 제공했으나, 흐루쇼프의 정치적 위상은 크게 손상되었다. 1947년 2월 스탈린은 카가노비치를 우크라이나에 보낼 것을 제안했다. 다음 달에 우크라이나 중앙 위원회는 흐루쇼프를 총리로 유지하면서 흐루쇼프에게 유리한 당 지도자들을 제거했다.
카가노비치가 키이우에 도착한 직후, 흐루쇼프는 병에 걸려 1947년 9월까지 모습을 거의 보이지 않았다. 자신의 회고록에서 흐루쇼프는 자신이 폐렴에 걸렸다고 밝혔지만, 일부 전기 작가들은 흐루쇼프의 병이 완전히 정치적인 것이라고 주장했고, 그의 지위 상실이 몰락과 죽음을 향한 첫 번째 단계일 것이라는 두려움을 갖고 있었다는 것을 근거로 삼았다. 그러나, 흐루쇼프의 자녀들은 아버지가 중병에 걸린 것으로 기억했다. 흐루쇼프가 침대를 벗어날 수 있게 되자, 그와 가족들은 전쟁 이후로 첫 휴가를 라트비아의 해변 휴양지로 떠났다. 그러나, 흐루쇼프는 오리 사냥을 하고 새로 소련의 영토가 된 칼리닌그라드의 공장과 채석장을 방문하면서 해변의 한가로운 휴식을 깨뜨렸다. 1947년 말에 카가노비치는 모스크바로 소환되었고, 곧 흐루쇼프는 제1서기장으로 복귀했다. 그리고, 흐루쇼프는 제자였던 데미안 코로첸코를 위해 우크라이나 총리직을 사임했다.
흐루쇼프의 우크라이나에서의 마지막 시기에는 산업이 회복되고 소련군이 반역군을 물리쳤으며, 1947년과 1948년에 예상보다 좋은 수확을 거두면서 대체로 평화로웠다. 서우크라이나에서는 집단화가 진행되었고, 흐루쇼프는 집단화를 장려하기 위해 개인 농장의 성장을 저해하는 정책을 펼쳤다. 그러나, 이러한 흐루쇼프의 정책은 개인의 가축 소유에 대한 세금으로 인해 농민들이 가축을 도살하는 역효과를 일으켰다. 흐루쇼프는 도시와 시골 간 양극화를 없애고 농민을 '시골 프롤레타리아'로 변모시킨다는 생각으로 농경촌의 개념을 구상하기도 했고, 농장에 가까운 마을에 사는 농업 노동자들보다는, 그들이 마을에 없는 공공 시설 등의 시립 서비스를 제공하는 큰 마을에서 더 멀리 살 것이라고 생각했다. 그러나, 흐루쇼프는 1949년 12월 모스크바로 돌아가기 전까지 구상했던 도시를 단 한 곳만 완성했고, 그는 그 도시를 스탈린의 70세 생일 선물로 바쳤다.

회고록에서 흐루쇼프는 10년 넘게 통치했던 우크라이나를 좋게 회상했다.
| “ | 우크라이나 사람들이 저를 잘 대해주었다고 말하겠습니다. 그곳에서 보낸 따뜻한 몇 년을 기억합니다. 비록 책임감으로 가득 찬 기간이었지만, 만족합니다... 하지만 제 의미를 부풀리기에는 거리가 멀었습니다. 우크라이나 국민 전체가 엄청난 노력을 기울였습니다... 저는 우크라이나의 성공을 우크라이나의 국민 전체의 노력의 탓으로 돌릴 겁니다. 이 주제에 대해 더 이상 자세히 설명하지는 않겠지만, 원칙적으로는 설명하기 매우 쉽습니다. 나는 러시아인이고 러시아인들의 기분을 상하게 하고 싶지 않습니다. | ” |

### 스탈린의 말년

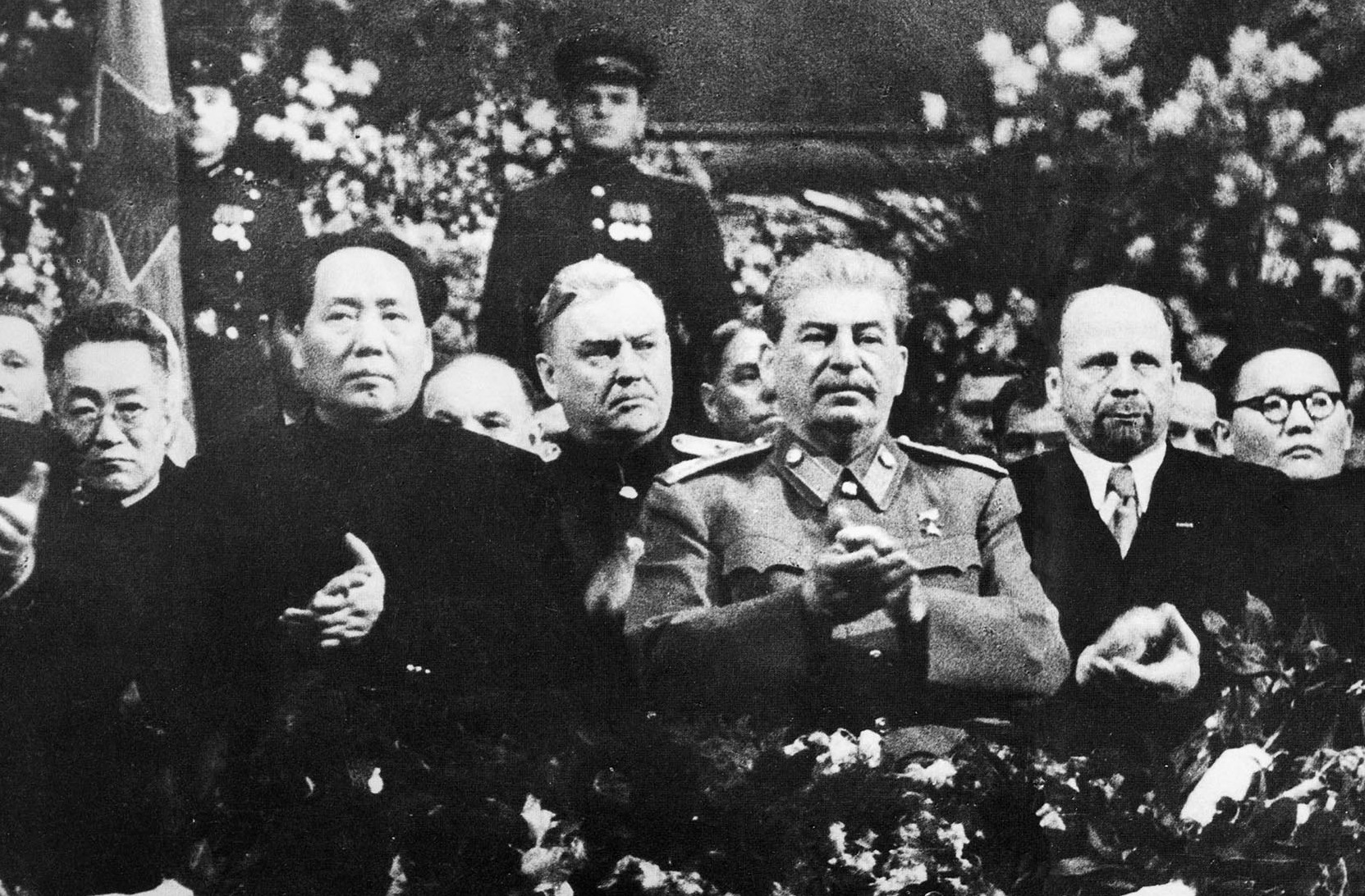
이오시프 스탈린(오른쪽에서 세 번째)이 죽기 몇 년 전 그의 71번째 생일을 기념하는 행사의 모습.

1942년 12월 중순부터 흐루쇼프는 모스크바 주와 시의 제1서기를 다시 맡았다. 그의 전기 작가 타웁먼은 스탈린이 그의 후계자로 여겨지던 게오르기 말렌코프와 라브렌티 베리야의 균형을 잡기 위해 흐루쇼프를 모스크바로 소환했을 가능성이 높다고 말했다. 스탈린은 정치국 회의를 거의 소집하지 않았고, 대신 정부의 고위급 업무의 대부분은 스탈린이 흐루쇼프, 게오르기 말렌코프, 라브렌티 베리야, 라자리 카가노비치, 클리멘트 보로실로프, 뱌체슬라프 몰로토프와 니콜라이 불가닌과 연 만찬에서 이루어졌다. 흐루쇼프는 그의 회고록에서 '스탈린의 만찬에서 졸았던 사람들의 상황은 좋지 않았다'고 썼다.
1950년에 흐루쇼프는 모스크바에 대규모 주택 계획을 시작했다. 5-6층 아파트 건물은 당시 소련 전역에 널리 퍼져 있었고, 많은 건물들이 오늘날 여전히 남아 사용되고 있다. 흐루쇼프는 조립식 철근 콘크리트를 사용하여 건설 속도를 크게 높였다. 이 건물들은 1946년부터 1950년까지 지어졌던 모스크바의 주택들의 건설 속도의 3배로 매우 빠르게 완성되었고, 엘리베이터와 발코니가 없었고, 대중으로부터 빈민가라는 뜻을 지닌 러시아어 Khrushchoba와 흐루쇼프의 이름이 결합하여 '흐루숍카'라는 별명을 얻었다. 1995년, 소련 시기에 지어진 흐루숍카에 거의 6천만 명의 주민들이 여전히 거주하고 있었다.
흐루쇼프는 새로운 직위에서 콜호스(집단농장) 통합 계획을 계속하여 모스크바의 콜호스의 수 중 70%를 줄였고, 그 결과 한 사람이 농장을 효과적으로 관리하기에 너무 규모가 커졌다. 또한, 흐루쇼프는 그의 농업 도시 계획을 실행하려고 했지만, 그 주제에 대한 그의 연설이 1951년 3월 프라우다에 출판되었을 때, 스탈린은 이를 승인하지 않았다. 프라우다는 흐루쇼프의 연설이 단지 제안일 뿐, 정책이 아니라는 글을 빠르게 실었다. 4월에 정치국은 농업 도시 계획을 공식적으로 거부했다. 흐루쇼프는 스탈린이 자신을 해임할 것을 두려워했지만, 스탈린은 흐루쇼프를 비판한 후에는 그 사건이 지나가도록 내버려두었다.
1953년 3월 1일, 스탈린은 뇌졸중으로 쓰러졌다. 겁에 질린 의사들이 치료를 시도했고, 흐루쇼프와 동료들은 새 정부에 대해 토론을 벌였다. 결국 스탈린은 3월 5일 사망했다.

흐루쇼프는 나중에 이에 대해 다음과 같이 회상했다.
| “ | 스탈린은 자신에게 동의하지 않는 모든 사람들을 '인민의 적'이라고 불렀다. 그는 모두가 구질서를 회복하기 원했고, 이를 위해 '인민의 적'이 국제적으로 반동세력과 결합했다고 말했다. 그 결과 수십만 명의 정직한 사람들이 죽었다. 그 당시에는 모두가 두려움 속에 살았다. 누구나 한밤중에 문을 두드리는 소리가 들리면, 치명적일 것이라고 예상했다... 스탈린이 싫어하는 사람들은 전멸했고, 더불어 정직한 당원들, 흠잡을 데 없는 사람들, 레닌의 지도 아래 혁명 투쟁의 학파를 거쳐 대의를 위해 충성스럽게 열심히 일한 사람들까지. 이것은 완전하고 완전한 임의성적인 것이었다. 이제 이 모든 것이 용서되고 잊혀야 할까? 절대로! | ” |

### 권력을 위한 투쟁

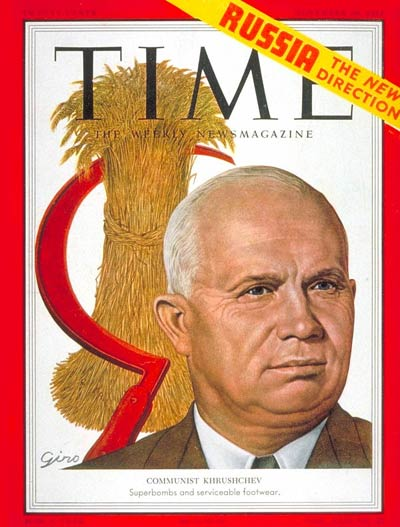
흐루쇼프는 소련 공산당 제1서기장이 된 후 1953년 11월 《타임》의 올해의 인물에 선정되어 표지에 실렸다.

1953년 3월 6일 스탈린의 사망이 공식적으로 발표되었고, 그 뒤를 이어 게오르기 말렌코프가 새로운 지도자가 되었다. 말렌코프는 새 각료회의 의장이 되었으며, 베리야(보안 기관에 대한 자신의 영향력을 강화한 인물), 카가노비치, 불가닌과 몰로토프가 제1부의장으로 임명되었다. 스탈린이 사망하기 몇 년 전부터 승진되던 중앙위원회 상임위원들은 다시 강등되었고, 흐루쇼프는 공산당 중앙위원회의 불특정 임무에 집중하기 위해 모스크바의 제1서기직을 포기했다. 《뉴욕 타임스》는 말렌코프와 베리야를 상임위원회의 각각 1, 2위로 꼽았고, 흐루쇼프는 마지막으로 나열했다.
그러나 말렌코프는 3월 14일 중앙위원회에서 사임했는데, 이는 말렌코프가 너무 많은 권력을 갖고 있다는 우려 때문이었다. 이 일로 가장 많은 것을 얻은 사람은 흐루쇼프였다. 흐루쇼프의 이름은 수정되어 목록 상단에 표시되었고, 이는 그가 당을 책임지고 있음을 나타냈다. 이후 중앙위원회는 9월에 흐루쇼프를 공식적으로 제1서기로 발표했다.
스탈린이 사망한 후, 베리야는 여러 가지의 개혁을 시작했다. 타웁먼은 "비할 데 없는 냉소주의로 [베리야는] 이데올로기가 그의 길을 가로막도록 내버려두지 않았다. 만약 그가 승리했다면, 그는 동료들이 그가 숙청하는 것을 못하도록 막았다면, 그는 동료들까지 숙청했을 것이다. 그의 개혁은 흐루쇼프와 맞먹었고, 어떤 면에서는 35년 뒤의 고르바초프의 개혁과도 비슷했다."고 썼다. 베리야가 실행시킨 계획 중 하나는 백만 명이 넘는 비정치적 죄수들을 석방하는 것이었고, 실행되지 않은 계획 중에는 서독에게 보상을 받고 독일을 통일하여 중립적으로 만드는 것이 있었다. 흐루쇼프는 그를 반공주의자로 여겼으며, 베리야의 계획들을 저지시키기 위해 말렌코프와 손을 잡고 많은 그의 많은 계획들을 막았다. 이러한 활동으로 말렌코프와 흐루쇼프는 서서히 다른 상임위원들의 지지를 받게 되었다. 베리야에 대한 흐루쇼프와 말렌코프의 행동들은 베리야가 군사 쿠데타를 계획하고 있다는 두려움과 흐루쇼프가 회고록에 남긴 '베리야가 우리를 향해 칼을 준비하고 있다'라는 두려움을 확신하는 데에 기여했다. 흐루쇼프와 말렌코프의 핵심적인 움직임은 베리야의 가장 강력한 두 명의 측근인 세르게이 크럭로브와 이반 세로프가 그를 배신하도록 유인하는 것이었다. 측근들의 배신으로 인해 베리야가 내무부와 크렘린 지도부의 통제력을 잃었다는 사실을 알았을 때 비로소 베리야를 체포할 수 있게 되었고, 1953년 6월 26일, 베리야는 흐루쇼프와 그와 손을 잡은 정치인들의 광범위한 군사 준비에 의해 상임위원회 회의에서 체포된 뒤 처형당했다. 베리야의 처형은 소련에서 최고 수준의 권력 투쟁에서 패배자가 목숨을 잃은 마지막 사건으로 기록되었다.
그럼에도 권력 투쟁은 계속되었다. 말렌코프의 권력은 중앙 국가 기구에 있었는데, 그는 정부를 재조직하여 그의 영향력을 확장하려 했고, 당을 희생시키면서 권력을 추가로 얻었다. 또한, 그는 소매가를 낮추고, 인민들에 대한 채권 판매 수준을 낮추어 대중의 지지를 얻는 방안을 구상했다. 반면, 흐루쇼프는 당에 권력 기반을 두고, 당 내에서 자신의 위치를 강화하려고 했다. 소련의 체제 하에서 당은 우세에 서게 되어 있었지만, 스탈린이 권력의 대부분을 자신과 정치국(이후 상임위원회)에게 주어 당이 우세하지 못한 상황을 만들었다. 흐루쇼프는 상임위원들이 충돌하는 상황에서 당과 중앙위원회가 다시 강해질 수 있다고 생각했고, 흐루쇼프는 당의 고위 관리들을 신중하게 육성했으며, 지지자들을 지역 당의 서기로 임명할 수 있었다.
흐루쇼프는 정교하지만 무색으로 보이는 말렌코프와 대조적으로 어떤 도전도 받아들일 준비가 되어 있는 현실적인 정치인으로 자신을 소개했다. 흐루쇼프는 크렘린궁 경내를 대중들에게 공개하도록 주선했으며, 이는 대중적인 공명이 있었기 때문이었다. 말렌코프와 흐루쇼프 모두 농업 개혁을 모색하고 있었지만, 흐루쇼프의 제안은 더 광범위했고, 수십만 명의 젊은 자원 봉사가들이 서부 시베리아와 북부 카자흐스탄 지역에 정착하여 경작할 처녀지 개간 운동을 포함하고 있었다. 이 계획은 이후 소련의 농업에 엄청난 재앙이 되었지만, 초기에는 성공적인 것처럼 보였다. 또한, 흐루쇼프는 베리야의 기밀 파일에서 가져온 말렌코프의 유죄 정보를 갖고 있었는데, 해당 정보는 소련 검찰이 레닌그라드 사건을 포함하여 스탈린 말년의 숙청을 조사하던 중에 말렌코프가 연루되어 있음을 알게 되면서 밝혀졌다. 1954년 2월부터 흐루쇼프는 상임위원회 회의에서 말렌코프의 자리를 대신했고, 6월부터는 말렌코프가 상임위원회 회원 명단 관리를 포기하였으며, 이후 알파벳 순으로 관리되었다. 흐루쇼프의 영향력은 계속 증가하여, 지역 서기들의 지지를 얻었고, 흐루쇼프가 지명한 사람이 국가보안위원회(KGB)를 이끌게 되었다.

1955년 1월 중앙위원회 회의에서 말렌코프는 숙청 행위 중 레닌그라드 사건에 연루되었다며 비난을 당했고, 베리야의 권력 상승을 촉진했다는 이유로 그를 고발하는 결의안을 통과시켰다. 다음 달 열린 최고 소비에트 회의에서 말렌코프가 불가닌을 지지하여 강등되었고, 이는 서방의 국가들을 놀라게 했다. 말렌코프는 발전소 장관으로 상임위원회에 남아 있었고, 윌리엄 톰슨은 흐루쇼프의 당시 시기를 집필하면서 "집단 지도부 구성원 중 1위가 흐루쇼프라는 것은 이제 합리적 의심의 여지가 없다"고 썼다.
스탈린 이후의 정치적 통제 싸움은 외교 정책을 재편하게 했다. 유럽과 중동의 상황에 직면했을 때, 이념적 추상은 적고 현실적인 정책이 다수를 차지했다. 1956년 스탈린에 대한 흐루쇼프의 《비밀 연설》 공격은 스탈린주의의 교훈을 버리고 중동에 대한 더 많은 개입을 포함하여 새로운 방법을 모색하려는 신호였다. 권력을 잡은 흐루쇼프는 그의 성격을 절제하지 않았고 예측할 수 없었다. 그는 우주에서의 놀라운 성공들에 용기를 얻었고, 우주에서의 성공들이 소련의 명성을 세계적으로 퍼뜨리고 제3세계에 공산주의가 빠르게 발전하는 데에 도움이 될 것이라고 생각했다. 흐루쇼프의 정책은 여전히 상임위원회의 지지를 받았지만, 스푸트니크에 열광하면서도 지상에서도 더 높은 수준의 생활을 요구하는 명료하지 않은 소극적인 소련의 대중들을 달래야 할 필요성으로 인해 여전히 억제되었다.

## 지도자로서(1956-1964)

### 국내 정책

#### 권력 강화와 《비밀 연설》
말렌코프의 강등 이후 흐루쇼프와 몰로토프는 처음에 잘 협력하였고, 몰로토프는 심지어 말렌코프의 총리 자리를 불가닌이 아닌 흐루쇼프가 받는 것을 제안하기도 했다. 그러나 흐루쇼프와 몰로토프는 정책에서 점점 다른 방향으로 향했다. 몰로토프는 흐루쇼프의 처녀지 개간 운동을 반대하는 대신 개발된 농업 지역의 수확량을 늘리기 위해 막대한 투자를 제안했는데, 흐루쇼프는 자원 부족과 정교한 농장 노동력 부족으로 실현이 불가능할 것이라고 생각했다. 또한, 두 사람은 외교 정책에서도 생각이 달랐다. 흐루쇼프가 집권한 직후, 그는 오스트리아와 평화 조약을 맺어 오스트리아의 일부를 점령하고 있던 소련군을 떠날 수 있도록 했다. 몰로토프는 이에 저항했지만, 흐루쇼프는 오스트리아 대표단이 모스크바에서 조약에 협상하도록 주선했다. 흐루쇼프와 다른 상임위원들이 1955년 중반, 중앙위원회 회의에서 몰로토프를 공격했지만, 몰로토프는 적대국으로 만든 외교 정책을 잘 수행했다며 그의 입장을 유지했다.
1955년 말까지 수천 명의 정치범이 풀려나 수용소에 대한 경험을 이야기했다. 숙청에 대한 지속적인 조사는 스탈린의 모든 범죄를 그의 제자와 스탈린주의자들에게 전달되게 만들었다. 흐루쇼프는 가까운 동료인 아나스타스 미코얀과 함께 일하면서 스탈린주의의 얼룩이 완전히 제거되면 당의 사람들 사이에서 충성심을 불러일으킬 수 있을 것이라고 생각했다. 1955년 10월부터 흐루쇼프는 소련 공산당 제20차 대회에서 정치인들에게 스탈린의 범죄를 알리기 위해 노력했는데, 이에 몰로토프와 말렌코프 등의 일부 동료들은 공개에 반대했고, 비공개 회의에서 발언하도록 설득했다.
1956년 2월 14일, 소련 공산당 제20차 대회가 열렸다. 흐루쇼프는 첫 연설에서 스탈린을 클레멘트 고트발트, 그리고 잘 알려지지 않은 도쿠다 규이치와 동일시하며 스탈린의 대회 동안 죽은 공산주의 지도자들을 기리기 위해 대표단에게 요청함으로써 스탈린을 폄하했다. 2월 25일 이른 아침, 흐루쇼프는 《비밀 연설》로 잘 알려져 있는 연설 내용을 소련 대표단에 국한된 외회의 비공개 회의에서 발표하였고, 이로써 그는 4시간 만에 스탈린의 명성을 무너뜨렸다. 이후 흐루쇼프는 회고록에서 "회의에서 의회는 조용히 내 말을 들었다. 속담처럼 핀이 떨어지는 소리가 들릴 수도 있었다. 너무 갑작스럽고 예상치 못한 일이었다."라고 썼다. 회의에서 흐루쇼프는 대표단에게 다음과 같이 말했다.
| “ | 이곳에서 나는 스탈린의 편협함, 잔인함, 권력 남용의 사례들을 밝혔다. 그는 종종 실제 적뿐만 아니라 당이나 소련 정부에 대해 어떠한 범죄를 저지르지 않는 개인에 대해서도 정신적, 신체적 말살을 선택하게 했다. | ” |

《비밀 연설》은 소련의 사회를 근본적으로 변화시키지는 못했지만, 광범위한 영향을 미쳤다. 이 연설은 1956년 폴란드에서의 불안과 헝가리 혁명의 큰 요인이 되었으며, 스탈린 옹호자들은 6월에 그의 고향 조지아에서 흐루쇼프의 사임과 몰로토프의 집권을 요구하면서 4일 간의 폭동을 벌였다. 《비밀 연설》이 낭독된 회의에서 공산주의자들은 스탈린 또는 흐루쇼프를 더욱 가혹하게 비난하고 다당제를 요구하기도 했다. 그러나, 스탈린은 공개적으로 비난받지 않았고, 그의 초상화는 공항에서 흐루쇼프의 크렘린 사무실까지 널리 퍼졌다. 당시 전연방 레닌주의 청년 공산주의자 동맹(콤소몰)의 임원이었던 미하일 고르바초프는 그가 살던 지역의 잘 교육받고 젊은 소련의 사람들이 그 연설에 열광했지만, 많은 사람들이 스탈린을 옹호하거나 과거를 파헤치는 데에 별 소용이 없다고 비판했다고 회상했다. 40년 후, 소련이 붕괴된 이후 고르바초프는 거대한 정치적 위험을 감수하고 자신이 '도덕적인 사람'임을 보여준 흐루쇼프의 용기에 대해 박수를 보낸다고 밝혔다.
《비밀 연설》이라는 명칭은 이후 완전히 잘못된 명칭임이 밝혀졌다. 연설에 참석한 사람들은 모두 소련인이었지만, 동유럽 대표단은 다음 날 밤에 연설 내용을 메모할 수 있을 정도로 정확히 알 수 있었다. 3월 5일까지 '1급 비밀'이 아닌 '언론용 아님'이라고 표시된 사본들이 소련 전역에 전해졌으며, 공식 번역물은 한 달 만에 폴란드에서 출판되었다. 이후 폴란드에서는 12,000부가 추가로 인쇄되었으며, 일부는 서방으로 전해졌다. 흐루쇼프의 아들인 세르게이는 나중에 다음과 같이 회상했다. "분명히, 아버지는 가능한 많은 사람들이 듣게 하려고 노력했다. 그것은 곧 콤소몰 회의에서 낭독되게 되었다. 그것은 1,800만 명의 청취자가 듣는다는 것을 의미했다. 친척, 친구, 지인을 포함하여 온 나라가 그 연설에 익숙해졌다고 말할 수 있었다... 연설이 전 세계에 전해진 것은 겨우 봄이 막 시작된 시점이었다."

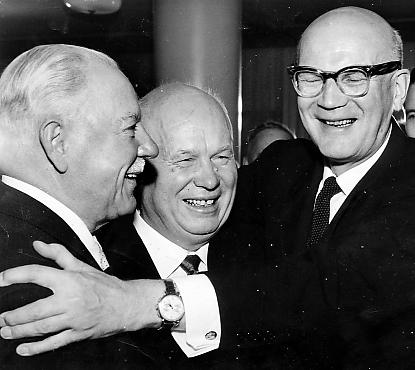
1960년, 흐루쇼프와 클리멘트 보로실로프, 우르호 케코넨의 모습.

상임위원회의 반-흐루쇼프 위원들 중 일부는 산업에 대한 권위를 분산시키려는 흐루쇼프의 제안에 반대하는 세력으로 확대되었고, 이는 말렌코프의 권력 기반의 핵심을 무너뜨렸다. 1957년 초반 말렌코프, 몰로토프와 카가노비치는 조용히 흐루쇼프를 해임하기 위한 지지자들을 모으기 위해 노력하였고, 6월 18일 두 명의 흐루쇼프 지지자가 불참한 상임위원회 회의에서 계획에 가담한 불가닌을 의장으로 올리고 흐루쇼프를 효과적으로 강등시킬 것을 제안했다. 흐루쇼프는 모든 상임위원에게 이 사실이 전해지지 않았다는 이유로 이의를 제기했으며, 이 이의는 흐루쇼프가 당시 국방상 주코프와 보안 부서를 통해 군사 통제권을 갖고 있지 않았다면 빠르게 기각되었을 것이다. 긴 상임위원회 회의가 며칠 간 계속되었고, 권력투쟁에 대한 소식이 전해지자 흐루쇼프가 장악한 중앙위원회 위원들은 군용기를 타고 모스크바로 몰려들어 회의에 참석할 것을 요청했다. 그들이 회의에 참여하도록 승인되지는 않았지만, 모스크바에는 곧 비상 당 대회를 소집할 수 있는 충분한 중앙위원회 위원들이 생기게 되었고, 이는 사실상 지도부가 중앙위원회의 참여를 허용하도록 압박했다. 회의 동안 3명의 주요 공모자들은 스탈린의 범죄에 대한 파벌주의 공모 혐의를 받는 '반당집단'이라고 불리게 되었다. 결국 세 사람은 중앙위원회와 상임위원회에서 제명되었으며, 음모에 합류했던 전 외무장관이자 흐루쇼프의 지지자로 알려진 드미트리 셰필로프도 마찬가지였다. 몰로토프는 몽골 대사로 쫓겨났고, 그 외의 사람들은 모스크바에서 멀리 떨어진 산업 시설과 연구소를 이끌게 되었다.
주코프는 상임위원회 정회원으로 흐루쇼프를 지지한 보상을 받았지만, 흐루쇼프는 그의 인기와 권력을 두려워하게 되었다. 1957년 10월, 주코프는 흐루쇼프가 그를 해임하기 위해 상임위원회 회의를 주선함에 따라 발칸 반도를 순방하도록 파견되었다. 주코프는 무슨 일이 일어났는지 알고 재빨리 모스크바로 돌아갔지만, 공식적으로 해고되었다는 통보를 받게 되었다. 몇 주 후의 중앙위원회 회의에서 주코프를 변호하는 말은 단 한 마디도 나오지 않았다. 흐루쇼프는 1958년 3월 자신을 위해 불가닌을 총리직에서 해임하고 고스방크의 수장으로 임명했다. 이로써 흐루쇼프는 자신이 이끄는 국방위원회를 구성하고 사실상 자신을 최고 사령관으로 임명하며 권력의 통합을 완료하였다. 이제 흐루쇼프는 가장 권력을 많이 가진 인물이 되었지만, 스탈린만큼의 절대적인 권력을 누리지 못했다.

#### 자유화와 예술
권력을 잡은 흐루쇼프는 예술 분야에서 어느 정도의 자유를 허용했다. 엄격한 정부 관료들에게 반대하던 이상주의적인 기술자에 관한 블라디미르 두진체프의 《빵에만 의존하는 것이 아니다》에 대해 흐루쇼프는 '근본적으로는 거짓'이라고 불렀지만, 1956년에 출판을 허용해주었다. 그러나, 1958년 보리스 파스테르나크의 소설 《닥터 지바고》가 해외에서 출판된 후,(소련에서는 출판되지 못했다) 흐루쇼프는 파스테르나크에 대한 맹렬한 공격을 명령했고, 프라우다는 이 소설을 "저급 반동적 해킹"이라고 묘사했다. 파스테르나크는 작가 연합에서 추방당했다. 파스테르나크는 《닥터 지바고》로 노벨 문학상을 수상했지만, 정부의 압박을 받아 거절했다. 이에 흐루쇼프는 파스테르나크에 대한 공격을 중단하라고 명령했는데, 후에 흐루쇼프는 회고록에서 소설에 대해 고민했고, 출판을 거의 허용했지만 나중에 출판을 완전 허용하지 않은 것을 후회했다고 썼다. 집권 이후 흐루쇼프는 《닥터 지바고》의 사본을 읽었고,(집권 이전에는 발췌문만 읽었다) 그리고 "우리는 그것의 출판을 허용했어야 했다. 내가 직접 읽었어야 했다. 거기에는 반정부(반소비에트)적인 것이 없었다"고 말했다.
흐루쇼프는 소련이 서방의 생활수준과 필적할 수 있다고 믿었고, 소련 시민들이 서방의 업적을 볼 수 있도록 하는 것을 두려워하지 않았다. 스탈린은 소련으로의 관광객을 거의 받아들이지 않았고, 소련 내 여행도 거의 허용하지 않았다. 그러나, 흐루쇼프는 관광객들이 소련을 여행할 수 있게 했고,(1957년부터 1961년까지 200만 명 이상의 소련 시민이 해외로 여행을 갔고, 그 중 70만 명은 서방을 방문하였다) 관광객들의 소련 여행을 하용하여 소련은 관광객들의 엄청난 호기심의 대상이 되었다. 1957년 흐루쇼프는 제6회 세계청년학생축전이 모스크바에서 열리게 되는 것을 허용하면서 그는 콤소몰 관료들에게 '우리의 포옹에 외국인 손님들이 질식'하게 하라고 지시했다. 그 결과 '사회주의의 축제'에는 300만 명이 넘는 모스크바 시민들이 참여했으며, 이들은 3만 명의 젊은 외국인 방문객과 함께 도시 전역의 토론 단체에서 크렘린의 행사에 이르기까지 많은 행사에 참여했다. 역사가 블라디슬라프 주보크는 이 축제가 모스크바 시민들이 직접 볼 수 있도록 함으로써 서양인에 대한 '선동가들의 진부한 표현'을 산산조각 냈다고 말했다.

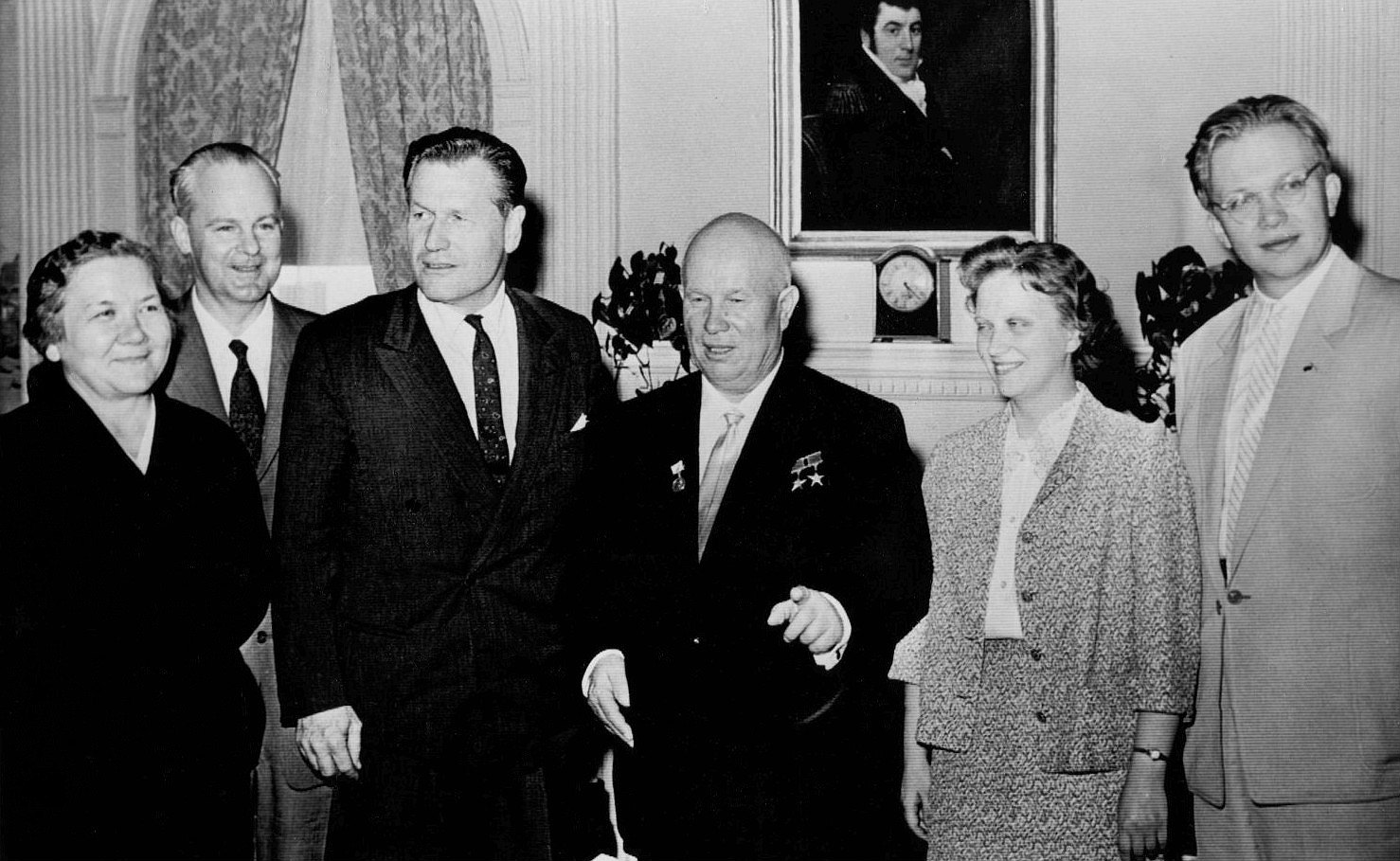
1959년 흐루쇼프와 그의 아내와 그의 딸 라다, 그의 아들 세르게이(가장 오른쪽).

1962년 흐루쇼프는 알렉산드르 솔제니친의 《이반 데니소비치의 하루》에 감명을 받아 상임위원회가 출판을 허용하도록 설득했다. 이 일시적인 문화적 해동은 1962년 12월 1일 흐루쇼프가 여러 작품이 전시된 모스크바 마네지를 방문했을 때 한 아방가르드를 본 이후 끝이 났다. 그것들을 본 흐루쇼프는 분노가 폭발하여 'Manege Affair'이라는 에피소드를 '개똥'이라고 묘사하고 "당나귀 꼬리는 예술을 더럽힐 수 있다"고 말했다. 일주일 후, 프라우다는 예술적 표현의 순수성에 대한 요구를 발표했으며, 흐루쇼프는 작가와 영화 제작가가 화가를 변호하자 분노를 표출했다. 그러나, 흐루쇼프의 분노에도 예술가 중 누구도 체포되거나 추방되지 않았고, 모스크바 마네지 전시회는 흐루쇼프의 방문 이후에도 열려 있었으며, 프라우다의 기사 이후 방문객의 증가를 경험했다.

#### 정치 개혁
흐루쇼프가 집권하고 보안 기관이 운영하는 특별 재판소는 폐지되었는데, 트로이카라고 하는 이 재판소는 종종 법과 법의 절차를 무시했었기 때문이다. 또한, 흐루쇼프의 집권기 동안 당위원회의 승인을 없이는 일반 법원에서 정치범을 기소할 수 없었다. 더불어 흐루쇼프 집권기 동안 중대한 정치적 재판은 없었고, 전체적으로 겨우 수백 가지의 정치적 기소가 있었다. 대신에 소련 반체제 인사들에게 직장이나 대학의 지위를 잃거나 당에서 제명되는 등의 다른 제재가 가해졌으며, 흐루쇼프의 집권 기간 동안 '사회적으로 위험한' 사람들을 위한 강제 입원이 도입되었다. 흐루쇼프의 초기 집권기에 대한 분석을 집필한 작가 로이 메드베제프는 "정부의 일상적인 수단인 정치적 테러는 흐루쇼프 집권기 동안 핵정적 억압 수단으로 대체되었다"고 썼다.
1958년, 흐루쇼프는 수백 명의 소련 관리들과 중앙위원회 회의를 열었다. 일부는 회의에서 연설하는 것도 허용했으며, 위원회의 절차는 처음으로 책의 형식으로 공개되었고, 이는 이후 회의에서 계속되었다. 그러나, 이러한 개방성은 실제로 흐루쇼프가 위원회에 대한 더 큰 통제력을 갖을 수 있게 허용할 수 있었는데, 이는 흐루쇼프에 반대하는 사람들이 자신을 반대하는 사람들 앞에서 의견을 내야 했기 때문이다.
1962년, 흐루쇼프는 오블라스티 단위의 당 위원회를 산업과 농업을 위한 두 개로 나누었는데, 이는 위원회 서기 중 어느 한 서기도 우선권을 갖지 않았기 때문에 지휘 계통에 혼란이 생겼기 때문이다. 각 오블라스티의 중앙위원회 의석 수가 제한적이어서 사단은 파벌 간의 공직자 경쟁 가능성을 열어줄 수 있었으며, 로이 메드베제프는 양당 체제를 시작할 가능성도 있었다고 말했다. 또한, 흐루쇼프는 하급 위원회에서 중앙위원회에 이르기까지 각 위원회의 구성원들을 선거 때마다 3분의 1을 교체하도록 명령했는데, 이 명령은 흐루쇼프와 중앙위원회 간의 긴장을 일으켰고, 흐루쇼프를 지지하던 당 지도자들을 화나게 했다.

#### 농업 정책
흐루쇼프는 농업 전문가로서 미국에서 실행되던 농업 정책으로 후진적이고 비효율적인 소련의 농업 정책을 개혁해야 할 필요성을 느꼈고, 특히 그는 집단주의, 국영 농장, 기계-트랙터 스테이션(MTS)의 청산, 분산 계획, 경제적 인센티브, 노동과 자본 투자 증가, 새로운 작물과 새로운 생산 프로그램들을 주의 깊게 지켜보고 있었다. 1930년대부터 헨리 포드는 소련으로의 미국 기술 전수에 중심에 있었고, 그는 소련에 공장 설계도, 엔지니어와 숙련된 장인들, 수만 대의 포드의 트랙터를 소련으로 보내고 있었다. 1940년대까지 흐루쇼프는 미국의 농업 정책, 대규모 가족 경영 농장들에 대해 관심을 가졌었고, 1950년대에는 여러 대표단을 농장과 토지 보조금 대학에 보내 강력한 트랙터 등의 기계를 통해 성공한 농장과 그러한 농장의 현대적인 기술로 관리되던 다품종 종자 품종들을 살펴보았다. 1959년 흐루쇼프가 미국을 방문했을 때에는 미국의 농업적 우월성과 미국의 농업 기술을 소련에서 모방하고 심지어는 똑같이 해야 하는 필요성을 예리하게 인식했다.

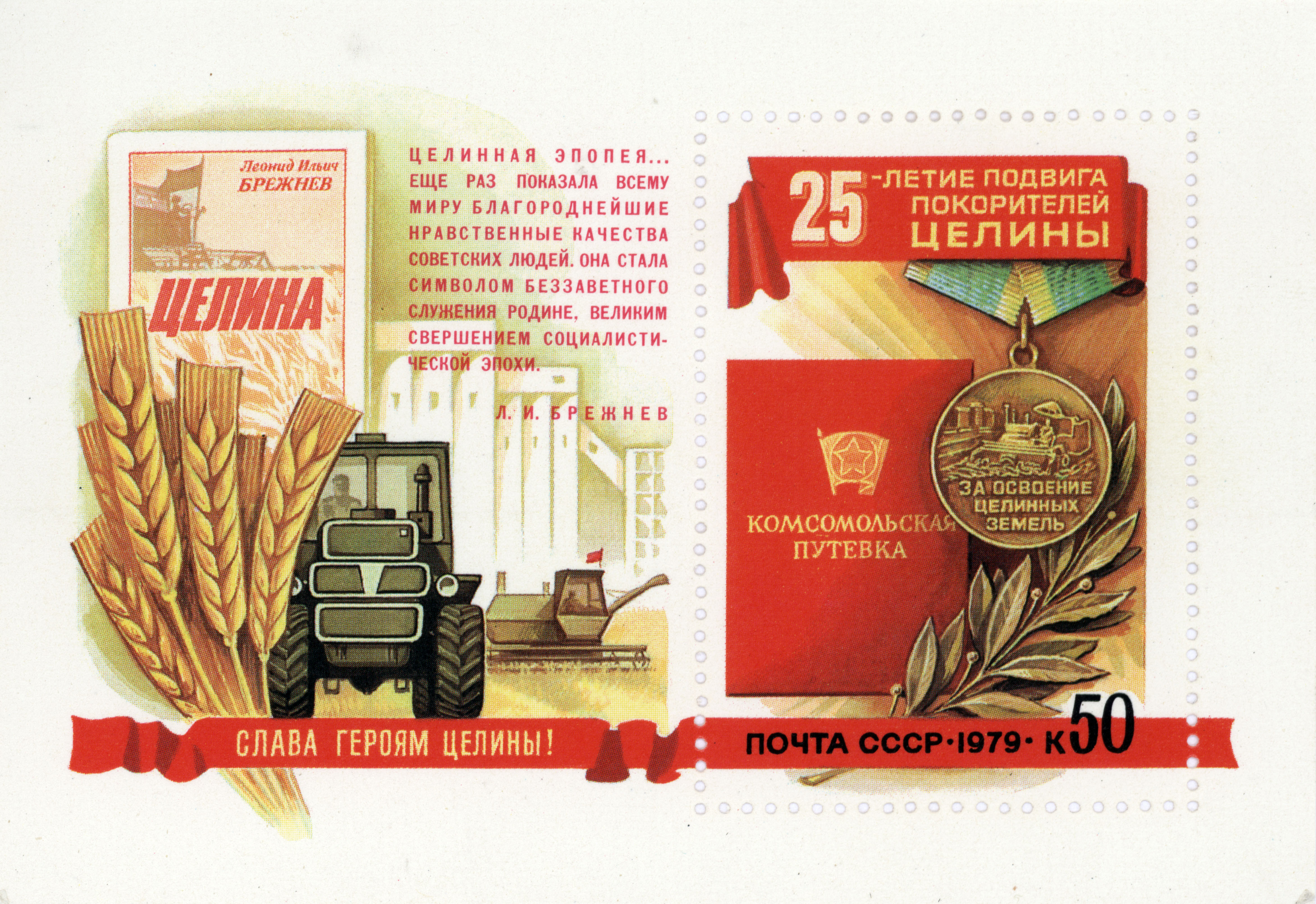
처녀지 개간 운동 25주년을 기념하는 1979년의 우표.

흐루쇼프는 옥수수를 재배하는 데에 매우 열성적인 운동가가 되었다. 그는 우크라이나에 옥수수 연구소를 설립하고 처녀지 개간 운동을 진행하여 수천 에이커에 옥수수를 심게 명령했다. 1955년에 흐루쇼프는 미국 아이오와주 방식의 옥수수 밭을 옹호하면서 대표단을 보내 그 해 여름에 미국을 방문시켰다. 또한, 농부이자 옥수수 판매원인 로스웰 가스트에게 연락하여 그의 대규모 농장을 대표단이 방문할 수 있도록 설득하였다. 로스웰 가스트는 소련에 방문하여 흐루쇼프와 친구가 되어 소련을 상대로 5,000 쇼트톤 (4,500 t)의 옥수수 종자를 팔았으며, 소련에게 소련 남부 지역에 옥수수를 심고 비료와 살충제, 제초제를 충분히 확보하도록 조언했다. 그러나, 흐루쇼프가 시베리아에도 화학 물질 없이 옥수수를 심으려 했기 때문에 조언은 제대로 실행되지 않았다. 옥수수 재배는 성공을 거두지 못했으며, 그는 나중에 "지나치게 열성적인 관리들이 자신을 기쁘게 해 주려고 옥수수를 제대로 된 토대 없이 과도하게 심었고 결과적으로 소련에서 옥수수는 사일리지 곡물로 평판을 잃었고 나도 마찬가지였다"고 회상하며 불평했다.
흐루쇼프는 콤바인과 트랙터 등의 대형 농업 기계를 소유하고 있던 기계-트랙터 스테이션(MTS)을 폐지하고 남은 장비들을 콜호스와 솝호스에게 넘기고자 했다. MTS 한 개가 하나의 큰 콜호스로 전환하는 시범 테스트가 성공적으로 끝나자, 흐루쇼프는 점진적인 전환을 명령한 후, 이어 빠른 전환을 명령했다. 명령이 내려진 지 3개월 만에 MTS 시설의 절반 이상이 문을 닫았고, 농기구들은 모두 콜호스에서 제공받게 되었으며, 오래되고 낡은 농기구에 대한 할인도 사라졌다. MTS에서 일하던 사람들은 콜호스에 소속되어 주정부 직원 혜택과 직업 변경 자유를 잃고 싶지 않아 도시로 도피했고, 이는 농촌에 숙련된 기술자 부족을 불러왔다. 기계의 비용과 저장 창고, 연료 탱크 등의 건설비는 많은 콜호스를 가난하게 만들었으며, 관련 공급도 충분하지 못했다. MTS가 없어져 소련의 농기구 시장은 완전히 붕괴되었는데, 이것에는 콜호스의 가난함과 더불어 숙련된 기술자도 없었던 것이 큰 역할을 했다.
1940년대에 스탈린은 현대 유전학을 부정하던 트로핌 리센코에게 소련의 농업을 맡겼다. 이후 리센코는 흐루쇼프 집권기에도 영향력을 유지했으며, 미국의 기술이 소련에 들어오는 것을 막는 데에 큰 역할을 하였다. 1959년에 흐루쇼프는 우유, 고기와 버터의 생산에서 미국을 추월하겠다는 비현실적인 목표를 발표했고, 당시 관리들은 흐루쇼프를 기쁘게 하기 위하여 생산으로 미국을 추월할 것을 약속했다. 농부들은 가축 떼를 도살하여 국영 상점에 고기를 팔고, 상점은 그 고기를 다시 정부에 판매하여 인위적으로 생산량을 늘려 흐루쇼프의 목표를 달성했다.
1962년 6월, 정부는 식품 가격, 특히 육류와 버터 가격을 25~30%까지 인상시켰다. 이는 대중들의 불만을 일으켰으며, 러시아 남부 노보체르카스크(로스토프주)에서 이러한 불만은 파업과 정부에 대한 반란으로 격하게 일어났다. 소련의 공식 발표에 따르면 반란은 군대에 의해 진압되어 22명이 사망하고 87명이 부상을 당하는 대학살을 초래했으며, 시위자 중 116명이 유죄 선고를 받았고, 7명은 처형당했다. 이러한 반란에 대한 정보는 소련에서 완전히 억압되어 알려지지 않았지만, 서방에 사미즈다트로 알려져 흐루쇼프의 명성을 손상시켰다.
1963년에는 소련 전역에 가뭄이 발생하였다. 107,500,000쇼트톤(97,500,000 t)에서 1958년 134,700,000쇼트톤(122,200,000 t)까지 농업 생산량을 끌어올려 정점을 찍은 이후 농업 생산량은 떨어져가고 있었으며, 수프 급식소에는 긴 줄이 생겼다. 만연한 굶주림에 대면한 흐루쇼프는 서방에서의 식량 구매를 꺼렸으나 결국  국가 외환 보유고의 금을 지출하여 곡물과 기타 식료품을 구매하였다.

#### 교육

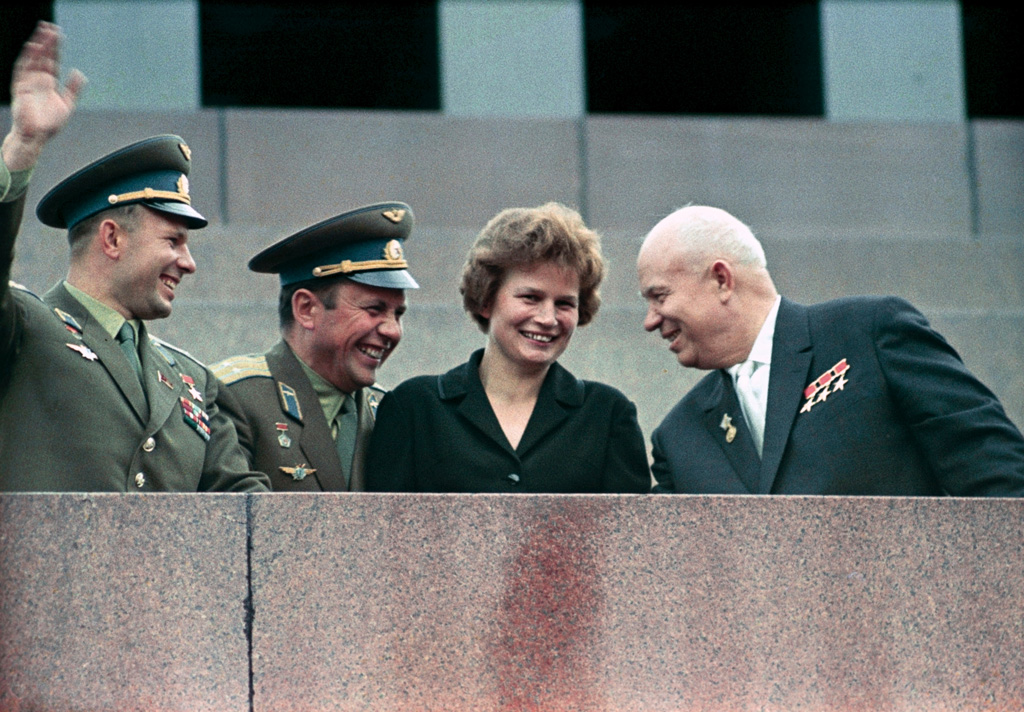
1963년 흐루쇼프(오른쪽)와 발렌티나 테레시코바, 파벨 포포비치, 유리 가가린의 모습.

1959년 흐루쇼프가 미국을 방문하는 동안, 그는 아이오와 주립 대학교의 농업 교육 프로그램에 감명을 받아 이를 소련에서도 모방하려 하였다. 당시 소련의 주요 농업 대학들은 모두 모스크바에 위치해 있었고, 학생들은 육체적 노동을 하지 않았다. 우선 흐루쇼프는 대학을 농촌 지역으로 옮기는 것을 제안했으나, 교수들과 학생들의 반발로 인해 실현되지 못했다. 나중에 흐루쇼프는 회고록에 "모스크바에서 살면서 티미랴제프 농업 학원에서 일하는 것은 좋다. 유서 깊은 오래된 기관, 대규모 경제 단위, 숙련된 강사들이 있지만 그것은 모스크바에 있고, 학생들은 일하기를 갈망하지 않는다. 집단 농장에서 그렇게 하려고 하면 지방으로 나가 막대기로 살아야 하기 때문이다."라고 적었다.
흐루쇼프는 아카뎀고로도크 같은 여러 학문적 도시를 설립했다. 그는 서양의 많은 과학자들이 대도시로부터 격리된 옥스퍼드와 같은 대학가에 살고 쾌적한 생활 조건과 좋은 급여를 받았기 때문에 서양 과학이 번성했다고 믿었고, 소련에서 이 조건을 모방하려고 노력하였다. 흐루쇼프의 시도는 대체로 성공적이었지만, 새로운 도시와 그곳의 과학 센터는 젊은 과학자만을 데려오는 경향이 있었고, 나이든 학자들은 모스크바나 레닌그라드 같은 대도시들에서 떠나기 꺼려했다.
또한, 흐루쇼프는 소련의 고등학교를 재구조화할 것을 제안했다. 당시 소련의 고등학교는 대학교 준비 과정을 제공했지만, 실제로 고등학교에서 대학교로 진학하는 학생들은 거의 없었다. 흐루쇼프는 중등학교의 초점을 직업 훈련으로 전환할 것을 원했고, 그 제안은 학생들이 공장에서 일하거나 견습에서 많은 시간을 보내고 학교에서 보내는 시간은 극히 적은 계획이었다. 실제로 제안은 받아들여져 인근 기업과의 관계를 발전시켰고, 학생들은 학교에 일주일 중 두 번만 왔다. 그러나 기업은 가르치는 것을 싫어했고, 학생과 학생의 가족들은 무엇을 배울지에 대한 선택의 여지가 거의 없다고 불평했다.
흐루쇼프의 제안은 흐루쇼프의 몰락에서 살아남지 못했으나, 그의 제안은 영재 학생들이나 특정 과목을 공부하려는 학생들을 위한 특성화 고등학교의 설립으로 이어졌다. 흐루쇼프의 제안을 받아들인 학교들은 1949년부터 모스크바와 레닌그라드의 외국어 학교를 모델로 삼았다. 1962년에는 노보시비르스크에 시베리아 수학, 과학 올림피아드를 준비하는 학생들을 위해 특별 여름학교가 설립되었고, 이듬해 '노보시비르스크 수학, 과학 기숙 학교'가 설립되어 소련에서 수학과 과학을 전문으로 하는 최초의 영구적인 기숙 학교가 되었다. 이러한 유형의 학교들은 곧 모스크바, 레닌그라드, 키예프에 연달아 설립되었고, 1970년대 초까지, 소련에서는 수학, 과학, 예술, 음악, 스포츠 분야에서 100개 이상의 전문 학교가 설립되었다. 흐루쇼프의 개혁의 일환으로 취직 전 교육이 증가했으며, 그가 퇴임할 당시 취직하기 전 사람들의 22%가 교육을 받았는데, 그 중 도시에서는 절반이, 시골에서는 12%만이 취직 전 교육을 받았다.

#### 반종교 운동
흐루쇼프 집권기에 반종교 운동은 1959년 소련 공산당 제21차 대회가 열린 이후, 교회(1959년 22,000개에서 1960년 13,008개, 1965년에는 7,873개로 감소), 수도원과 수녀원, 그리고 신학교들의 대규모 폐쇄로부터 시작되었다. 이 운동에는 부모가 자녀를 가르치는 것에 대한 제한, 교회 예배에 자녀의 참석 금지(1961년 침례교에서 시작하여 1963년 정교회로 확대)와 4세 이상의 어린이들에게 성찬을 주는 것을 금지하는 것들이 포함되어 있었다. 추가로 흐루쇼프는 교회 밖에서 열리는 모든 예배와 순례를 금지하는 1929년 법률을 새롭게 고쳐 다시 시행했으며, 교회 세례로 결혼식과 장례식을 요청하는 성인들의 신원을 기록했다. 또한, 5월부터 10월 말까지 일부 시골 지역에서 낮 동안 교회 종 소리와 예배하는 것을 금지했고, 이를 따르지 않은 성직자들은 국가에 등록시키지 않았다(이는 국가의 허가 없이는 사목과 전례 활동이 없음을 의미한다). 디미트리 포스피엘로브스키(Дмитрий Поспеловский)는 흐루쇼프가 '날조된 혐의'로 성직자들을 강제 퇴직, 체포, 징역형에 처하게 했지만, 그는 정권을 잡기 이전에 교회 폐쇄에 저항하고 반체제 인사들을 공격하는 설교를 했으며 종교 운동과 기독교 자선 활동을 했다고 밝혔다.

### 외교와 국방 정책

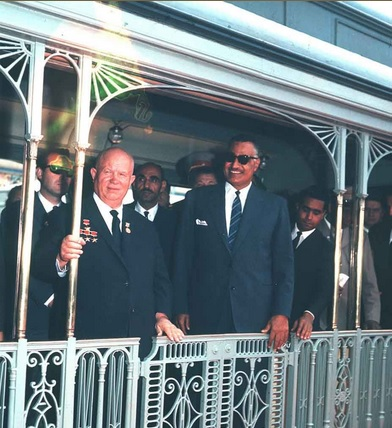
1964년 흐루쇼프가 이집트를 방문할 때 알렉산드리아에서 카이로로 가는 기차에서 가말 압델 나세르와의 모습.

1950년부터 1953년까지 흐루쇼프는 크렘린 내부 서클에서 스탈린의 외교 정책과 관찰하고 평가할 수 있는 좋은 위치에 있었고, 물론 당시 흐루쇼프는 스탈린을 칭찬했다. 그러나, 흐루쇼프는 마음 속으로 냉전 자체를 스탈린의 실수로 여겼다. 장기적인 관점에서, 냉전은 보다 강력한 자본주의 군사 기구인 북대서양 조약 기구(NATO)와 충돌을 일으키고 있었는데, 그 충돌들은 소련에게 불필요했고 많은 비용을 요구하여 큰 부담을 주었다. 또한, 이러한 충돌은 관계 개선의 진전이 있을 수 있는 제3세계의 중립적인 개발도상국, 동유럽의 여러 공산권 국가들과 소련 간의 관계를 악화시키는 요인이 되었다. 기본적으로 흐루쇼프는 스탈린이나 몰로토프보다 미래에 대해 더 낙관적이고, 국제적이었다. 흐루쇼프는 세계의 서민들과 노동자들이 결국은 사회주의와 공산주의를 향한 길을 찾을 것이며 냉전 같은 문제들은 이 최종적인 목표에 의해 가려질 것이라고 믿었다. 결국 그는 평화적인 공존, 즉 레닌이 처음에 진행했던 정책들을 시행했다. 이는 소련과 소련의 위성국들의 경제와 생활 수준을 높일 수 있었으며, 구체적으로 흐루쇼프는 스탈린이 1945년과 1946년 터키와 이란에 대한 가혹한 압력을 가하고 1948년 베를린 봉쇄를 실패로 만들게 한 압박을 하는 등의 실수를 저질렀다고 판단했다. 흐루쇼프는 1953년에 말렌코프가 스탈린을 대신했을 때 그가 서방과의 관계 개선과 곧 아프리카와 아시아에 걸쳐 있던 독립국이 될 유럽국가들의 식민지에서 공산당 운동과 관계를 맺는 것에 대해 이야기를 꺼낸 것을 기뻐했다. 또한, 흐루쇼프는 독일을 중요하게 생각했는데, 이는 NATO가 독일을 공격하려는 것에 대한 우려가 아닌, 경제적으로 서독의 기적적인 발전에 비해 동독의 경제성장 침체로 서독에 비해 약한 국가 체제가 약화될 수 있다고 우려했기 때문이었다. 그러나, 흐루쇼프는 몰로토프가 유고슬라비아 사회주의 연방 공화국과의 갈등을 해결하지 못했고, 동유럽의 공산주의 위성국들의 요구를 대부분 무시했다고 비난했다.
흐루쇼프는 NATO와 신속하게 합의하기 위한 방법으로 오스트리아를 선택했다. 이로써 오스트리아는 경제적으로 서방과 연결되어 있지만, 외교적으로 중립인 위협이 없는 국가가 되었다.
흐루쇼프가 집권했을 직전, 외부 세계는 그에 대해 잘 알지 못했고, 처음에 그에 대해 깊은 인상을 받지 못했다. 또한, 흐루쇼프를 키가 작고 뚱뚱하며 맞지 않는 양복을 입고 '에너지를 발산하지만 지능은 그렇지 않은' 지도자로 여기며 오래가지 못할 바보로 평가했다. 영국의 외무장관이었던 해럴드 맥밀런은 "돼지 눈을 가진 이 뚱뚱하고 천박한 사람이 끊임없는 대화를 이어갈 수 있는 능력만으로 수백만 명의 차르 지망생의 우두머리가 될 수 있습니까?"라고 그를 비꼬았다.

흐루쇼프의 전기 작가 톰슨은 변덕스러운 지도자인 흐루쇼프를 다음과 같이 묘사했다.
| “ | 그는 매력적이거나 저속할 수 있고, 활기차거나 침울할 수 있으며, 공개적으로 분노를 표출하고 (종종 인위적으로) 그의 치솟는 과장법을 사용한 수사법을 사용했다. 그러나, 그가 어쩌든 간에, 그는 전임 지도자보다 인간적이었고, 심지어는 대부분의 외국 상대들보다도 인간적이었다. 이것은 소련을 덜 신비롭게, 덜 위협적으로 보이게 하기 충분했다. | ” |

#### 미국과 북대서양 조약 기구(NATO)

##### 초기 관계와 미국 방문(1957-1960)

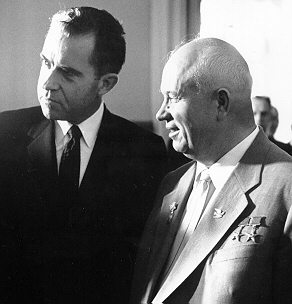
1959년 당시 미국의 부통령이었던 리처드 닉슨과 흐루쇼프.

흐루쇼프는 분단된 독일과 동독 한가운데 있는 서베를린에 대한 지속적인 해결책을 모색했다. 1958년 11월, 흐루쇼프는 서베를린을 '악성 종양'이라고 부르며 미국, 영국과 프랑스에게 소련, 동독과 평화 조약을 맺을 수 있는 시간 6개월의 시간을 주었다. 흐루쇼프는 미국, 영국, 프랑스가 동독과 평화 조약을 맺지 않으면 소련이 동독과 조약을 맺는다고 발표했는데, 이것은 소련이 서방과 서독이 서베를린으로 향하는 경로를 통제할 수 있음을 의미했다. 서독, 미국, 프랑스는 그의 최후 통첩을 반대했지만, 영국은 이를 협상의 출발점으로 삼고자 했다. 또한, 아무도 이 문제로 전쟁을 치르고 싶지 않았다. 영국의 요청에 따라 흐루쇼프는 베를린 문제가 고위급 회담에서 복잡한 주제가 되자 최후 통첩을 연장했고, 결국 철회하였다.
흐루쇼프는 재래식 무기를 급격히 줄이면서 소련을 방어하고자 했다. 그는 이러한 일이 실행되지 않으면 거대한 소련 군대가 자원을 계속해서 소모하여 소련인의 생활을 개선하려는 흐루쇼프의 최종적인 목표를 달성하기 어렵게 만들 것이라고 생각했다. 또한, 그는 새로 제작되던 함선이 재래식 공격이나 핵 공격에 매우 취약할 것이라 판단하고 스탈린이 진행하던 대규모 해군 계획을 포기했다. 1960년 1월, 흐루쇼프는 미국과의 개선된 관계를 이용하여 군대의 취약점을 첨단 무기로 매울 것이라고 주장하면서 소련군의 3분의 1을 줄이도록 명령했다. 소련의 청년들을 징집하는 것은 여전했지만, 학생들에게 병역 면제는 점점 일반화되었다.

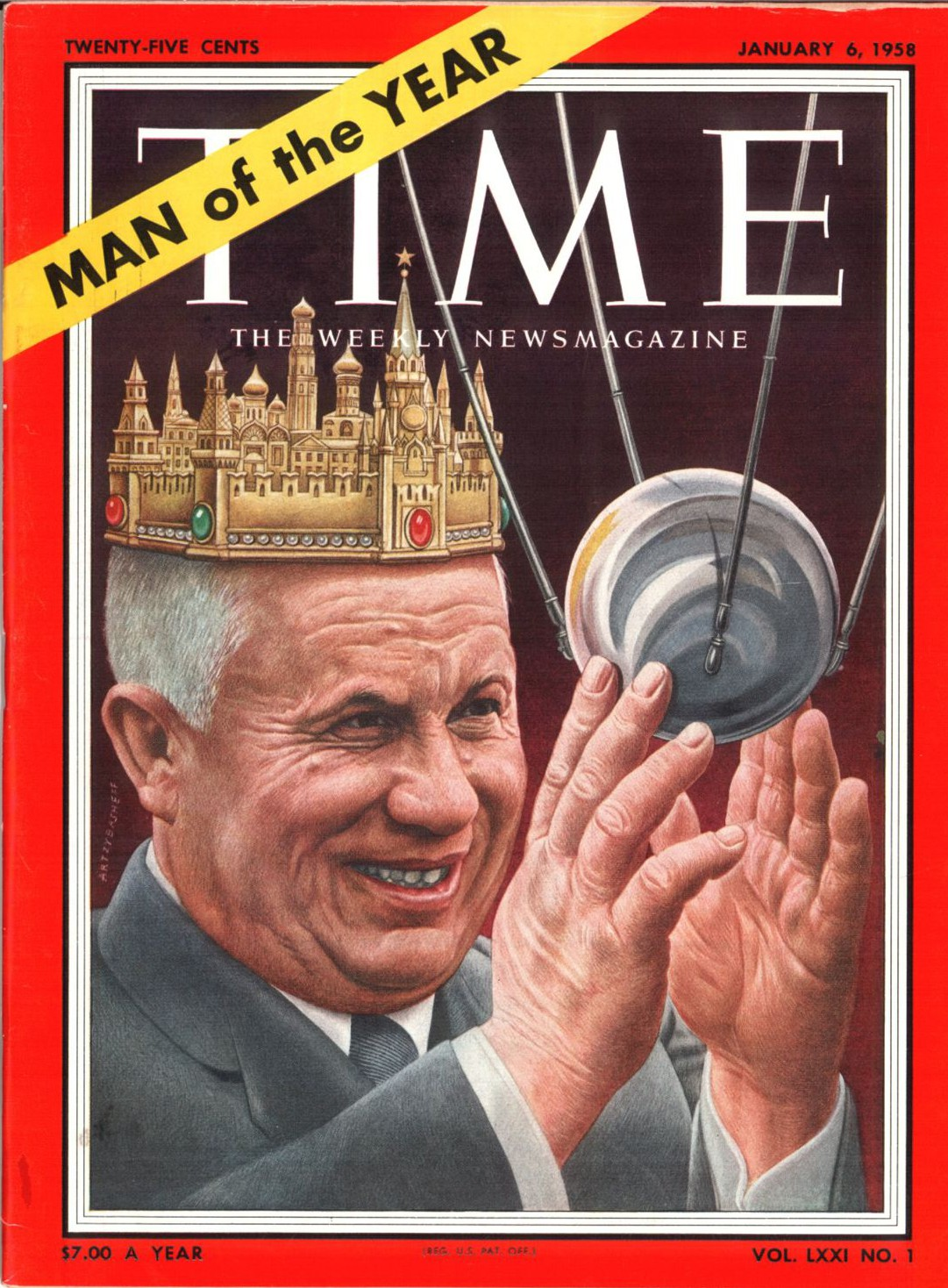
흐루쇼프는 스푸트니크 발사 이후, 1957년 타임 올해의 인물로 선정되었다.

캠벨 크레이그와 세르게이 라첸코는 소련에게 상호확증파괴(MAD)와 같은 정책들이 너무 위험을 준다고 주장하였다. 그들의 주장은 흐루쇼프의 외교 정책이나 군사 교리를 크게 수정하지 않았지만, 전쟁을 최소화하려는 길을 선택하는 그의 결의에 큰 영향을 끼쳤다. 당시 소련은 작동 가능한 대륙간 탄도 미사일(ICAM)이 거의 없었으나, 그럼에도 흐루쇼프는 공개적으로 소련의 무기가 다양하고 많다고 소련 미사일 프로그램을 자랑했고, 소련이 앞서 있다는 사실로 서방의 대중에게 심리적 압박을 강해 정치적 양보를 가져오기를 바랐다. 또한, 흐루쇼프가 확고히 지원한 소련 우주 프로그램은 소련이 스푸트니크 1호를 궤도에 진입시켰을 때, 서방에게 그의 주장을 증명하는 것처럼 보였으며, 세계를 놀라게 한 위업이기도 했다. 발사가 실제로 이루어졌고 궤도 진입이 있었다는 것이 확실해졌을 때, 서방 정부는 소련의 ICBM 프로그램이 실제보다 더 진행되었다고 판단했다. 흐루쇼프는 1957년 10월에 소련이 필요로 하는 모든 로켓을 소련이 보유하고 있다고 말함으로써 오해를 더했고, 수년 간, 주요 해외 순방을 앞두고 로켓 발사를 하여 당사국을 당황하게 만들었다. 1960년 1월에 흐루쇼프는 상임위원회가 소련의 ICBM으로 미국과 협정을 맺을 수 있었던 이유를 "미국인들이 생애 처음으로 두려움에 떨었기 때문"이라고 말했다. 미국은 1950년대 후반, 비행을 통해 소련 미사일 프로그램의 상태를 알게 되었지만, 그것은 고위 관료들만이 알고 있었다. '미사일 격차'에 대한 일반적인 미국 대중들의 반응은 미국의 상당한 방어력 증강을 가져왔다.
흐루쇼프는 1959년 리처드 닉슨 미국 부통령이 소련을 방문하는 동안, 부엌 논쟁으로 알려진 논쟁에 참여했다. 닉슨과 흐루쇼프는 국립 박람회의 모형 주방에서 열렬한 논쟁을 벌여 각자 자기 나라의 경제 체제를 옹호했다.

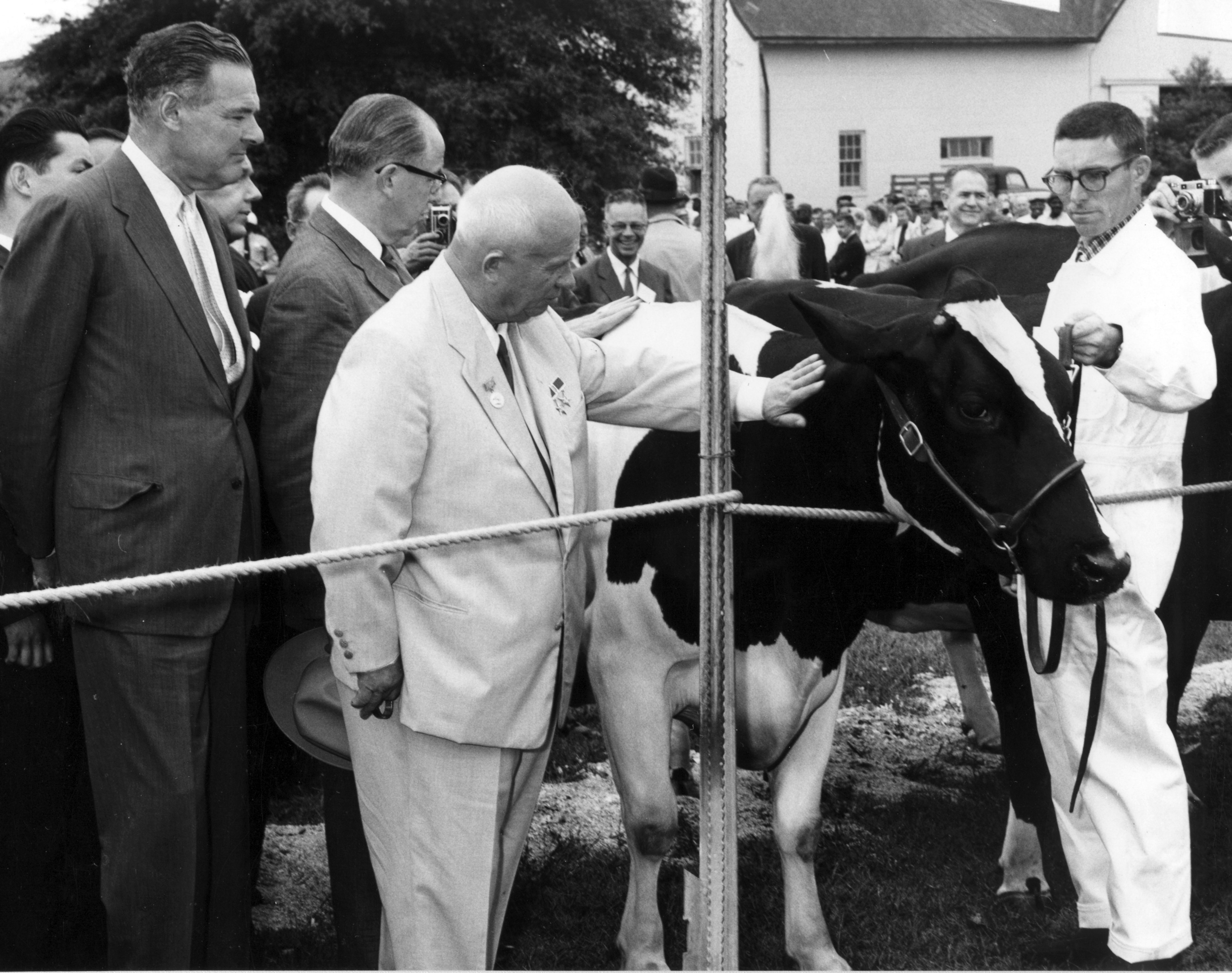
1959년 9월 16일, 흐루쇼프가 농업 연구 서비스 센터를 방문하는 동안 흐루쇼프와 농업 장관 에즈라 태프트 벤슨(흐루쇼프의 왼쪽), 유엔 주재 미국 대사 헨리 캐봇 로지 주니어(맨 왼쪽)의 모습.

닉슨은 흐루쇼프에게 미국으로 초청했고, 그는 초청을 수락하였다. 그는 처음으로 미국을 방문했고 워싱턴 D.C.에 도착하여 그곳에서 13일을 보냈다. 소련 총리의 미국 첫 방문은 매체들의 흥미 위주 보도의 확장으로 이어졌다. 흐루쇼프는 그의 아내 니나 페트로프나 흐루쇼바와 아들, 딸들을 데리고 왔지만, 소련 관리들이 가족과 함께 미국을 여행하는 것은 쉬운 일이 아니었다. 흐루쇼프는 뉴욕시, 로스앤젤레스, 샌프란시스코(슈퍼마켓 방문), 쿤 래피드(로스웰 가스트의 농장 방문), 피츠버그와 워싱턴의 캠프데이비드까지 방문하여 대통령과의 만남을 마무리했다. 그는 로스앤젤레스의 20세기 스튜디오에서 오찬을 받는 동안 그는 주최자인 스피로스 스코라스와 자본주의와 공산주의의 각각의 장점을 놓고 즉흥적이면서도 유쾌한 토론을 벌였다. 흐루쇼프는 디즈니랜드도 방문할 예정이었으나, 보안상의 이유로 방문이 취소되었고, 이는 흐루쇼프의 불만을 불러일으켰다. 흐루쇼프는 대신, 엘러너 루스벨트의 집을 방문하였다. 또한, 흐루쇼프는 캘리포니아주 산호세의 IBM의 새로운 연구 캠퍼스를 방문하는 동안, 컴퓨터 기술에 대한 관심을 거의 나타내지 않았지만, 셀프 서비스 카페테리아에 크게 감탄하여 소련에도 도입하였다.
이번 방문을 통해 베를린 문제에 대한 확실한 시한은 없었지만, 문제를 해결하기 위해 4개국 정상회의가 열릴 것이라는 비공식적인 합의가 이루어졌다. 흐루쇼프의 목표는 솔직한 인터뷰를 통해 미국인들에게 그의 인간미와 선의를 확산시키는 따뜻함, 매력, 평화로움을 표현하는 것이었다. 그는 이 목표를 잘 수행했고, 시어도어 윈트는 이를 "흐루쇼프의 경력의 정점"이라고 표현했다. 흐루쇼프에게 우호적이었던 미국인들은 그가 아이젠하워와 강한 개인적 관계를 이루었고, 미국인들과의 데탕트를 달성할 수 있다고 확신했다. 그러나, 사실 아이젠하워는 흐루쇼프에게 감명을 받지 못했다. 그는 즉각적인 정상회담을 추진하였으나, 프랑스 대통령이었던 샤를 드골에 의해 실패하였고, 정상회담은 아이젠하워가 소련을 방문하기로 한 해인 1960년까지 연기되었다.

##### U-2기 사건과 베를린 위기(1960-1961)

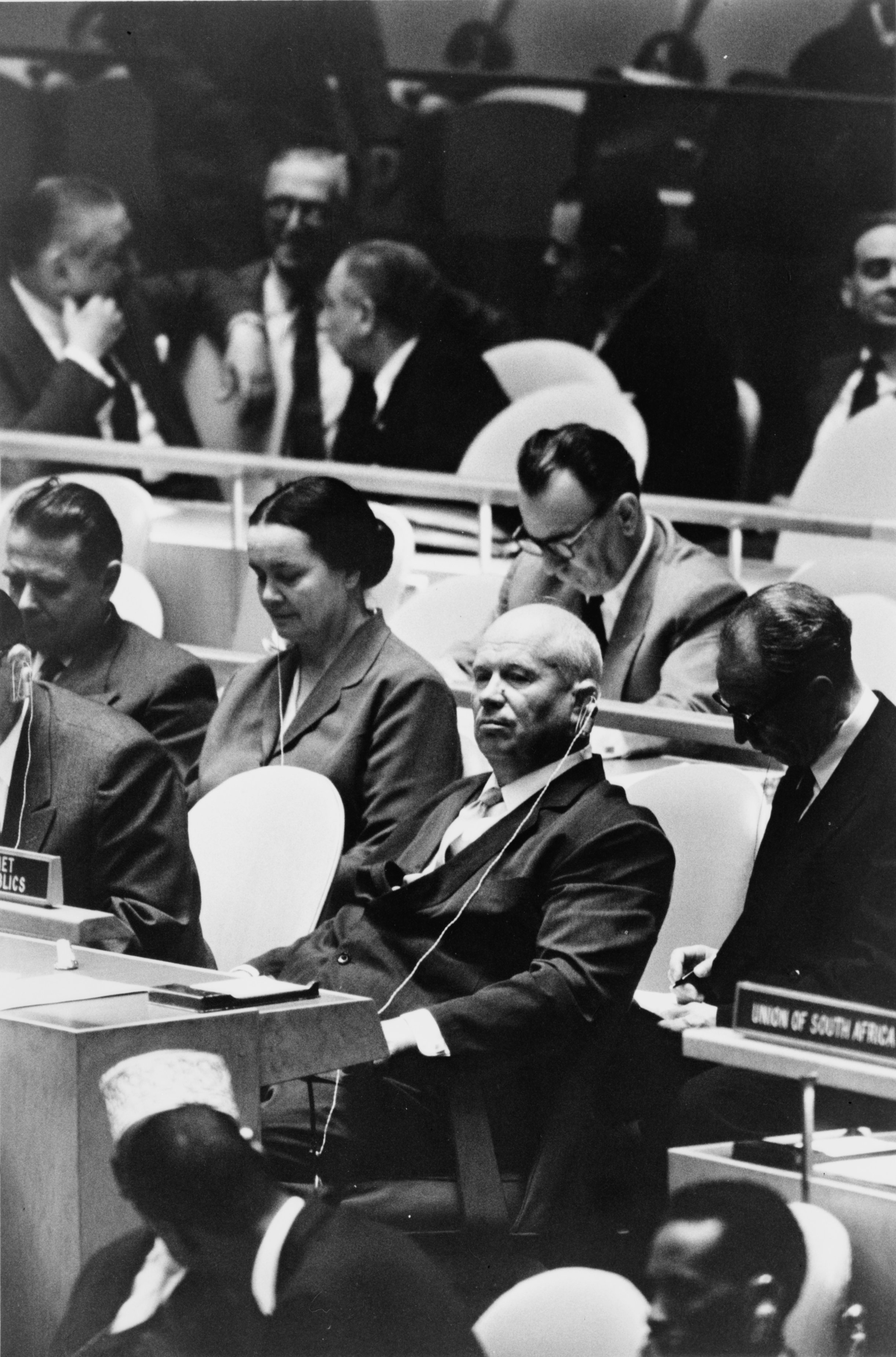
1960년 9월 유엔에서 흐루쇼프와 소련 대표 조야 미로노바의 모습.

미국의 록히드 U-2기로 소련 상공을 비행하는 것은 소련-미국 관계에 지속적인 자극이 되었다. 1960년 4월 9일, 미국은 오랫동안 하지 않았던 소련 상공 비행을 재개하였다. 소련은 과거에 스파이 비행에 항의했지만, 미국 정부는 이를 무시했다. 아이젠하워와 강한 개인적 관계를 갖고 있다고 생각했던 흐루쇼프는 미국의 비행 재개에 혼란과 분노를 느꼈고, 대통령도 모르는 사이에 중앙정보국 국장 앨런 덜레스가 지시한 것이라고 결론지었다. 흐루쇼프는 아이젠하워를 만나기 위해 다시 미국에 방문할 예정이었으나, 소련 공군이 U-2기를 격추하면서 취소되었다. 5월 1일에 U-2기가 소련 상공에서 격추되었고, 조종사인 프랜시스 게리 파워스는 생포되었다. 미국은 파워스가 사망했다고 믿고, 터키-소련 국경에서 기상 비행기가 실종되었다고 발표하였다. 흐루쇼프가 격추를 선언하면 파리에서 5월 16일에 열릴 정상회담을 파괴하는 것이었고, 아무 조치도 취하지 않으면 소련 내에서 그가 약해보일 것이 분명했다. 결국 5월 5일, 흐루쇼프는 U-2기 격추와 파워스의 생포를 선언하였고, 상공 비행은 '국방부를 거점으로 하는 제국주의자와 군국주의자'의 탓으로 돌렸으며, 비행기가 아이젠하워도 모르는 사이 보내졌다고 발표하였다. 아이젠하워는 자신이 모르는 사이에 국방부에 악의적인 요인이 있다고 생각할 수 없었고, 비행을 명령한 것을 인정하고 '역겨운 필요성'이라고 불렀다. 아이젠하워의 입장은 흐루쇼프를 놀라게 했으며, 그에게 사건을 승리에서 재앙으로 바꾸게 되었다. 흐루쇼프는 르웰린 톰슨 미국 대사에게 도움을 요청하기까지 하였다.
흐루쇼프는 파리행 비행기를 타면서도 정상회담에 무엇을 할지 막막했다. 그는 비행기에 있는 그의 고문들, 모스크바 상임위원회 위원들과 논의하여 마침내 아이젠하워의 사과와 소련 상공에서 U-2 비행이 없을 것을 요구하기로 하였다. 아이젠하워와 흐루쇼프는 회담을 앞두고 어떤 소통도 나누지 않았으며, 흐루쇼프는 회담을 할 목적이 없어 1960년 미국 대통령 선거 이후인 6~8개월 후로 연기해야 한다고 주장했다. 아이젠하워는 사과는 하지 않았지만, 비행이 중단되어 재개될 일이 없을 것이라고 약속하였다. 또한, 상호 상공 비행 권리에 대한 항공자유화조약을 갱신했다. 정상회담을 떠난 흐루쇼프에게 이것은 충분하지 않았다. 아이젠하워는 흐루쇼프가 "세계의 많은 희망이 걸린 이 회담을 방해하고 있다"라고 비난했다. 아이젠하워의 소련 방문은 아이젠하워가 가장 좋아했던 스포츠인 골프장을 지은 곳으로 예정되어 있었지만, 흐루쇼프는 방문을 취소했다.
흐루쇼프는 1960년 9월에 두 번째이자 마지막으로 미국을 방문했다. 그는 초청을 받지 않았음에도 자신을 소련 유엔 대표단 수장으로 임명하여 미국으로 향했다. 당시 흐루쇼프는 제3세계 국가들을 구애하는 데에 많은 시간을 보내고 있었다. 미국은 그가 방문했을 때, 흐루쇼프가 방문하는 곳을 맨해튼 주변으로 제한했다. 흐루쇼프는 10월 12일 롱아일랜드의 소련 소유 부동산을 방문했는데, 그곳에서 악명 높은 구두 강타 사건(Shoe-banging incident)이 일어났다. 흐루쇼프는 필리핀의 대표 로렌조 수무롱이 동유럽을 지배하면서 식민지 지배를 비난한다는 이중 잣대를 들이댔다고 말한 것에 격분하였다. 즉시 흐루쇼프는 수무롱에게 답변을 요구하고 그를 '미 제국주의자들의 멍청한 아첨꾼'이라고 비난하였다. 그럼에도 수무롱은 연설을 재개하여 소련의 위선을 비난하였고, 이에 흐루쇼프는 그의 구두를 벗어 책상을 크게 여러번 강타하였다. 이러한 흐루쇼프의 행동은 대표단을 욕되게 했다.

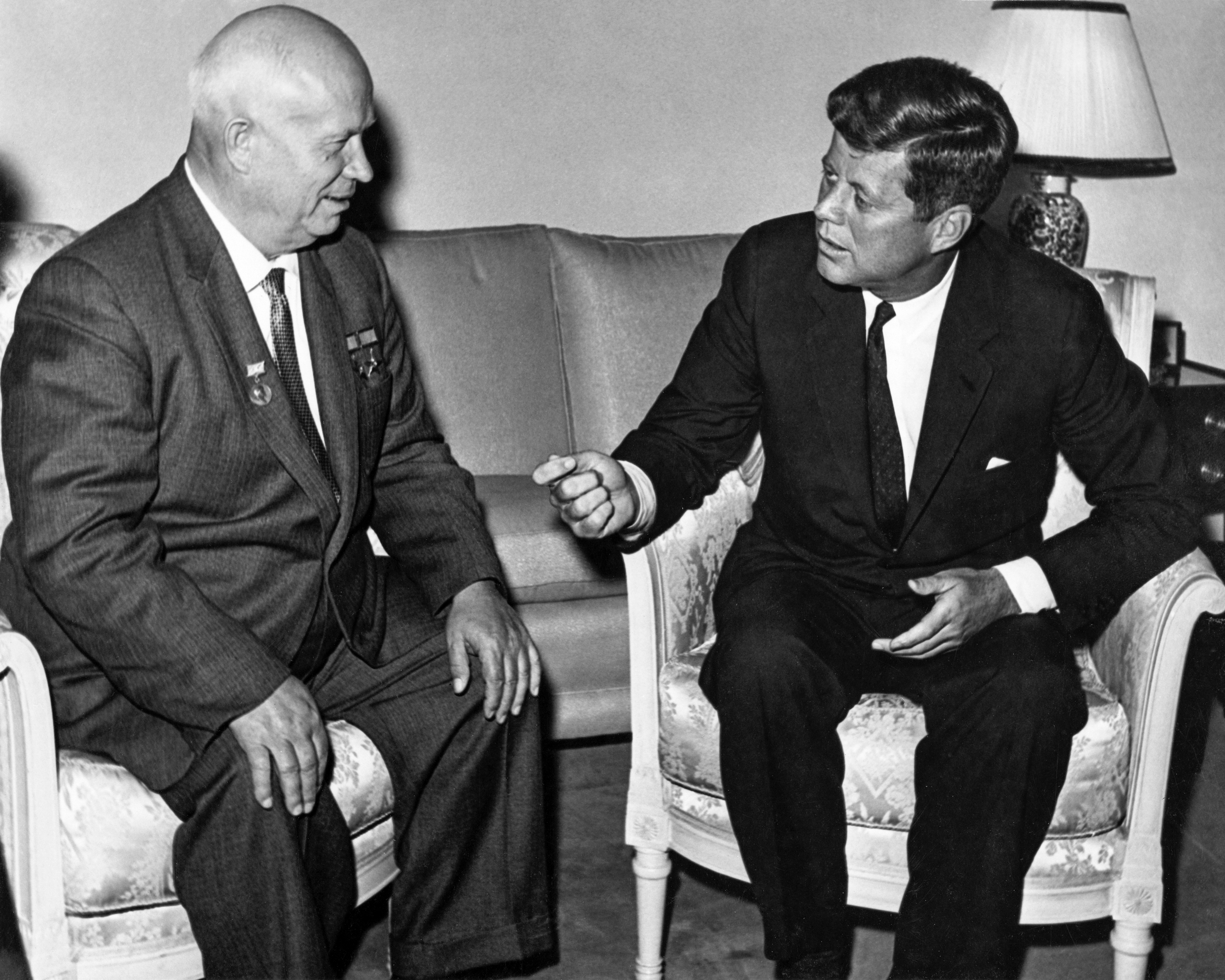
1961년 6월, 빈에서 흐루쇼프와 존 F. 케네디의 모습.

흐루쇼프는 미국의 리처드 닉슨을 강경파로 여겼고, 1960년 대통령 선거에서 그가 낙선하자 기뻐했다. 흐루쇼프는 대통령 선거에서 당선된 매사추세츠주 상원의원 존 F. 케네디를 미국과 소련 간의 데탕트(긴장 완화)를 위한 가장 가능성 있는 파트너로 여겼지만, 케네디 집권 초기에 그의 거친 말과 행동에 당황했다. 그러나 흐루쇼프는 1961년 4월 세계 최초로 인간의 우주 비행으로 냉전 속에서 우위를 점했고, 케네디는 피그스만 침공으로 실책을 범했다. 흐루쇼프가 소련의 미사일로 쿠바를 방어한다고 위협했고, 흐루쇼프는 이러한 발언에 만족했다. 쿠바에서의 실패로 패배를 맛본 케네디는 1961년 6월 3일에 빈에서 열릴 정상회담에서 양보하지 않기로 결정했다. 흐루쇼프 또한 케네디와 같이 강경한 입장을 취했고, 흐루쇼프는 두 독일 국가를 인정하는 조약을 요구하면서 나머지 국가들도 양보하지 않았다. 대조적으로, 케네디는 포괄적 핵실험 금지 조약이 정상회담에서 체결될 것이라고 믿게 했고, 베를린에 관한 것은 미국-소련 간 관계 완화를 기다려야 한다고 생각했다. 케네디는 그의 형 로버트와 흐루쇼프를 설득하는 것을 "아빠에게 대하는 것처럼 모두 주고 받지 않는다."라고 묘사했다.

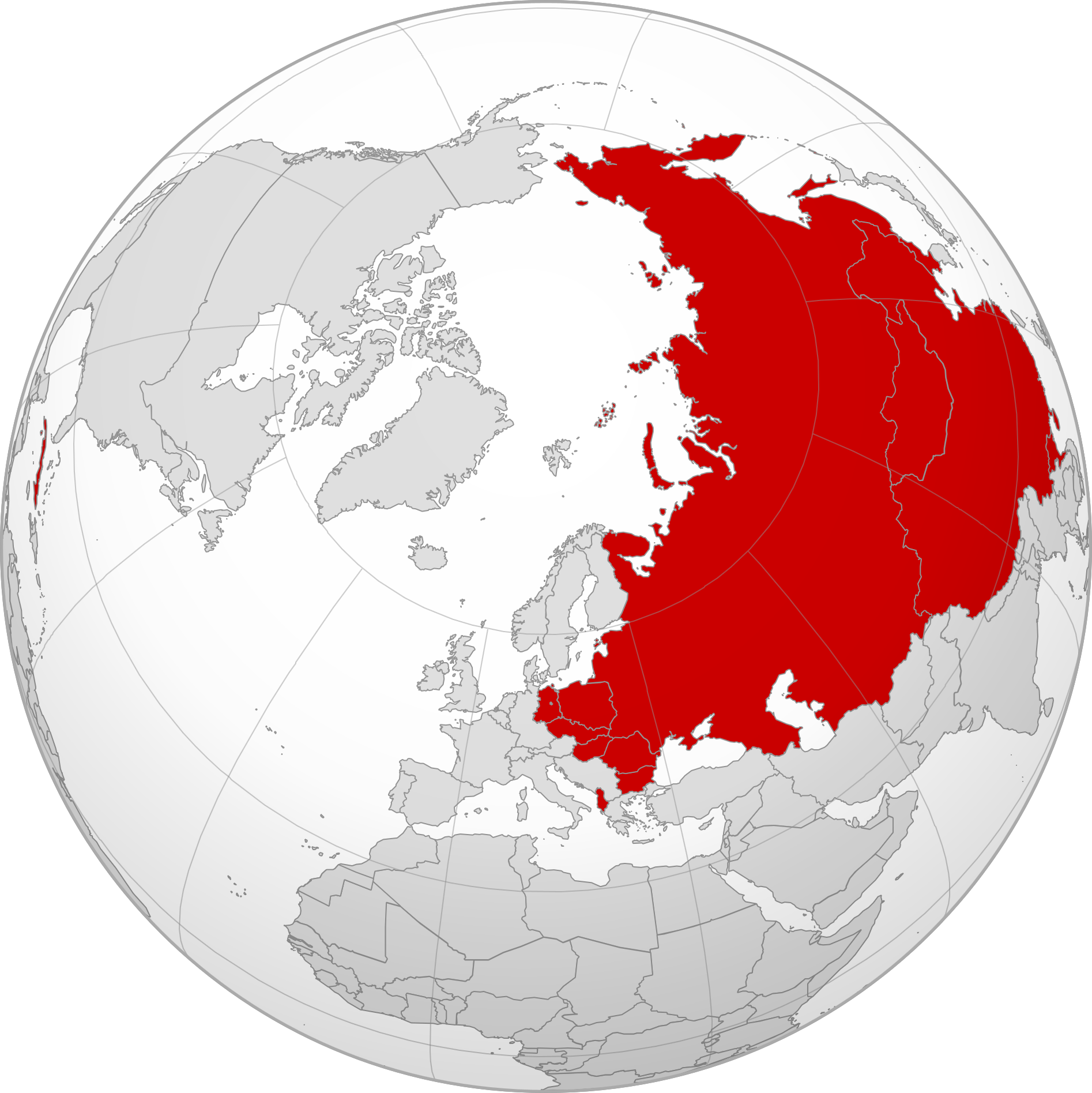
1959년 쿠바 혁명과 1961년 중소 분쟁 이전까지 소련의 영향권에 있었던 국가들.

높은 교육을 받은 동독인들이 서독으로 넘어가면서 동독이 지속적인 '지식인 유출'을 겪고 있다는 이유만으로 흐루쇼프에게 베를린 문제의 연기는 용납될 수 없었다. 두 독일 사이에는 요새화되었지만, 4개국이 관리하는 지역은 항상 개방되어 있었다. 찰스 E. 볼렌 전 모스크바 미국 대사와 J. 윌리엄 풀브라이트가 동독이 국경을 폐쇄할 수 있는 권리가 있다고 말했고, 케네디 정부가 이를 부인하지 않은 것에 힘입어 봉쇄 계획이 승인되었다. 동독의 지도자였던 발터 울브리히트에 의해 베를린 장벽이라고 불릴 장벽이 철저히 비밀리에 건설되었고, 국경은 1961년 8월 13일 아침에 봉쇄되었다. 이 시간에는 서베를린에서 일하던 대부분의 동독 노동자들이 집에 있을 때였다. 베를린 장벽은 선전의 재앙이었고, 독일을 관리하는 4개국과 동, 서독 간의 평화 조약을 체결하려는 시도를 멈추게 했다. 이 조약은 1990년 9월 독일이 재통일될 때까지 서명되지 않았다.

##### 쿠바 미사일 위기와 부분적 핵실험 금지 조약 (1962-1964)
초강대국 간의 긴장은 1962년 10월 쿠바 미사일 위기(소련에서는 '카리브해 위기'로 불린다.)로 절정에 이르렀는데, 이 때 소련은 미국 해안에서 약 140km 떨어진 쿠바에 중거리 핵미사일을 배치하려 하였다. 쿠바의 총리였던 피델 카스트로는 쿠바에 핵미사일이 배치되는 것을 꺼렸고, 일단 설득되자 흐루쇼프에게 미사일을 비밀리에 운반하지 말라고 경고했다. 30년 뒤에 카스트로는 "우리는 미사일을 받아들일 주권을 가지고 있다. 우리는 국제법을 위반한 것이 아니다. 그런데 마치 우리에게 그러한 권리가 없는 것처럼 비밀리에 운반하는가? 나는 니키타[흐루쇼프]에게 비밀적인 것은 제국주의자들에게나 유리하다고 경고했다."고 회고했다.
1962년 10월 16일, 쿠바 상공에서 U-2기 비행 중 중거리 미사일 기지일 가능성이 높은 곳을 발견했다는 정보를 받은 케네디와 그의 고문들은 외교적 경로를 통해 흐루쇼프에게 접근하려 하였지만, 자신들이 약해보이지 않게 하면서 그렇게 할 방법이 생각나지 않았다. 결국 10월 22일 케네디는 방송으로 미사일의 존재를 밝히고 쿠바 봉쇄를 연설을 통해 발표하였다. 흐루쇼프와 그의 고문들 사이에서는 연설 소식이 전해졌지만 내용 자체가 전달되지 않아 케네디가 쿠바를 침공할 것이라는 두려움이 엄습했다. 흐루쇼프는 케네디가 연설하기 전에도 쿠바의 군 지휘관들에게 핵무기를 제외한 모든 무기를 활용하여 방어하라고 명령했다.
위기가 전개되면서 미국에는 긴장감이 극에 달했다. 반면 소련에서는 흐루쇼프가 대중 앞에 여러 번 모습을 드러냈고 당시 모스크바에서 공연 중이던 제롬 하인스의 공연을 보기 위해 볼쇼이 극장에 방문하기도 했다. 10월 25일까지 소련에서는 케네디의 의도를 완전히 분명하게 알지 못했고, 흐루쇼프는 쿠바에서 미사일을 철수해야 한다고 결정했다. 이틀 후, 그는 케네디에게 쿠바 미사일 철수 조건을 제시했다. 흐루쇼프는 미국이 쿠바를 침공하지 않겠다는 약속과 소련의 심장부를 강타할 수 있는 터키의 미사일을 철수하겠다는 약속을 받고 쿠바의 미사일을 철수하는 것에 동의하였다. 흐루쇼프의 마지막 임기는 미국의 요청에 따라 발표되지 않았고, 1971년 흐루쇼프가 사망할 때까지 알려지지 않아 이러한 결정은 소련에게 큰 패배로 여겨졌고 2년 뒤 흐루쇼프의 축출에 크게 기여했다. 카스트로는 흐루쇼프에게 쿠바에 미군이 침공할 때, 핵미사일 선제 공격을 촉구했지만, 흐루쇼프의 결정에 분노하였다.

위기 이후, 케네디가 1936년 6월 10일, 아메리칸 대학교에서 화해 연설을 하면서 제2차 세계대전 중 소련 인민들의 고통과 그들의 업적을 인정했고, 양국 간의 관계는 개선되었다. 흐루쇼프는 이 연설을 프랭클린 D. 루스벨트의 연설 이후 미국 대통령이 한 최고의 연설이라고 불렀으며, 7월에는 미국의 윌리엄 애버렐 해리먼, 영국의 헤일샴 경과 부분적 핵실험 금지 조약에 서명하였다. 두번째 흐루쇼프-케네디 정상회담 계획은 1936년 11월 케네디의 암살로 인해 취소되었다. 새 미국의 대통령 린든 B. 존슨은 흐루쇼프와의 관계 개선이 지속되기를 희망했지만, 다른 여러 문제들 때문에 흐루쇼프가 축출되기 전까지 관계를 발전시키지 못했다.

#### 동유럽

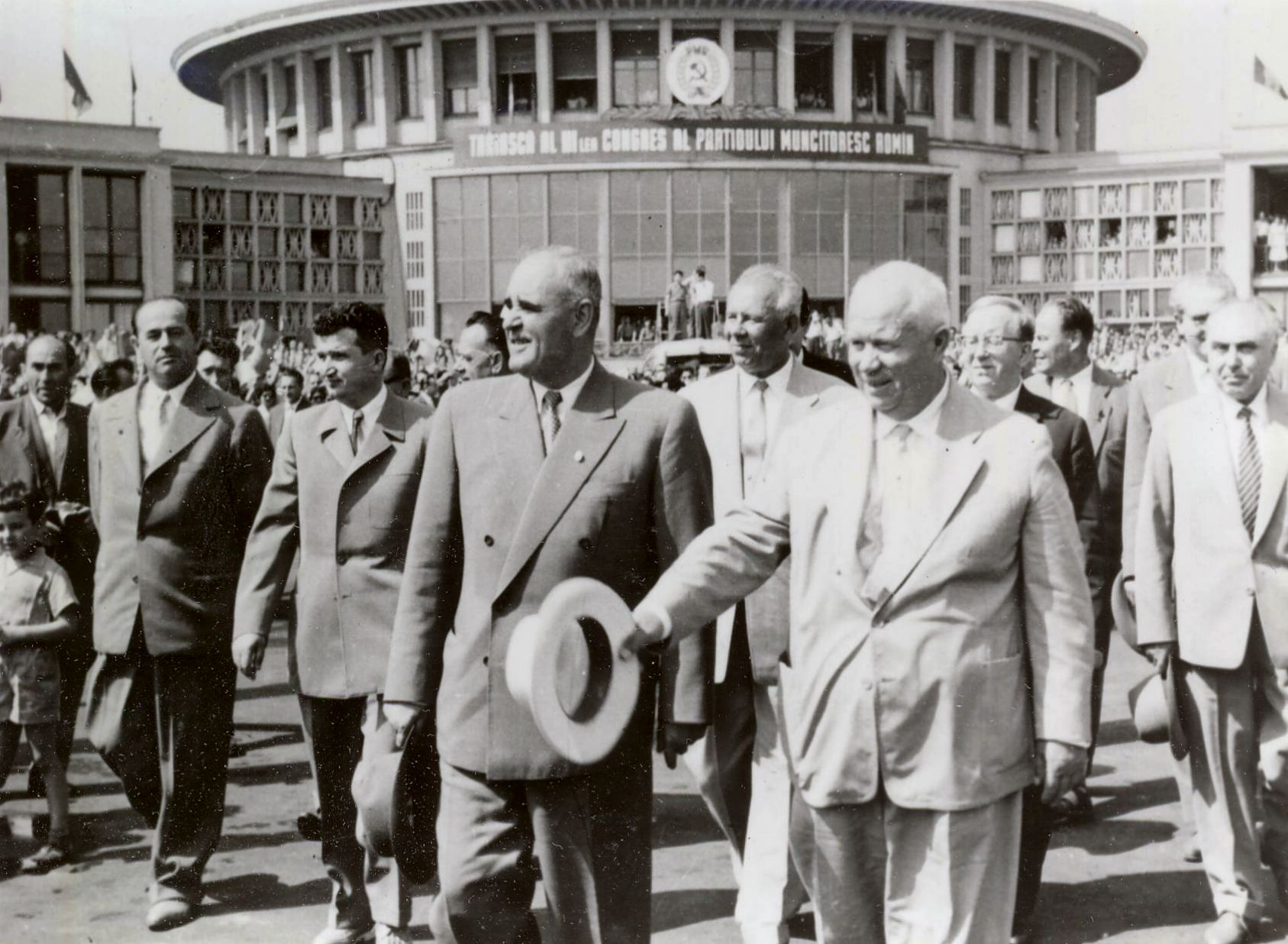
부쿠레슈티의 아우렐블라이쿠 국제공항에서 흐루쇼프와 게오르게 게오르기우데지의 모습. 게오르기우데지의 오른쪽에서는 니콜라에 차우셰스쿠가 있다.

흐루쇼프의 《비밀 연설》이 발표된 뒤, 폴란드의 지도자 볼레스와프 비에루트의 사망과 결합한 《비밀 연설》은 폴란드와 헝가리에서의 상당한 자유화를 촉발했다. 1956년 6월, 폴란드 포즈난에서는 노동자 파업이 소요 사태로 확대되어 50명 이상이 사망했다.
소련 모스크바의 정치인들은 소요 사태가 서방 선동가들의 탓으로 돌렸지만, 폴란드의 정치인들은 모스크바의 주장을 무시하고 노동자들에게 양보하였다. 폴란드에서 반소비에트적인 표현이 보편화되고 중요한 폴란드의 지도부 선거를 앞두자, 소련의 흐루쇼프와 상임위원들은 폴란드의 상임위원을 만나기 위해 10월 19일 바르샤바로 갔다. 소련은 소련-폴란드 관계에 지도부 교체가 큰 영향을 미치지 않을 것이라고 예상했고, 새 폴란드 지도부가 집권하는 것에 동의했다. 결국 폴란드에서는 '폴란드의 10월'로 알려진 부분적인 자유화가 진행되었다.
폴란드의 상황을 본 헝가리인들은 모스크바에 도전할 수 있다고 결정하여 대담해졌다.
결국 이는 10월 23일 부다페스트에서 대규모 시위가 대중적인 봉기로 확대되었다. 당 지도자들은 이에 대한 대응으로 너지 임레를 인민공화국의 수상으로 임명하였다. 도시에서 소련군은 헝가리군과 충돌했고 시위대에 발포하여 수백 명의 헝가리인/소련인이 죽었다. 너지 임레는 휴전과 소련군의 철수를 요구했고, 흐루쇼프가 이끄는 상임위원회는 새로운 헝가리 정부에게 기회를 주기로 결정하였다. 흐루쇼프는 모스크바에서 자유를 인정해주면 너지 임레가 소련과의 동맹을 고수할 것이라고 예상하였다.
10월 30일, 너지 임레는 다당제를 발표했고, 다음 날에는 바르샤바 조약 기구의 탈퇴를 선언했다. 11월 3일에, 너지 임레 정부의 두 구성원이 자칭 임시 정부의 수반으로 우크라이나를 방문하여 소련군의 개입을 요청하였다. 그 다음 날, 소련군은 헝가리 혁명을 진압하여 4000명의 헝가리인과 수백 명의 소련군이 사망하였다. 너지 임레는 체포되었고, 나중에 처형당했다. 혁명 개입에 대한 국제적인 분노에도 불구하고, 흐루쇼프는 자신의 행동을 변호했다. 이러한 개입에 대한 소련의 외교적 피해는 상당했으며, 세계의 관심을 빠르게 돌릴 수에즈 위기가 우연히 일어나지 않았으면 피해는 더 컸을 것이다.

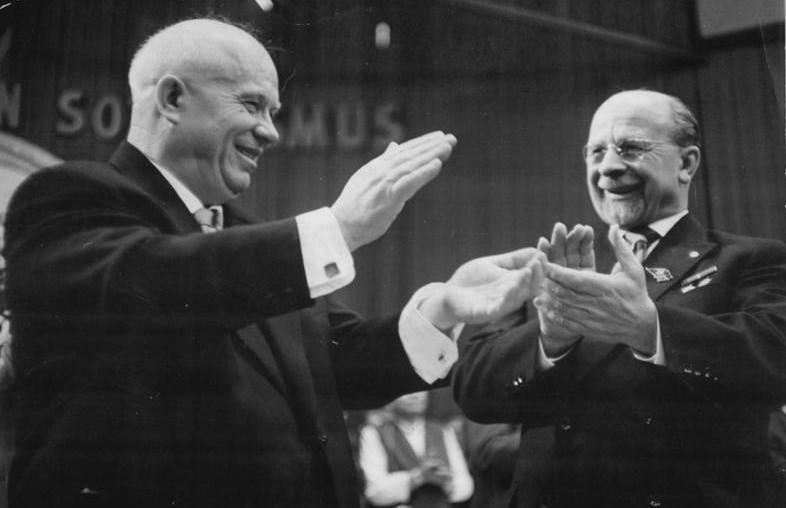
1963년 흐루쇼프(왼쪽)와 동독의 국가원수 발터 울브리히트의 모습.

이러한 외교적 위기의 여파로, 흐루쇼프는 자신이 후에 가장 기억에 남는다고 말했던 "Мы вас похороним!"(당신들을 묻어버리겠다!)라고 언급했다. 서방은 이러한 그의 언급을 위협으로 받아들였지만, 흐루쇼프는 서방과 평화로운 공존에 관한 연설에서 이러한 말을 언급했다. 1959년에 미국을 방문했을 때, 이 언급에 대한 질문을 받았는데, 이 때 흐루쇼프는 "말 그대로 묻어버리는 것이 아닌 냉혹한 역사적 발전을 통해 공산주의가 자본주의를 대체하고 자본주의를 묻어버릴 것"이라고 뜻한 것을 밝혔다.
1948년 스탈린이 자신이 유고슬라비아의 지도자 요시프 브로즈 티토를 통제할 수 없음을 깨달은 이후, 흐루쇼프는 완전히 단절되었던 유고슬라비아와의 관계를 회복시켰다. 1955년 흐루쇼프는 소련 대표단을 이끌고 베오그라드로 갔다. 소련에 적대적이었던 티토는 대표단을 공개적으로 취하게 하는 것을 포함하여 소련이 어리석어 보이도록 하게 했음에도, 흐루쇼프는 관계를 따뜻하게 하게 하여 소련-유고슬라비아 관계의 인폼비로 기간(Informbiro)을 끝냈다. 헝가리 혁명 동안 티토는 처음에 너지 임레를 지원했지만, 후반기에 흐루쇼프의 개입의 필요성을 들며 그를 설득하려 하였다. 그러나, 소련의 헝가리 개입은 소련-유고슬라비아 관계를 손상시켰으며, 흐루쇼프는 이를 회복시키기 위해 몇 년을 보냈다. 그는 중화인민공화국이 유고슬라비아의 자유주의적 공산주의를 인정하지 않았다는 점에 방해를 받았고, 양국의 관계를 화해시키려는 시도는 분노한 베이징 지도부를 낳았다.

#### 중화인민공화국

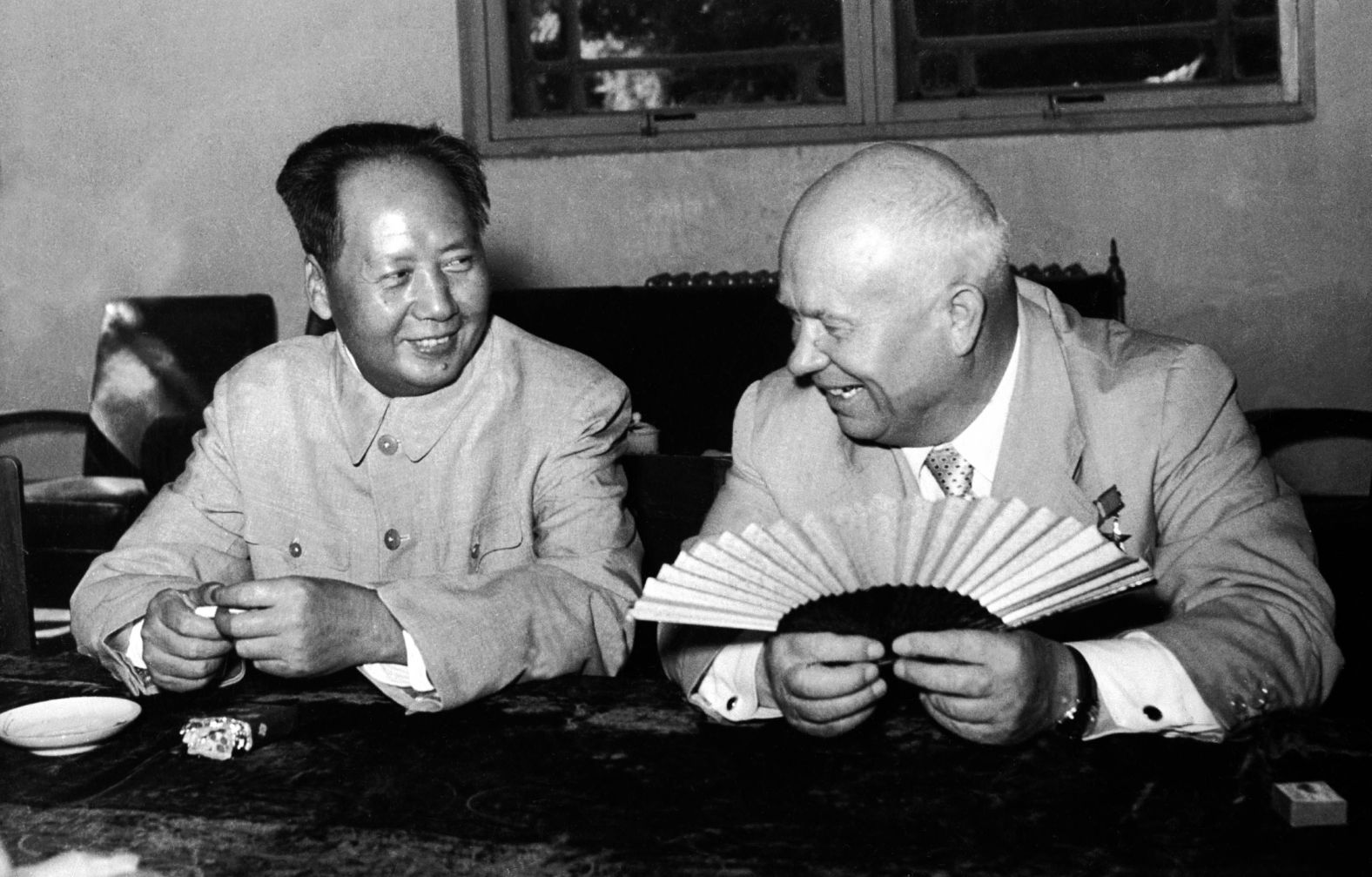
1958년 마오쩌둥과 흐루쇼프의 모습.

1949년 마오쩌둥은 중국 본토를 모두 장악한 후, 소련에게 물질적 지원을 요청하면서 러시아 제국 시절 차르에 의해 빼앗긴 영토의 반환을 요구했다. 몇년 뒤, 흐루쇼프가 소련을 장악했고, 그는 중국에 대한 원조를 늘리고 새로운 공산주의 국가의 발전을 위해 소규모 전문가 집단을 보내기까지 했다. 역사가 윌리엄 C. 커비는 이러한 기술적 지원을 '세계 역사상 가장 위대한 기술 지원'이라고 묘사했다. 소련은 1954년부터 1959년 사이에 중국에 대한 국가 원조가 국민 소득의 7%를 차지하기도 하였다. 1954년에 흐루쇼프가 중국을 방문했을 때, 뤼순항과 다롄의 반환에 동의했지만, 마오쩌둥이 소련 대표단이 돌아갈 때 포병을 데려가라는 주장을 하자 화가 났다.
마오쩌둥은 유고슬라비아와 같은 보다 자유주의적인 동유럽 국가와 화해하려는 흐루쇼프의 시도를 격렬히 반대하였다. 하지만 흐루쇼프는 적극적인 세계적 혁명 운동에 대한 마오쩌둥의 열망에 대해 주저했으며, 공산주의의 생활 수준을 높여 자본주의를 정복하는 것을 선호했다.
두 나라의 관계는 1956년 급속히 차가워지기 시작했다. 마오쩌둥은 《비밀 연설》에 대해 중국과 협의하지 않았다는 사실에 분노했고, 그는 탈스탈린화가 실수이며 자신의 권위에 위협이 될 수 있다고 생각했다. 1958년 흐루쇼프가 중국을 방문했을 때, 마오쩌둥은 군사 협력 제안을 거부했다. 흐루쇼프의 노력이 헛수고로 돌아가는 것을 희망한 마오쩌둥의 행보는 제2차 타이완 해협 위기를 낳았고, 마오쩌둥은 중국의 포격을 받은 타이완의 섬들을 "아이젠하워와 흐루쇼프를 춤추게 하고 이리저리 움직이게 하는 지휘봉"이라고 묘사하였다.
원래 소련은 중국에게 완전한 문서가 포함된 핵무기를 제공할 계획이었지만, 1959년 냉담한 관계 속에서 이러한 계획을 파기하였다. 흐루쇼프가 미국을 방문한 해 9월, 그가 중국을 방문했을 때에 쌀쌀한 환대를 받았고, 방문 계획은 7일이었지만, 흐루쇼프는 3일만에 중국을 떠났다. 또한, 1960년 루마니아 당 대회를 서로를 공격할 기회로 판단하고 이용한 소련과 중국의 행동으로 인해 양국의 관계는 더욱 악화되었다. 흐루쇼프가 당 대회에서 중국을 공격한 이후, 중국의 정치가 펑전은 흐루쇼프의 외교 정책이 서방을 뜨겁게 불사르는 것이라고 조롱했다. 이에 흐루쇼프는 중국에 있는 소련이 파견한 전문가들을 데려오는 것으로 대응했다. 알바니아는 중국과 소련의 분쟁 속에서 흐루쇼프를 알바니아식 반공 농민의 이름을 따서 '라포 렐로'(Rrapo Lelo)라고 묘사하면서 중국의 편에 섰다.

## 축출

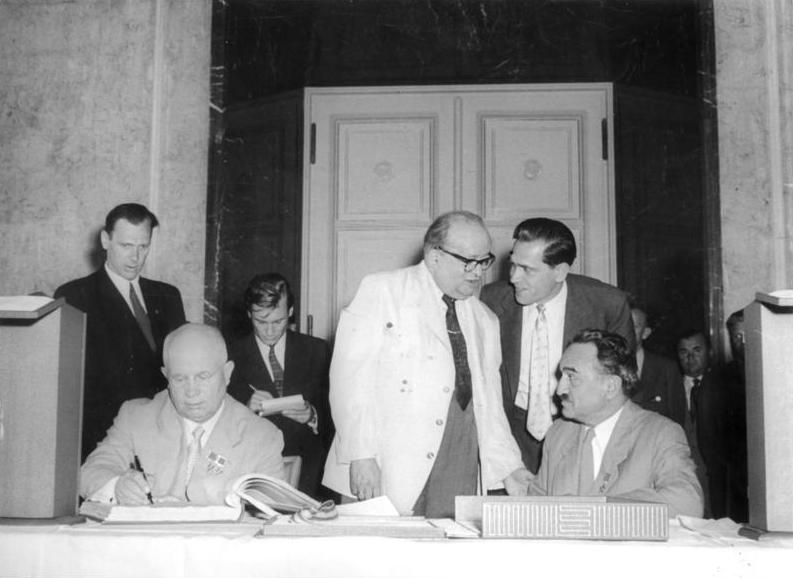
베를린에서 흐루쇼프와 아나스타스 미코얀(가장 오른쪽)의 모습.

1964년 3월부터 소련 최고 상임위원회 의장이자 명목상 국가 원수였던 레오니트 브레즈네프는 동료들과 함께 흐루쇼프를 축출할 계획을 세우기 시작했다. 브레즈네프는 흐루쇼프가 스칸디나비아를 방문한 후 6월 돌아올 때 체포하는 것을 고려했지만, 반대하는 사람들을 밀어내는 데에 위원회의 지원이 흐루쇼프에게 중요하다는 것을 기억하면서 흐루쇼프를 축출하는 것을 위원들이 지지하도록 설득하는 데에 시간을 보냈다. 브레즈네프는 흐루쇼프 축출 계획을 충분한 시간을 계획하였다. 1964년 1월부터 9월까지의 기간 중 총 5개월 동안 흐루쇼프는 모스크바에 없었다.
1964년 10월, 브레즈네프와 부총리 알렉산드르 셸레핀, KBG 의장 블라디미르 세미차스트니가 이끄는 음모자들은 흐루쇼프가 압하스 자치 소비에트 사회주의 공화국 피춘다로 휴가를 갔을 때, 그의 친구인 아나스타스 미코얀와 함께 흐루쇼프를 공격했다. 10월 12일, 브레즈네프는 흐루쇼프에게 전화를 걸어 농업을 주제로 한 상임 회의를 표면상으로 예고하였다. 흐루쇼프는 회의의 이유를 의심했지만, 그는 조지아 KBG 의장인 알렉시 이나우리와 아무 조치도 취하지 않은 채 모스크바로 떠났다.

흐루쇼프는 브누코보 국제공항 VIP 복도에 도착하였고, 블라디미르 세미차스트니가 경비원 옆에서 기다리고 있었다. 세미차스트니는 흐루쇼프의 축출을 알리고 저항하지 말 것을 권고했다. 흐루쇼프는 저항하지 않았고, 음모자들의 쿠데타는 성공적으로 진행되었다. 흐루쇼프는 세미차스트니가 말하는 순간까지도 그가 적과 합류하지 않은 친구이자 동맹자로 생각하고 있었고, 축출 사실을 안 이후 흐루쇼프는 저항하지 않았지만 세미차스트니에게 배신감을 느꼈다. 흐루쇼프는 크렘린궁으로 끌려가 브레즈네프, 수슬로프와 셸레핀에게 구두 강타 사건 등의 그의 행보에 대해 공격을 당했다. 흐루쇼프는 싸울 마음이 없었고, 약간의 저항할 마음을 짓눌렀다. 세미차스트니는 이러한 축출이 쿠데타로 보이지 않게 노력하였다.
방문객들에게 크렘린궁 입장을 금지하지 않았습니다. 사람들이 밖에서 돌아다니고 있었고, 상임 위원들이 표면적으로 회의를 할 장소에 있었습니다. 그 때 크렘린 궁 근처에 보안관들을 배치해 두었었습니다. 브레즈네프와 셸레핀은 긴장했습니다. 그래서 "필요하지 않은 말은 하지 말고, 쿠데타의 모습을 보이지 맙시다."라고 말해주었습니다.— 블라디미르 세미차스트니

흐루쇼프는 축출된 날 저녁, 미코얀에게 전화를 걸어 다음과 같이 말했다.
| “ | 나는 늙었고 피곤합니다. 그들이 스스로 대처하게 하십시오. 나는 중요한 일들을 했습니다. 스탈린에게 그가 더 이상 우리에게 적합하지 않다고 말하고 그에게 사임을 권하는 것을 생각한 사람이 있습니까? 그 생각이 들켰다면 우리가 서 있던 자리에 젖은 곳조차 남아있지 않았을 것입니다. 이제는 모든 것이 다릅니다. 두려움은 사라졌고 우리는 동등하게 대화할 수 있습니다. 그것이 내 공헌입니다. 나는 싸우지 않을 것입니다. | ” |

1964년 10월 14일, 상임위원회와 중앙위원회는 '고령과 건강 악화'를 이유로 한 흐루쇼프의 '자발적 사임' 요청을 수락하기로 결정했다. 흐루쇼프가 맡던 서기장직과 총리는 각각 브레즈네프와 알렉세이 코시긴이 이어받았다.

### 축출 이유
흐루쇼프의 갑작스러운 몰락에는 여러 이유가 존재했다. 흐루쇼프가 직접 중앙위원회의 절차를 따라 사임했기 때문에 쿠데타가 아니었으며, 윌리엄 톰슨은 어떠한 쇼 재판도, 의식적 공격도, 공개적인 자백과 처형이 없었다고 지적했다. 축출 당시 많은 중앙위원회 위원들이 흐루쇼프의 독단적인 의사 결정과 결속력 결여에 대해 불만이 커지고 있었고, 그가 키운 다루기 힘든 관료주의적 정부에 대해 불평했다. 정부의 관료들은 이전보다 덜 중요한 결정들을 당에 넘겼고, 특히 이때 흐루쇼프는 전문 문제 해결사로 당 지도자들을 우회하여 결정하는 성향이 심했다. 많은 사람들은 그가 도입한 결정 절차를 포함하여 그의 고집스럽게 중앙위원회 절차를 무시하는 것에 분노했다. 지도부가 그의 외교 정책에 동의했기 때문에 외교 정책은 그의 축출 이유가 되지 못했다. 군대 제거는 KGB 반대 세력의 집결지가 되었고, 농업은 대대적으로 반대 세력의 집결지였다. 흐루쇼프의 농업을 개선하기 위한 노력의 큰 실패는 국내에서 가장 심각한 문제였으며, 식량 부족에 대한 적대적인 여론을 초래했다. 흐루쇼프는 너무 늙고 지쳤다며 정치적 기반을 마련하는 데에 점점 관심을 기울이지 않았고, 결국 그에게 적대적인 세력이 중앙위원회에서 신중하고 체계적으로 구성되었다.

## 여생
흐루쇼프는 축출당한 뒤, 집과 다차, 자동차를 받고, 한 달에 500루블의 연금을 지급받았다. 축출된 후, 흐루쇼프는 깊은 우울증에 빠졌다. 특히, 그의 경비원이 모든 손님들을 추적한 뒤 정부에게 보고하여 그는 거의 손님을 부르지 못했다. 이후 연금은 한 달에 400루블로 줄어들었지만, 소련의 기준으로 축출 이후 편안하게 보냈다. 그의 손자 중 한 명이 흐루쇼프가 축출된 뒤 무얼 하고 있냐는 질문을 받았을 때, "할아버지가 울고 있다"라고 대답했다. 또한, 흐루쇼프는 소비에트 대백과사전에서 독-소전쟁 당시 유능한 정치위원 목록에서 지워지기도 했다.
새로운 정치인들이 예술적 문제에서 보수적으로 행동하자, 흐루쇼프는 예술가와 작가들에게 보다 호의적인 시선을 받게 되었다. 흐루쇼프가 이 시기에 보지 못한 것을 가장 후회한 사람 중 한 명은 당시 대통령에 당선되기 전인 '야생의 시절'이었던 리처드 닉슨 전 미국 부통령이었고, 흐루쇼프가 그의 다차에 있을 때 닉슨은 모스크바를 방문했었다.
1966년 흐루쇼프는 자신의 회고록을 쓰기 시작했다. 그는 처음에 KGB의 도청을 피하기 위해 야외에서 녹음을 진행했으나, 야외의 소음으로 인해 실내에서 녹음하게 되었다. KGB는 1968년까지 간섭하지 않다가 이후 녹음 테이프를 넘기라는 명령을 했으나, 흐루쇼프는 이를 거부했다. 1970년 7월 흐루쇼프가 심장병으로 병원에 입원했을 때 그는 KGB가 아들 세르게이에게 접근하여 녹음 테이프를 훔치려 했다는 소식을 들었다. 세르게이는 KGB가 어떻게든 원본을 훔칠 수 있음을 알고 사본을 만든 후, 원본을 KGB에 넘겼다. 사본 중 일부는 서방으로 흘러들어가 출판되기도 하였다. 세르게이는 KGB가 갖고 있는 원본 테이프를 출판하라고 주장했고, 원본 녹음 테이프는 1970년 《흐루쇼프는 기억한다》(Khrushchev Remembers)라는 제목으로 출판되었다. 흐루쇼프는 정부의 약간의 압박으로 성명서에 서명한 후 출판사에게 어떤 자료도 제공하지 않았으며, 아들 세르게이는 이전보다 좋지 않은 직업을 갖게 되었다. 한편 서방에서도 흐루쇼프의 회고록이 출판되었지만, 소련 신문사 《이즈베스티야》는 이를 사기라고 비난하였다. 소련 국영 라디오는 흐루쇼프의 성명서를 보도하였는데, 이 보도는 흐루쇼프가 라디오에서 6년 만에 언급된 보도였다. 소비에트 대백과사전에서 흐루쇼프에 대해서는 "그의 활동에는 주관적이고 의지주의적인 요소들이 있었다"라는 짧은 문장만이 남았다.
말년에 흐루쇼프는 사위이자 전 측근인 알렉세이 아즈베이에게 "자네가 폭풍 속에서 나와 함께 중앙위원회에서 일했다는 것을 잊지 말라! 우리는 영원히 기억될 것이다!"고 말했다.

## 죽음
흐루쇼프는 1971년 9월 11일 정오 경 모스크바의 크렘린 병원에서 심장마비로 만 77세의 나이에 세상을 떠났다. 그는 크렘린 벽에 안장된 상태에서 국가 장례식이 거부된 대신 노보데비치 묘지에 묻혔다. 시위를 두려워 한 정부는 흐루쇼프의 사망 소식을 알리지 않고, 묘지를 군대로 포위했다. 그럼에도 몇몇 예술가들과 작가들은 매장된 흐루쇼프를 보기 위해 묘지를 방문했다.
《프라우다》는 흐루쇼프의 죽음을 한 문장으로 보도했지만, 서방의 신문들은 많은 내용을 보도했다. 《뉴욕 타임스》 모스크바 특파원 해리 슈워츠는 "흐루쇼프는 석화된 구조물의 문과 창문을 열었습니다. 그는 신선한 공기와 아이디어를 들여와 시간이 보여 준 변화들이 돌이킬 수 없고 근본적인 것임을 상기시켜 주었습니다."고 썼다.

## 흔적

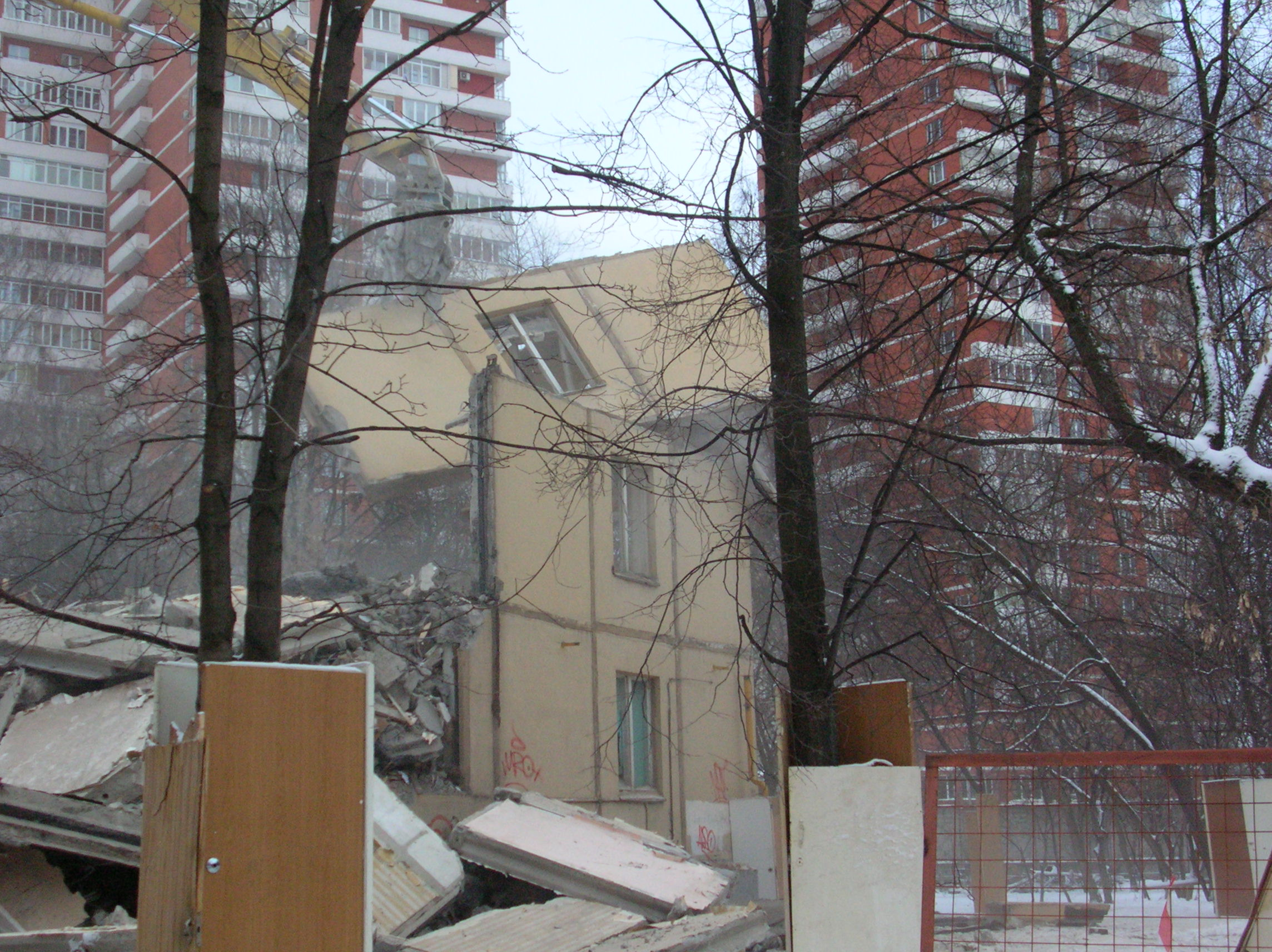
파괴된 흐루숍카의 2008년 1월 모습.

흐루쇼프의 많은 정책들은 그가 축출된 후 제거되었다. 각 선거에서 관리의 3분의 1을 교체해야 한다는 정책과 산업, 농업 정책들도 바뀌었다. 고등학생을 대상으로 한 직업교육 프로그램도 중단되었으며, 기존의 농업기관을 토지로 내보내려던 계획도 무산되었다. 또한, 축출 이후 지어진 주택들은 엘리베이터나 발코니가 없는 고층 구조로 흐루숍카와는 반대되는 구조를 가졌다. 그럼에도 흐루쇼프의 정책들로 인해 새로운 농업, 직업 교육 기관들은 주요 도시 밖에도 위치하게 되었다.
로버트 서비스는 흐루쇼프의 모순된 성격의 특성을 요약했다.
스탈린주의자이자 동시에 반스탈린주의자, 공산주의 신봉자이자 냉소주의자, 자기홍보적 극단주의자이자 딱딱한 박애주의자, 말썽꾸러기이자 평화주의자, 자극적인 동료이자 지배적인 부랑자, 정치인이자 그의 지적 범위를 벗어난 정치가가 바로 그다.

흐루쇼프의 농업 정책 중 많은 것들은 쉽게 사라졌다. 흐루쇼프가 들여온 옥수수는 1965년 인기가 매우 없어 우크라이나와 다른 남부 지역의 콜호스조차도 재배를 거부하였으며, 트로핌 리센코는 농업 정책 결정 권한을 박탈당했다. 그러나, 축출 이후 MTS 스테이션은 폐쇄된 상태로 방치되었고, 흐루쇼프가 해결하려고 했던 농업의 근본적인 문제가 남아 있었다. 흐루쇼프가 축출된 이후 10년 동안 소련의 생활 수준은 크게 향상되었지만, 향상의 대부분은 산업 발전에 의한 것이었다. 농업 생산량은 지속적으로 감소하였고, 1972년부터 1975년에는 주기적으로 농업 위기가 발생하기도 하였다. 브레즈네프와 이후 서기장들은 곡물 부족과 기아에서 벗어나기 위해 서방에서 곡물을 구매하는 흐루쇼프의 행동을 이어나갔다. 브레즈네프와 측근들은 정치인으로서 대중들에게 인기가 없었고 새 정부는 권위주의적 권력에 의존하여 움직였다. KGB와 붉은 군대는 더 많은 권력을 얻게 되었으며, 정부의 보수적인 행동들은 1968년 '프라하의 봄'이 일어나는 결과를 낳았다.

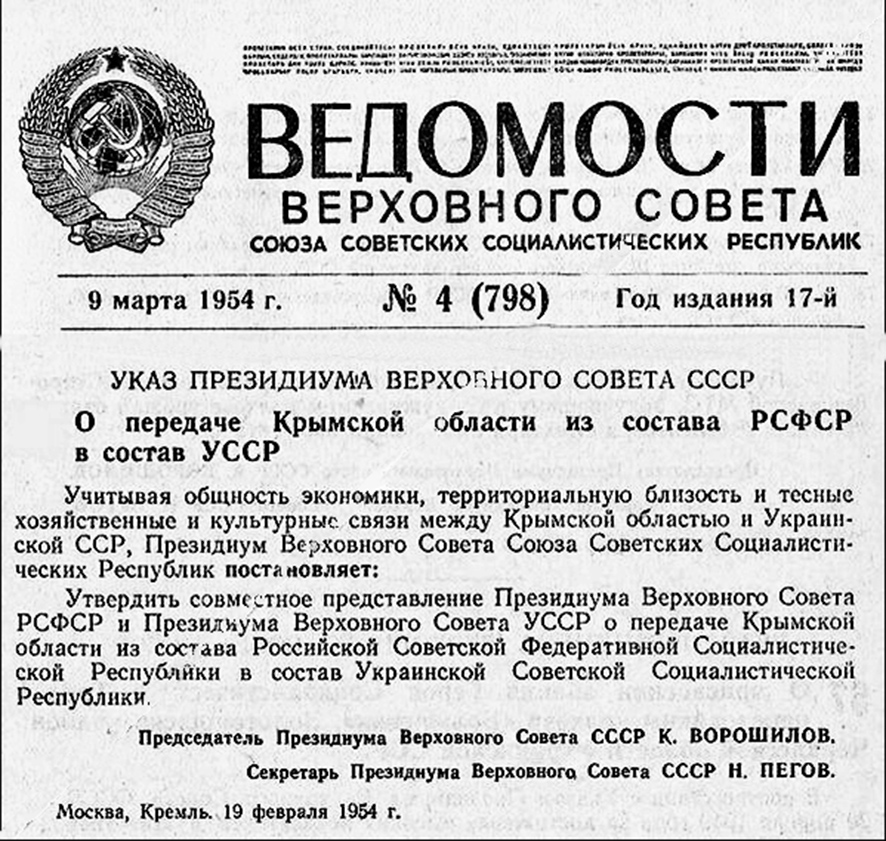
최고 소비에트 상임위원회 법령 '크림반도의 이양에 관하여'. 1954년 흐루쇼프와 지도부는 러시아 소비에트 연방 사회주의 공화국에 위치하던 크림반도를 우크라이나 소비에트 사회주의 공화국으로 이양하였다.

비록 흐루쇼프의 정책이 흐루쇼프가 추구하는 목표를 달성하는 데에는 실패했지만, 그의 외교와 군사 정책을 분석하는 책을 집필한 알렉산드르 푸르센코는 흐루쇼프의 정책이 제한적으로 서방을 압박했다고 주장했다. 푸르센코는 흐루쇼프의 정책이 미국이 쿠바를 침공하지 않는 합의가 지켜지게 하고 서방의 동독 인정 거부를 약화시키고 1975년 미국과 NATO 회원국들이 소련과 동독, 바르샤바 조약 기구의 회원국들과 헬싱키 협정을 체결하게 했다고 말했다.

흐루쇼프에 대한 러시아 대중의 견해는 여전히 엇갈리고 있다. 여러 러시아 설문 기관에 따르면, 21세기 러시아인들이 긍정적으로 평가하는 집권기는 니콜라이 2세와 흐루쇼프의 집권기뿐이었다. 1998년 젊은 러시아인들을 대상으로 한 설문조사에서는 니콜라이 2세를 포함하여 20세기 러시아 지도자들이 득보다 실이 많은 정책을 펼쳤다는 결과가 나왔다. 흐루쇼프의 전기 작가 윌리엄 톰슨은 흐루쇼프의 개혁을 흐루쇼프의 축출 이후 일어난 개혁에 대해 다음과 같이 말했다.
브레즈네프 집권기와 그 뒤의 공백 기간 동안 1950년대의 '첫 번째 러시아의 봄' 시기 동안 성인이 된 러시아 세대들은 그들의 집권을 기다리고 있었다. 브레즈네프와 측근들이 죽거나 연금을 받음에 따라 소련의 정치계는 《비밀 연설》과 첫 번째 탈스탈린화 정책으로 인한 물결이 형상적인 경험이었던 사람들로 대체되었으며, 이 '제20차 당 대회의 아이들'은 미하일 고르바초프와 그의 측근들의 아래에서 권력의 고삐를 잡았다. 흐루쇼프의 시대는 그들에게 영감과 경고를 주었다.

## 수상

### 서훈 내역
- 소비에트 연방영웅(1964년)
- 사회주의 노동영웅(1954년, 1957년, 1961년)
- 레닌 훈장(1935년, 1944년, 1948년, 1954년, 1957년, 1961년, 1964년)
- 노동적기훈장(1939년)
- 1급 수보로프 훈장(1945년)
- 2급 수보로프 훈장((1943년)
- 1급 쿠투조프 훈장(1943년)
- 1급 조국전쟁훈장(1945년)
- 불가리아 인민공화국 영웅(1964년)
- 게오르기 디미트로프 훈장(1964년)
- 카를 마르크스 훈장(1964년)
- 기사 백사자 훈장(1964년)
- 1급 루마니아 사회주의 공화국의 별(1964년)
- 수흐바타르 훈장(1964년)
- 1급 나일강 훈장(1964년)

## 같이 보기
- 1954년 크림반도 이양
- 소련의 역사 (1953년 ~ 1985년)
- 냉전의 개요
- 소비에트 연방 공산당

### 참조주
1. 1 2  Tompson 1995, 2쪽.
2. ↑  Taubman 2003, 20쪽.
3. 1 2  Taubman 2003, 18쪽.
4. ↑  “Crimea: A Gift To Ukraine Becomes A Political Flash Point”. NPR. 2014년 2월 27일.
5. ↑  Tompson 1995, 2–3쪽.
6. ↑  Taubman 2003, 27쪽.
7. 1 2  Taubman 2003, 26쪽.
8. 1 2  Taubman 2003, 30쪽.
9. ↑  Tompson 1995, 6–7쪽.
10. ↑  Tompson 1995, 8쪽.
11. ↑  Carlson 2009, 141쪽.
12. ↑  Khrushchev in Hollywood (1959), CBS 뉴스 (3:50–6:09)
13. ↑  Tompson 1995, 8–9쪽.
14. ↑  Taubman 2003, 38–40쪽.
15. ↑  Taubman 2003, 47쪽.
16. 1 2  Taubman 2003, 47–48쪽.
17. ↑  Taubman 2003, 48–49쪽.
18. 1 2 3 4  Taubman 2003, 50쪽.
19. ↑  Tompson 1995, 12쪽.
20. 1 2  Taubman 2003, 52쪽.
21. ↑  Taubman 2003, 54–55쪽.
22. 1 2  Taubman 2003, 55쪽.
23. ↑  Tompson 1995, 14쪽.
24. 1 2  Taubman 2003, 56–57쪽.
25. ↑  Taubman 2003, 58–59쪽.
26. ↑  Tompson 1995, 16–17쪽.
27. ↑  Taubman 2003, 63쪽.
28. 1 2  Taubman 2003, 64–66쪽.
29. 1 2 3 4 5 6 7 8 9 10 11 12  Whitman 1971.
30. ↑  Taubman 2003, 66쪽.
31. ↑  Khrushchev, Nikita Sergeevich (2005). 《Memoirs of Nikita Khrushchev. Volume 1, Commissar, 1918-1945》. University Park, Pa.: Pennsylvania State University. 28쪽. ISBN 0271058536.
32. ↑  Taubman 2003, 68쪽.
33. 1 2 3  Taubman 2003, 73쪽.
34. 1 2  Tompson 1995, 31–32쪽.
35. ↑  Taubman 2003, 78쪽.
36. ↑  Tompson 1995, 33–34쪽.
37. ↑  Taubman 2003, 94–95쪽.
38. ↑  Taubman 2003, 105–06쪽.
39. ↑  Taubman 2003, 98쪽.
40. 1 2 3  Taubman 2003, 99쪽.
41. ↑  Tompson 1995, 57쪽.
42. ↑  Taubman 2003, 99–100쪽.
43. 1 2 3  Taubman 2003, 100쪽.
44. ↑  Taubman 2003, 103–04쪽.
45. ↑  Tompson 1995, 69쪽.
46. ↑  Taubman 2003, 114–15쪽.
47. ↑  Taubman 2003, 116쪽.
48. 1 2 3  Taubman 2003, 118쪽.
49. ↑  Tompson 1995, 60쪽.
50. ↑  Timothy 2010, 221쪽.
51. ↑  Taubman 2003, 135–37쪽.
52. ↑  Timothy 2010, 615쪽.
53. ↑  Tompson 1995, 72쪽.
54. ↑  Taubman 2003, 149쪽.
55. ↑  Taubman 2003, 150쪽.
56. ↑  Taubman 2003, 163쪽.
57. ↑  Taubman 2003, 162–64쪽.
58. ↑  Khrushchev 2004, 347쪽.
59. ↑  Khrushchev 2004, 349–350쪽.
60. ↑  Taubman 2003, 164–68쪽.
61. 1 2  Taubman 2003, 168–71쪽.
62. ↑  Tompson 1995, 81쪽.
63. 1 2 3  Birch 2008.
64. ↑  Taubman 2003, 157–58쪽.
65. ↑  Tompson 1995, 82쪽.
66. ↑  Taubman 2003, 158쪽.
67. ↑  Taubman 2003, 158–62쪽.
68. ↑  Taubman 2003, 171–72쪽.
69. ↑  Taubman 2003, 177–78쪽.
70. ↑  Tompson 1995, 81–82쪽.
71. ↑  Tompson 1995, 73쪽.
72. 1 2 3  Tompson 1995, 86쪽.
73. ↑  Taubman 2003, 179쪽.
74. ↑  Taubman 2003, 180쪽.
75. 1 2  Taubman 2003, 181쪽.
76. ↑  Taubman 2003, 193–95쪽.
77. ↑  Tompson 1995, 87–88쪽.
78. 1 2  Taubman 2003, 195쪽.
79. 1 2  Tompson 1995, 91쪽.
80. ↑  Taubman 2003, 199–200쪽.
81. 1 2  Taubman 2003, 200–201쪽.
82. ↑  Tompson 1995, 92쪽.
83. 1 2  Taubman 2003, 203쪽.
84. 1 2  Tompson 1995, 93쪽.
85. ↑  Khrushchev 2000, 27쪽.
86. ↑  Tompson 1995, 95쪽.
87. ↑  Taubman 2003, 205쪽.
88. ↑  Tompson 1995, 96쪽.
89. 1 2  Tompson 1995, 96–97쪽.
90. ↑  Khrushchev 2006, 16–17쪽.
91. ↑  Taubman 2003, 210쪽.
92. ↑  Khrushchev 2006, 43쪽.
93. 1 2  Tompson 1995, 99쪽.
94. ↑  Taubman 2003, 226쪽.
95. ↑  Irina H. Corten (1992). 《Vocabulary of Soviet Society and Culture: A Selected Guide to Russian Words, Idioms, and Expressions of the Post-Stalin Era, 1953–1991》. Duke University Press. 64쪽. ISBN 978-0-8223-1213-0.
96. ↑  Tompson 1995, 100–01쪽.
97. ↑  Taubman 2003, 228–30쪽.
98. ↑  Taubman 2003, 236–41쪽.
99. ↑  Khrushchev 2006, 167–68쪽.
100. ↑  Tompson 1995, 114쪽.
101. ↑  《The New York Times》, 1953-03-10
102. 1 2  Taubman 2003, 245쪽.
103. ↑  "Union of Soviet Socialist Republics", 《Encyclopædia Britannica》
104. ↑  Taubman 2003, 258쪽.
105. ↑  Taubman 2003, 246–247쪽.
106. ↑  Khrushchev 2006, 184쪽.
107. ↑  Tompson 1995, 121쪽.
108. ↑  Khrushchev 2006, 186쪽.
109. ↑  Timothy K. Blauvelt, "Patronage and betrayal in the post-Stalin succession: The case of Kruglov and Serov" Communist & Post-Communist Studies (2008) 43#1 105–20쪽.
110. ↑  Tompson 1995, 123쪽.
111. ↑  Tompson 1995, 125–26쪽.
112. 1 2  Taubman 2003, 259쪽.
113. ↑  Taubman 2003, 263쪽.
114. ↑  Tompson 1995, 174쪽.
115. ↑  Taubman 2003, 260–264쪽.
116. ↑  Fursenko 2006, 15–17쪽.
117. ↑  Tompson 1995, 141–42쪽.
118. ↑  Paul Marantz, 《Internal Politics and Soviet Foreign Policy: A Case Study》. Western Political Quarterly 28.1 (1975): 130–46쪽. online
119. ↑  Fursenko 2006, 27쪽.
120. ↑  Taubman 2003, 266–69쪽.
121. ↑  Taubman 2003, 275쪽.
122. ↑  Taubman 2003, 276쪽.
123. 1 2  Taubman 2003, 279–80쪽.
124. ↑  Tompson 1995, 153쪽.
125. ↑  Khrushchev 2006, 212쪽.
126. ↑  The New York Times, 1956-05-06.
127. 1 2  Taubman 2003, 286–91쪽.
128. ↑  Taubman 2003, 282쪽.
129. ↑  Khrushchev 2000, 200쪽.
130. ↑  Tompson 1995, 176–83쪽.
131. ↑  Taubman 2003, 361–64쪽.
132. 1 2 3  Tompson 1995, 189쪽.
133. ↑  Taubman 2003, 307쪽.
134. ↑  Taubman 2003, 308쪽.
135. 1 2  Taubman 2003, 385쪽.
136. ↑  Taubman 2003, 628쪽.
137. ↑  Khrushchev speech, Los Angeles, 19 September 1959. Youtube
138. 1 2  Zubok 2007, 175쪽.
139. ↑  Zubok 2007, 172쪽.
140. ↑  Zubok 2007, 174쪽.
141. ↑  Zubok 2007, 174–75쪽.
142. ↑  Taubman 2003, 525–28쪽.
143. 1 2  Tompson 1995, 257–60쪽.
144. ↑  Neizvestny 1979.
145. 1 2  Medvedev & Medvedev 1978, 41–42쪽.
146. ↑  Tompson 1995, 198–99쪽.
147. ↑  Medvedev & Medvedev 1978, 154–57쪽.
148. ↑  Medvedev & Medvedev 1978, 153쪽.
149. ↑  Aaron Hale-Dorrell, "The Soviet Union, the United States, and Industrial Agriculture" 《Journal of World History》 (2015) 26#2 295–324쪽.
150. ↑  Lazar Volin, "Soviet agriculture under Khrushchev." 《American Economic Review》 49.2 (1959): 15-32쪽, online.
151. ↑  Lazar Volin, 《Khrushchev and the Soviet agricultural scene》 (U of California Press, 2020).
152. ↑  Aaron Hale-Dorrell, 《Corn Crusade: Khrushchev's Farming Revolution in the Post-Stalin Soviet Union》 (2019) PhD dissertation version.
153. ↑  Carlson 2009, 205쪽.
154. ↑  Stephen J. Frese, "Comrade Khrushchev and Farmer Garst: East-West Encounters Foster Agricultural Exchange." The History Teacher 38#1 (2004), 37–65쪽. online.
155. ↑  Carlson 2009, 205–06쪽.
156. 1 2  Taubman 2003, 373쪽.
157. ↑  Medvedev & Medvedev 1978, 85쪽.
158. ↑  Medvedev & Medvedev 1978, 86–87쪽.
159. ↑  Medvedev & Medvedev 1978, 87–89쪽.
160. ↑  Medvedev & Medvedev 1978, 89–91쪽.
161. ↑  Medvedev & Medvedev 1978, 92–93쪽.
162. ↑  Medvedev & Medvedev 1978, 91–92쪽.
163. ↑  David Joravsky, 《The Lysenko Affair》 (1970) 172–180쪽.
164. ↑  Tompson 1995, 214–16쪽.
165. ↑  Taubman 2003, 519–523쪽.
166. ↑  Taubman 2003, 607쪽.
167. ↑  Medvedev & Medvedev 1978, 160–61쪽.
168. ↑  Il'ia E. Zelenin, "N. S. Khrushchev's Agrarian Policy and Agriculture in the USSR." 《Russian Studies in History》 50.3 (2011): 44-70쪽.
169. ↑  Carlson 2009, 221쪽.
170. ↑  Khrushchev 2007, 154쪽.
171. ↑  Medvedev & Medvedev 1978, 108쪽.
172. ↑  Tompson 1995, 192–93쪽.
173. ↑  Tompson 1995, 193쪽.
174. 1 2  Kelly 2007, 147쪽.
175. ↑  Laurent 2009.
176. ↑  Perrie 2006, 488쪽.
177. ↑  Daniel, Wallace L. (2009). “Father Aleksandr men and the struggle to recover Russia's heritage”. 《Demokratizatsiya》 17 (1): 73–92. doi:10.3200/DEMO.17.1.73-92. ISSN 1074-6846.
178. ↑  Letters from Moscow, Gleb Yakunin and Lev Regelson, Yakunin, Gleb; Regelson, Lev. “Religion and Human Rights in Russia”. 2009년 8월 16일에 원본 문서에서 보존된 문서. 2009년 6월 18일에 확인함.
179. ↑  Pospielovsky 1987, 83쪽.
180. ↑  Chumachenko, Tatiana A. in 《Church and State in Soviet Russia: Russian Orthodoxy from World War II to the Khrushchev years》. Edward E. Roslof (ed.). (ME Sharpe, 2002) p. 187. ISBN 9780765607492
181. ↑  Tchepournaya, Olga (2003). “The hidden sphere of religious searches in the Soviet Union: independent religious communities in Leningrad from the 1960s to the 1970s”. 《Sociology of Religion》 64 (3): 377–388. doi:10.2307/3712491. JSTOR 3712491.
182. ↑  Pospielovsky 1987, 84쪽.
183. ↑  Aleksandr Fursenko, Timothy Naftali, 《Khrushchev's cold war: the inside story of an American adversary》 (2006) 23-28쪽.
184. ↑  Tompson 1995, 146쪽.
185. ↑  Tompson 1995, 149쪽.
186. ↑  Tompson 1995, 150쪽.
187. ↑  Tompson 1995, 195–96쪽.
188. ↑  Tompson 1995, 187, 217쪽.
189. ↑  Zubok 2007, 127쪽.
190. ↑  Tompson 1995, 216–17쪽.
191. ↑  Zubok 2007, 183–84쪽.
192. ↑  Campbell Craig, Sergey Radchenko, 《MAD, not Marx: Khrushchev and the nuclear revolution.》 'Journal of Strategic Studies' (2018) 41#1/2:208-233쪽.
193. 1 2  Tompson 1995, 188쪽.
194. ↑  Walter A. McDougall, 《The Sputnik Challenge: Eisenhower's Response to the Soviet Satellite.》 'Reviews in American History' 21.4 (1993): 698-703쪽.
195. ↑  Tompson 1995, 187쪽.
196. ↑  Zubok 2007, 131쪽.
197. ↑  Carlson 2009, 247쪽.
198. ↑  Taubman 2003, 421–22쪽.
199. ↑  Carlson 2009, 63쪽.
200. ↑  Carlson 2009, 226–27쪽.
201. ↑  Khrushchev speech, 19 September 1959. Youtube
202. ↑  Carlson 2009, 155–59쪽.
203. ↑  Khrushchev speech, Los Angeles, 19 September 1959. Youtube
204. ↑  Carlson 2009, 133쪽.
205. ↑  Khrushchev 2000, 334쪽.
206. ↑  Theodore Otto Windt Jr., "The Rhetoric of Peaceful Coexistence: Khrushchev in America, 1959" Quarterly Journal of Speech (1971) 57#1 11–22쪽.
207. ↑  Tompson 1995, 211쪽.
208. ↑  Tompson 1995, 218쪽.
209. ↑  Hamilton, Martha (2000년 11월 10일). “Gem of a Jeweler Faces a Final Cut”. 《The Washington Post》. 2019년 4월 6일에 확인함.
210. 1 2 3  Tompson 1995, 219–20쪽.
211. ↑  Tompson 1995, 223쪽.
212. ↑  Tompson 1995, 224쪽.
213. 1 2  Tompson 1995, 225쪽.
214. ↑  UPI 1960 Year in Review.
215. ↑  Taubman 2003, 441쪽.
216. ↑  Taubman 2003, 469쪽.
217. ↑  Carlson 2009, 265–66쪽.
218. ↑  Tompson 1995, 230쪽.
219. ↑  Carlson 2009, 284–86쪽.
220. ↑  Zubok 2007, 139쪽.
221. ↑  Tompson 1995, 232쪽.
222. ↑  Tompson 1995, 233–35쪽.
223. ↑  Tompson 1995, 235–36쪽.
224. ↑  Tompson 1995, 248쪽.
225. ↑  Fursenko 2006, 465–66쪽.
226. ↑  Fursenko 2006, 469–72쪽.
227. ↑  Life, 1962-11-09.
228. ↑  Zubok 2007, 145쪽.
229. ↑  Taubman 2003, 575쪽.
230. ↑  Zubok 2007, 148쪽.
231. ↑  Taubman 2003, 579쪽.
232. ↑  Kennedy 1963.
233. ↑  Taubman 2003, 602쪽.
234. ↑  Taubman 2003, 604–05쪽.
235. 1 2  Tompson 1995, 166–68쪽.
236. ↑  “Trzy dni października”. 《Dziennik Polski》. 2001년 10월 19일.
237. ↑  Michalczyk, Bartłomiej (2019년 6월 7일). “1956: Sowieci idą na Warszawę!”. 2024년 4월 3일에 원본 문서에서 보존된 문서. 2022년 5월 3일에 확인함.
238. ↑  Fursenko 2006, 122쪽.
239. ↑  Tompson 1995, 168–70쪽.
240. ↑  Fursenko 2006, 123–24쪽.
241. 1 2  Fursenko 2006, 125쪽.
242. ↑  Taubman 2003, 427–28쪽.
243. ↑  Carlson 2009, 96쪽.
244. ↑  Tompson 1995, 145–47쪽.
245. ↑  Tompson 1995, 169쪽.
246. ↑  Taubman 2003, 336쪽.
247. ↑  Taubman 2003, 337쪽.
248. ↑  Zubok 2007, 111쪽.
249. ↑  Taubman 2003, 336–37쪽.
250. ↑  Taubman 2003, 338쪽.
251. ↑  Zubok 2007, 136쪽.
252. ↑  Taubman 2003, 391쪽.
253. ↑  Taubman 2003, 392쪽.
254. ↑  Zubok 2007, 137쪽.
255. ↑  Taubman 2003, 394쪽.
256. ↑  Taubman 2003, 470–71쪽.
257. ↑  Hoxha, Enver (1976). 《Albania Challenges Khrushchev Revisionism》. New York: Gamma Publishing Co. 119쪽.
258. 1 2  Taubman 2003, 615쪽.
259. ↑  Taubman 2003, 617쪽.
260. ↑  Taubman 2003, 5쪽.
261. ↑  Taubman 2003, 6쪽.
262. ↑  Taubman 2003, 11–13쪽.
263. ↑  "Vladimir Yefimovich Semichastny, spy chief, died on January 12th, aged 77". 《The Economist》 (2001년 1월 8일)
264. ↑  Mccauley, Martin (1995) 《The Khrushchev Era 1953–1964》. Longman. 81쪽. ISBN 9780582277762
265. ↑  Taubman 2003, 13쪽.
266. ↑  Taubman 2003, 16쪽.
267. ↑  〈Nikita Sergeyevich Khrushchev〉. 《Encyclopædia Britannica》.
268. ↑  William J. Tompson, "The Fall of Nikita Khrushchev." Soviet Studies 43.6 (1991): 1101-1121 online.
269. ↑  Lazar Volin, 《Khrushchev and the Soviet agricultural scene》 (2020).
270. ↑  Tompson 1997. 272–275쪽.
271. ↑  Roy Medvedev, 《Khrushchev: A Biography》 (1983) 237–244쪽.
272. ↑  Taubman 2003, 16–17쪽.
273. ↑  Taubman 2003, 622–23쪽.
274. ↑  Taubman 2003, 623–24쪽.
275. ↑  Tompson 1995, 279쪽.
276. ↑  Tompson 1995, 280쪽.
277. ↑  Wehner, Markus (1996). “Chruschtschows letzter Kampf: Der ehemalige Parteiführer vor dem Kontrollkomitee der KPdSU”. 《Osteuropa》 46 (7): A325–A333. ISSN 0030-6428. JSTOR 44919697 – JSTOR 경유.
278. ↑  Tompson 1995, 280–81쪽.
279. ↑  Shabad 1970.
280. ↑  “Obituary: Alexei Adzhubei”. 《The Independent》. 2011년 9월 18일.
281. ↑  Tompson 1995, 281쪽.
282. ↑  Tompson 1995, 282–83쪽.
283. ↑  Carlson 2009, 299쪽.
284. ↑  Schwartz 1971.
285. 1 2 3  Medvedev & Medvedev 1978, 180–82쪽.
286. ↑  Service, Robert (1997) 《A History of Twentieth-Century Russia》. Harvard UP. 375쪽. ISBN 9780713991482.
287. ↑  Medvedev & Medvedev 1978, 128쪽.
288. ↑  Medvedev & Medvedev 1978, 185쪽.
289. ↑  Medvedev & Medvedev 1978, 184쪽.
290. ↑  Fursenko 2006, 544쪽.
291. 1 2 3  Taubman 2003, 650쪽.
292. ↑  Tompson 1995, 283–84쪽.

## 참고 문헌
- Birch, Douglas (2008년 8월 2일), “Khrushchev kin allege family honor slurred”, 《USA Today》, 2009년 8월 14일에 확인함
- Brown, Archie (2009), 《The Rise and Fall of Communism》, HarperCollins Publishers, ISBN 978-0-06-113882-9
- Carlson, Peter (2009), 《K Blows Top: A Cold War Comic Interlude Starring Nikita Khrushchev, America's Most Unlikely Tourist》, PublicAffairs, ISBN 978-1-58648-497-2
- Laurent, Coumel (2009), 〈The scientist, the pedagogue, and the Party official: Interest groups, public opinion, and decision-making in the 1958 education reform〉,   Ilič, Melanie; Smith, Jeremy, 《Soviet state and society under Nikita Khrushchev》, Taylor & Francis, 66–85쪽, ISBN 978-0-415-47649-2
- Fursenko, Aleksandr (2006), 《Khrushchev's Cold War》, W.W. Norton & Co., ISBN 978-0-393-05809-3

- Hale-Dorrell, Aaron. Corn Crusade: Khrushchev's Farming Revolution in the Post-Stalin Soviet Union (2019) PhD dissertation version
- Kelly, Catriona (2007), 《Children's world: growing up in Russia, 1890–1991》, Yale University Press, 147쪽, ISBN 978-0-300-11226-9
- Khrushchev, Nikita (2004),  Khrushchev, Sergei, 편집., 《Memoirs of Nikita Khrushchev, Volume 1: Commissar》, The Pennsylvania State University Press, ISBN 978-0-271-02332-8
- Khrushchev, Nikita (2006),  Khrushchev, Sergei, 편집., 《Memoirs of Nikita Khrushchev, Volume 2: Reformer》, The Pennsylvania State University Press, ISBN 978-0-271-02861-3
- Khrushchev, Nikita (2007),  Khrushchev, Sergei, 편집., 《Memoirs of Nikita Khrushchev, Volume 3: Statesman》, The Pennsylvania State University Press, ISBN 978-0-271-02935-1
- Khrushchev, Sergei (2000), 《Nikita Khrushchev and the Creation of a Superpower》, The Pennsylvania State University Press, ISBN 978-0-271-01927-7
- Medvedev, Roy; Medvedev, Zhores (1978), 《Khrushchev: The Years in Power》, W.W. Norton & Co., ISBN 978-0231039390
- Perrie, Maureen (2006), 《The Cambridge History of Russia: The twentieth century》, Cambridge University Press, ISBN 978-0-521-81144-6
- Pospielovsky, Dimitry V. (1987), 〈A History of Soviet Atheism in Theory, and Practice, and the Believer〉, 《A History of Marxist-Leninist Atheism and Soviet Anti-Religious Policies》 1, New York: St Martin's Press, ISBN 978-0333423264
- Schwartz, Harry (1971년 9월 12일), “We know now that he was a giant among men”, 《The New York Times》, 2011년 6월 6일에 원본 문서에서 보존된 문서, 2009년 9월 25일에 확인함 (fee for article)
- Shabad, Theodore (1970년 11월 24일), “Izvestia likens 'memoirs' to forgeries”, 《The New York Times》, 2009년 9월 25일에 확인함 (fee for article)
- Taubman, William (2003), 《Khrushchev: The Man and His Era》, W.W. Norton & Co., ISBN 978-0-393-32484-6
- Tompson, William J. (1995), 《Khrushchev: A Political Life》, St. Martin's Press, ISBN 978-0-312-12365-9
- Volin, Lazar. Khrushchev and the Soviet agricultural scene (U of California Press, 2020).
- Volin, Lazar. "Soviet agriculture under Khrushchev." American Economic Review 49.2 (1959): 15-32 online.
- Whitman, Alden (1971년 9월 12일), “Khrushchev's human dimensions brought him to power and to his downfall”, 《The New York Times》, 2009년 9월 25일에 확인함 (fee for article), free version
- Zhuravlev, V. V. "NS Khrushchev: A Leader's Self-Identification as a Political Actor." Russian Studies in History 42.4 (2004): 70–79, on his Memoirs
- Zubok, Vladislav (2007), 《A Failed Empire: The Soviet Union in the Cold War from Stalin to Gorbachev》, University of North Carolina Press, ISBN 978-0-8078-5958-2
- Timothy, Snyder (2010), 《Bloodlands》, Basic Books, ISBN 978-0-465-00239-9

### 그 외
- Kennedy, John F. (1963년 6월 10일), 《President Kennedy Nuclear Test Ban Treaty Speech, American University 1963 Commencement》, American University, 2011년 12월 31일에 원본 문서에서 보존된 문서, 2011년 12월 31일에 확인함
- Neizvestny, Ernst (1979), “My dialogue with Khrushchev”, 《Vremya I My (Times and Us)》 (러시아어) (41), 170–200쪽, 2011년 7월 17일에 원본 문서에서 보존된 문서, 2011년 1월 1일에 확인함
- Guildsovfoto, Special to The New York Times Sovfotofree Lance Photographers (1956년 5월 6일), “Text of Speech on Stalin by Khrushchev as released by the State Department”, 《The New York Times》, 2009년 8월 23일에 확인함 (fee for article)
- “The historic letter that showed Mr. K's hand”, 《Life》, 53권 19호, 1962년 11월 9일, ISSN 0024-3019, 2009년 11월 5일에 확인함
- “Vast Riddle; Demoted in the latest Soviet shack-up”, 《The New York Times》, 1953년 3월 10일, 2009년 8월 23일에 확인함 (fee for article)
- “1959 Year in Review; Nixon visits Russia”, 《United Press International》, 1959, 2011년 12월 31일에 확인함
- “1960 Year in Review; The Paris Summit Falls Apart”, 《United Press International》, 1960, 2011년 12월 31일에 확인함

## 추가 문헌
- Alvandi, Roham. "The Shah's détente with Khrushchev: Iran's 1962 missile base pledge to the Soviet Union." Cold War History 14.3 (2014): 423–444.
- Artemov, Evgeny, and Evgeny Vodichev. "The Economic Policies of the Khrushchev Decade: Historiography." Quaestio Rossica 8.5 (2020): 1822–1839. online
- Beschloss, Michael. The Crisis Years: Kennedy and Khrushchev, 1960–1963 (1991) online
- Breslauer, George W. Khrushchev and Brezhnev as Leaders (1982) online
- Conterio, Johanna. "" Our Black Sea Coast": The Sovietization of the Black Sea Littoral under Khrushchev and the Problem of Overdevelopment." Kritika: Explorations in Russian and Eurasian History 19.2 (2018): 327-361. online
- Craig, Campbell, and Sergey Radchenko. "MAD, not Marx: Khrushchev and the nuclear revolution." Journal of Strategic Studies 41.1-2 (2018): 208–233. online
- Dallin, David. Soviet foreign policy after Stalin (1961) online
- Dobbs, Michael. One minute to midnight : Kennedy, Khrushchev, and Castro on the brink of nuclear war (2008) online
- Frankel, Max. High Noon in the Cold War: Kennedy, Khrushchev, and the Cuban Missile Crisis. (Random House 2005). online
- Fursenko, Aleksandr and Timothy Naftali. Khrushchev's Cold War: The Inside Story of an American Adversary (2010)
- Hardy, Jeffrey S. The Gulag after Stalin: Redefining Punishment in Khrushchev's Soviet Union, 1953–1964. (Cornell University Press, 2016).
- Harris, Jonathan. Party Leadership under Stalin and Khrushchev: Party Officials and the Soviet State, 1948–1964 (Rowman & Littlefield, 2018).
- Iandolo, Alessandro. "Beyond the Shoe: Rethinking Khrushchev at the Fifteenth Session of the United Nations General Assembly." Diplomatic History 41.1 (2017): 128–154.
- Khrushchev, Nikita (1960). 《For Victory in Peaceful Competition with Capitalism》. E.P. Dutton & Co., Inc. OCLC 261194.

- McCauley, Martin. The Khrushchev Era 1953–1964 (Routledge, 2014).
- Pickett, William B. (2007). 〈Eisenhower, Khrushchev, and the U-2 Affair: A Forty-six Year Retrospective〉.   Clifford, J. Garry; Wilson, Theodore A. 《Presidents, Diplomats, and Other Mortals》. Columbia, Missouri: U of Missouri Press. 137–153쪽. ISBN 978-0-8262-1747-9.
- Schoenbachler, Matthew, and Lawrence J. Nelson. Nikita Khrushchev's Journey into America (UP of Kansas, 2019).
- Shen, Zhihua. "Mao, Khrushchev, and the Moscow Conference, 1957." in A Short History of Sino-Soviet Relations, 1917–1991 (Palgrave Macmillan, Singapore, 2020) pp. 189–207.
- Sodaro, Michael. Moscow, Germany, and the West from Khrushchev to Gorbachev (Cornell UP, 2019).
- Thatcher, Ian D. "Gulag Studies: From Stalin to Khrushchev." Canadian-American Slavic Studies 53.4 (2019): 489-493 online[깨진 링크(과거 내용 찾기)].
- Torigian, Joseph. 2022. ""You Don't Know Khrushchev Well": The Ouster of the Soviet Leader as a Challenge to Recent Scholarship on Authoritarian Politics." Journal of Cold War Studies 24(1): 78–115.
- Watry, David M. Diplomacy at the Brink: Eisenhower, Churchill, and Eden in the Cold War. Baton Rouge: Louisiana State University Press, 2014. ISBN 9780807157183.
- Zelenin, Il'ia E. "N. S. Khrushchev's Agrarian Policy and Agriculture in the USSR." Russian Studies in History 50.3 (2011): 44–70.
- Zubok, Vladislav and Constantine Pleshakov. Inside the Kremlin’s cold war: from Stalin to Khrushchev (Harvard UP, 1996) online